# 현대 아반떼
현대 아반떼(Hyundai Avante)는 , 현대자동차가 1995년 3월 16일부터 생산하고 있는 전륜구동 준중형차이다.
대한민국 울산광역시 북구 양정동 울산3공장에서 생산한다. 대한민국에서는 현대 엘란트라의 후속 차량으로 선보였으나 그 외 국가에서는 기존 차명인 현대 엘란트라로 판매한다. 일부 국가에서는 로터스 엘란과의 상표권 문제로 인하여 한 때 현대 란트라로 판매되기도 하였다. 현대자동차의 공식적인 보도 발표에 의하면 현대 아반떼의 전신이자 수출명으로도 쓰이는 현대 엘란트라를 1세대에 넣어 7세대까지 구축하기 때문에 7세대로 구분한다.

## 2세대(J2)

### 아반떼(1995년3월~1998년2월)

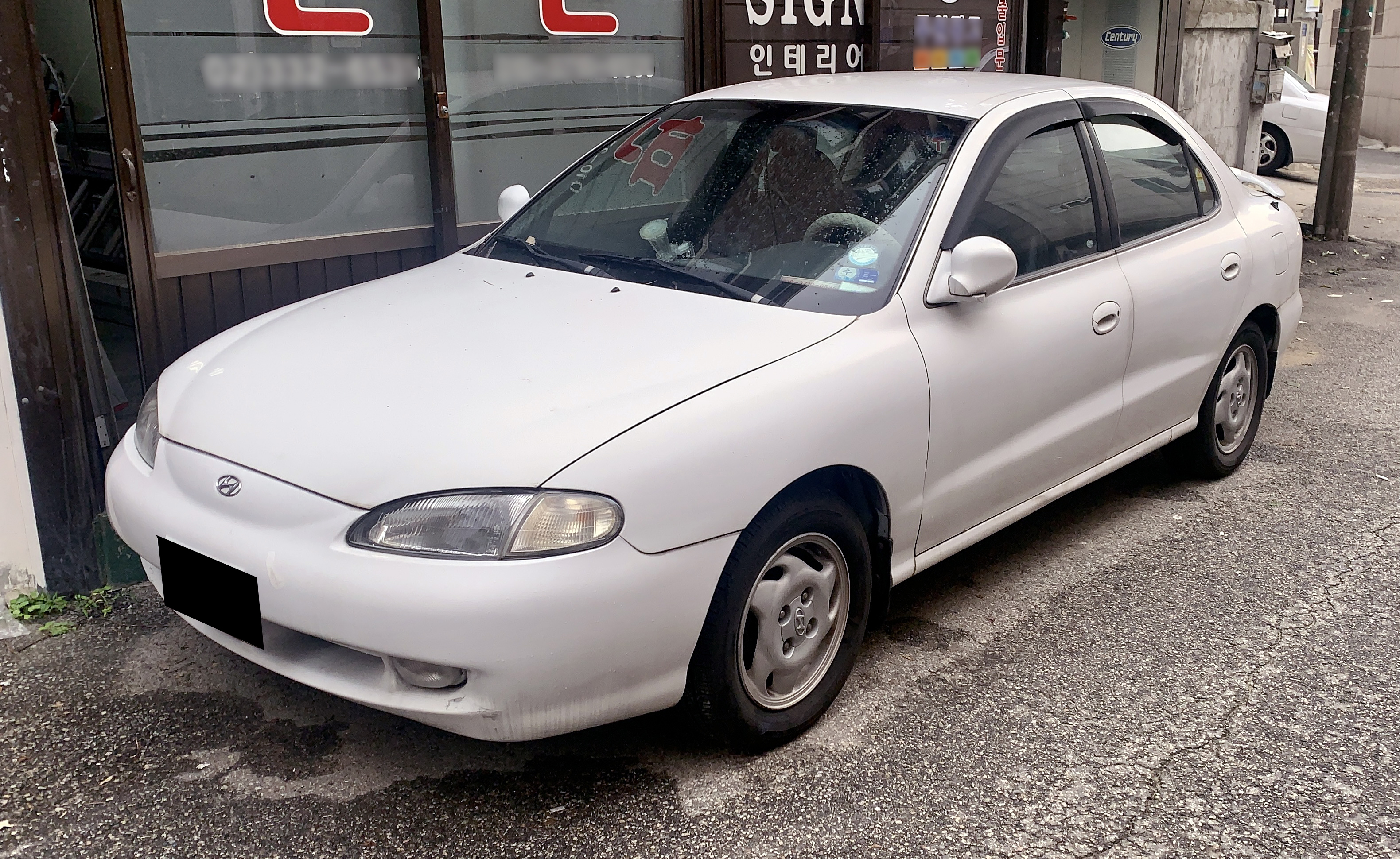
현대 아반떼 정측면

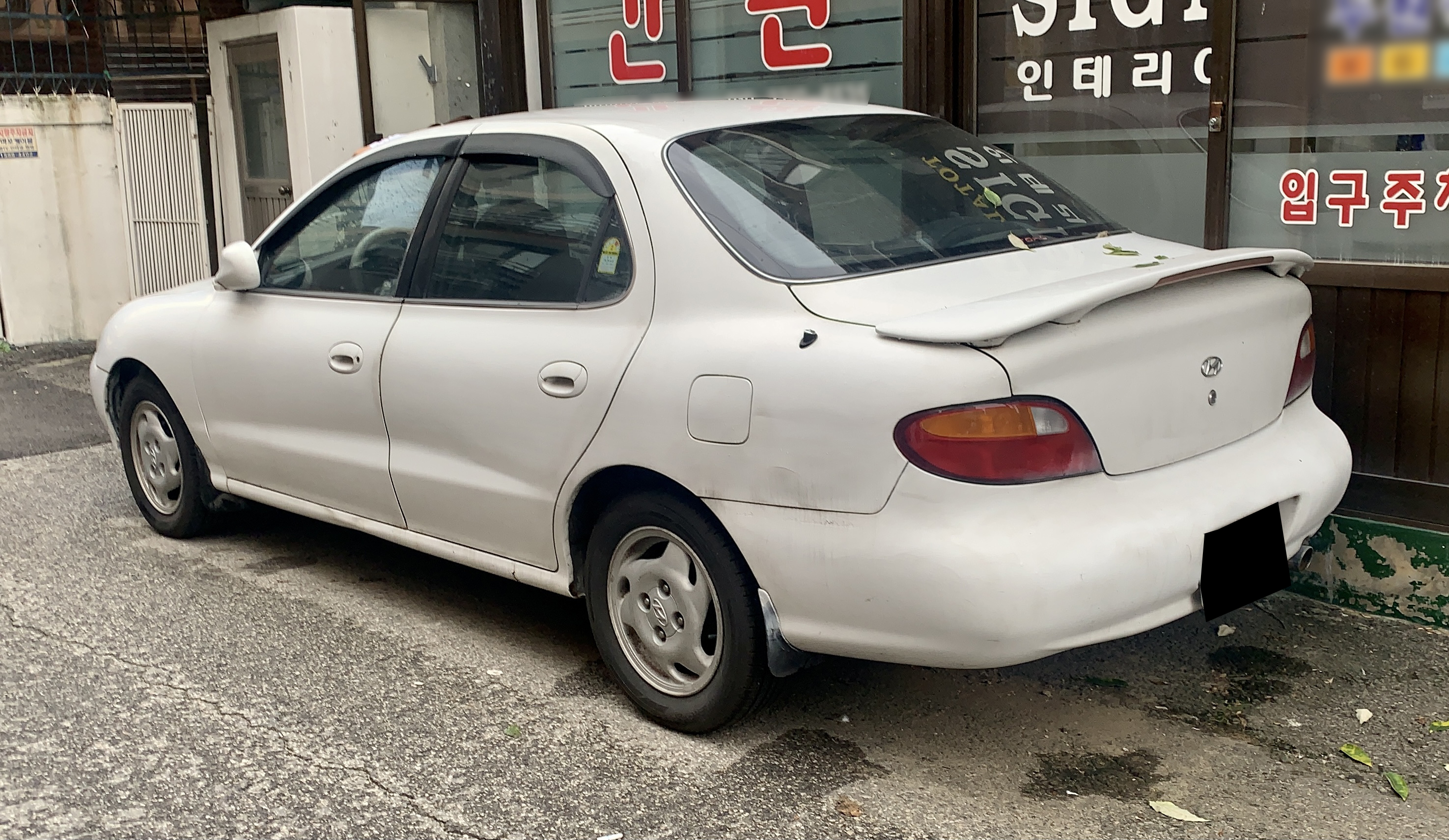
현대 아반떼 후측면

1995년 3월 16일 엘란트라의 후속 차량으로 선보였다. 사람들 사이에서의 별명은 구아방이라는 별칭으로도 유명하다. 1990년부터 개발을 시작했으며, 5,000억 원을 투자하여 완성되었다. 현대자동차의 수석 디자이너였던 최종민 씨의 작품이다. 전년도에 나온 엑센트와 더불어 순수 국산화된 고유모델이다. 기존 엘란트라에 달린 미쓰비시제 시리우스/오리온 엔진은 현대자동차가 자체개발한 국산 4기통 알파/베타 엔진으로 바뀌었으며, 부품 국산화율은 99.88%로 당시 현대자동차의 최고 역작으로 꼽히는 차종이다. 고려 청자에서 영감을 얻은 곡선들로 이루어졌으며, 올 라운드 클린 바디 형태의 에어로 다이나믹 스타일로 공기의 저항을 최소화하고 동급 최초로 조수석 에어백까지 적용되어 안전성을 높였다. 디지털 시계가 계기판에 내장되어 시인성을 높였으며, 시트 벨트 프리텐셔너도 적용되었다. 같은 해 4월에 개최된 서울 모터쇼에서 스테이션 왜건인 넥스트 원이 공개되었는데, 9월 18일에 아반떼 투어링으로 출시되는 결실을 맺었다. 또한, 모스크바 모터쇼에서 최우수 자동차로 선정되었고 같은 해 10월에는 독일의 자동차 잡지인 아우토 모토 운트 슈포트가 뽑은 최우수 자동차로 선정되었다. SBS 드라마 아스팔트 사나이에서는 아반떼의 전륜구동 플랫폼을 기반으로 쿠페가 공개되었는데, 이듬해인 1996년 4월에 티뷰론으로 출시되었다.

1996년 8월에는 PC 통신인 하이텔을 통하여 공식 동호회인 아반떼 자동차 동호회가 창립됐다. 후에 CLUB J2로 명칭이 바뀌었으며, 현대자동차 측에서도 전폭적인 지원을 아끼지 않았다. 이후 여러 풀 모델 체인지가 지속됨에도 지금까지 아반떼 오너들에게 사랑받는 동호회로 계보를 잇고 있다.
1996년 10월 23일에는 최고 출력이 상승되고, 좌측 사이드미러 거울도 전동 조절식으로 바뀌었으며, 14인치 신규 알루미늄 휠이 적용된 1997년형이 선보였다.
1997년 5월에는 현대그룹 창립 50주년을 맞이하여 스페셜 에디션을 내놓았는데, 가죽 스티어링 휠과 가죽 시프트 기어 노브, 14인치 더블 5 스포크 알루미늄 휠과 리어 스포일러를 적용하여 차별화를 두었다. 같은 해 7월에는 우드 그레인, 천연 가죽 시트, 리어 스포일러와 금장 엠블렘 등을 갖춘 최고급 트림인 골드가 추가되었다.

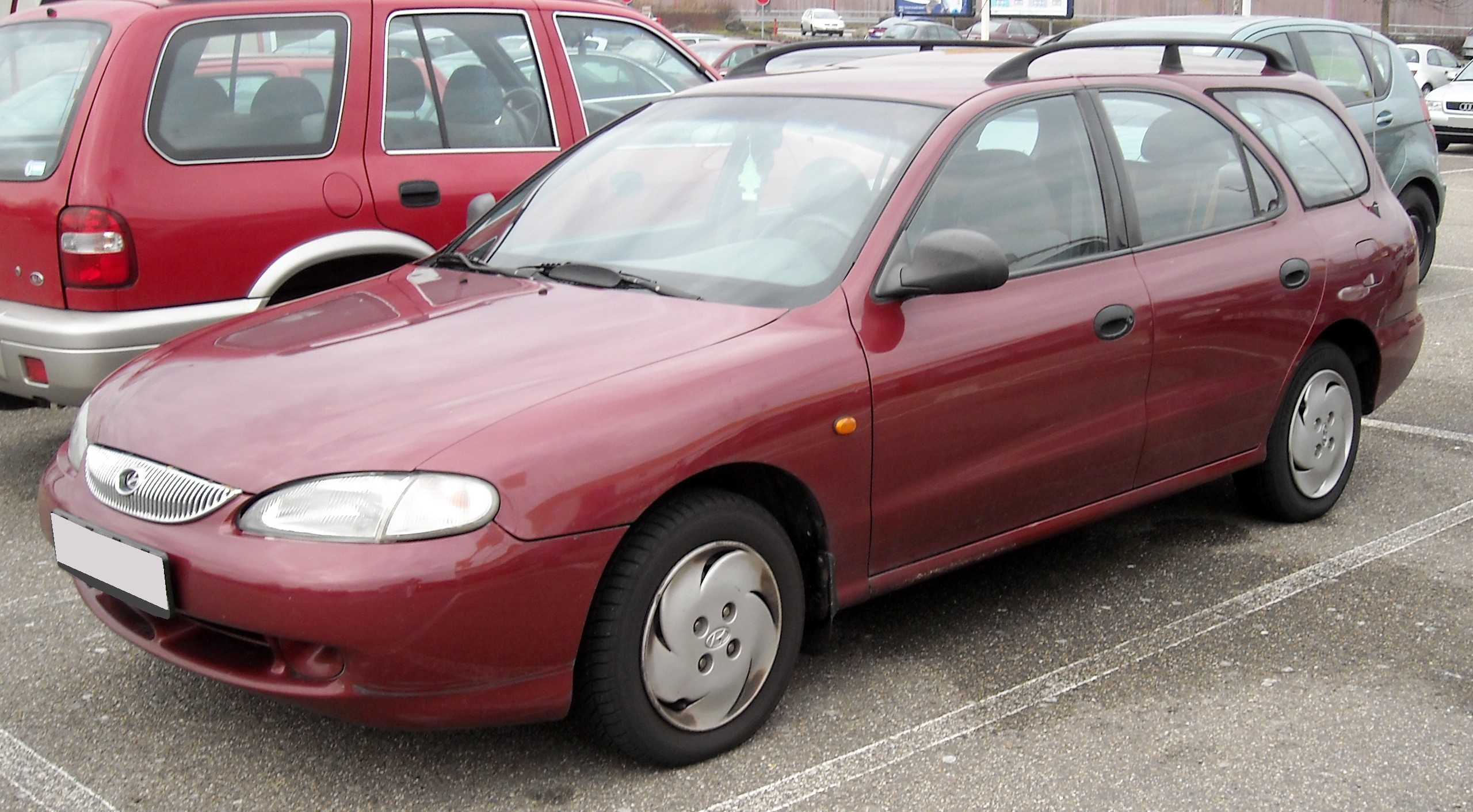
현대 아반떼 투어링 정측면
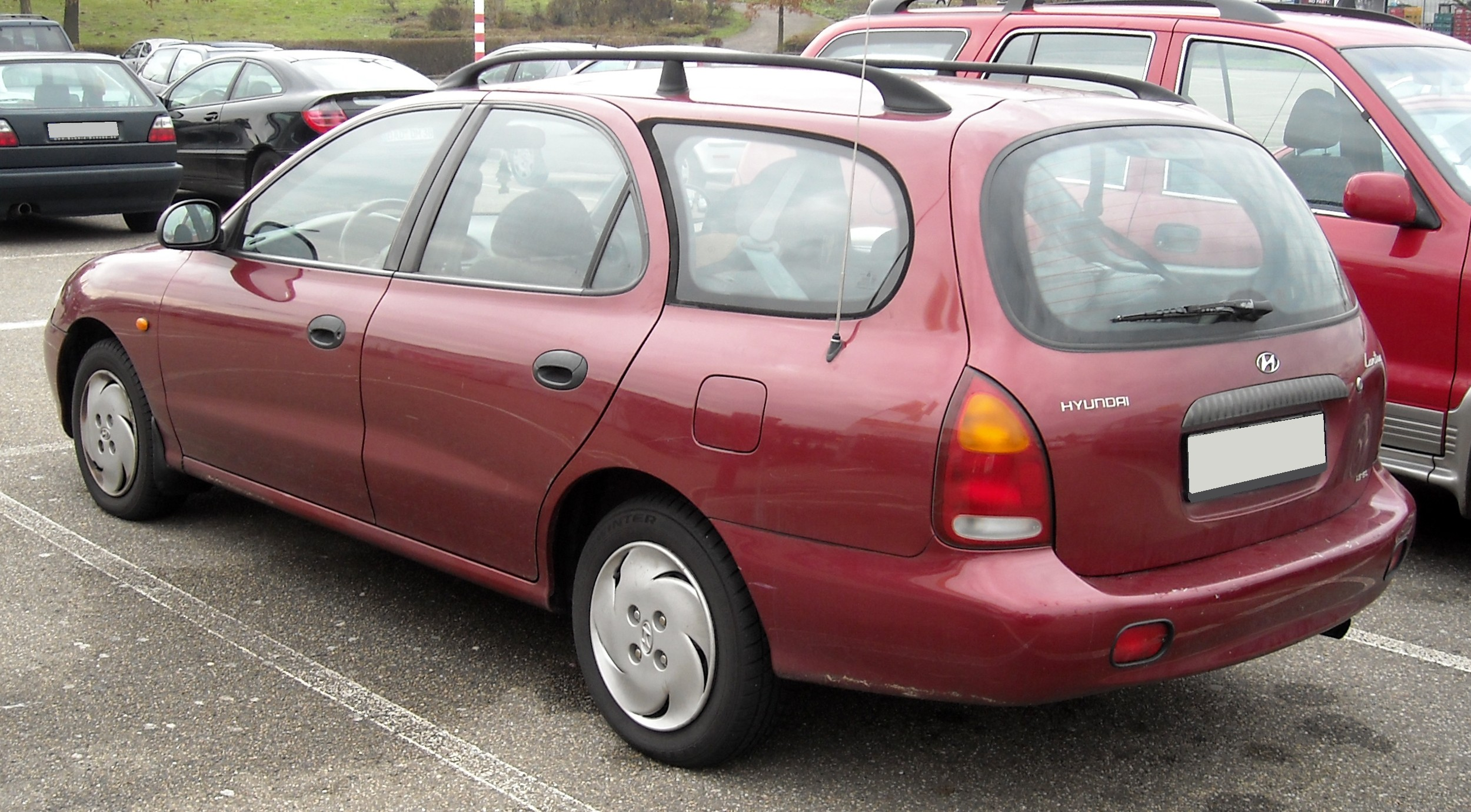
현대 아반떼 투어링 후측면

#### 제원
| 구분                 | 아반떼 1.5ℓ 알파 DOHC                             | 아반떼 1.8ℓ 베타 DOHC                             | 아반떼 투어링 1.5ℓ 알파 DOHC                      | 아반떼 투어링 1.8ℓ 베타 DOHC                      |
| -------------------- | ------------------------------------------------- | ------------------------------------------------- | ------------------------------------------------- | ------------------------------------------------- |
| 전장 (mm)            | 4,420                                             | 4,420                                             | 4,450                                             | 4,450                                             |
| 전폭 (mm)            | 1,700                                             | 1,700                                             | 1,700                                             | 1,700                                             |
| 전고 (mm)            | 1,395                                             | 1,395                                             | 1,425 1,460(루프랙 적용시)                        | 1,425 1,460(루프랙 적용시)                        |
| 축거 (mm)            | 2,550                                             | 2,550                                             | 2,550                                             | 2,550                                             |
| 윤거 (전, mm)        | 1,465                                             | 1,465                                             | 1,465                                             | 1,465                                             |
| 윤거 (후, mm)        | 1,450                                             | 1,450                                             | 1,450                                             | 1,450                                             |
| 승차 정원            | 5명                                               | 5명                                               | 5명                                               | 5명                                               |
| 변속기               | 수동 5단 자동 4단                                 | 수동 5단 자동 4단                                 | 수동 5단 자동 4단                                 | 수동 5단 자동 4단                                 |
| 구동 형식            | 전륜구동                                          | 전륜구동                                          | 전륜구동                                          | 전륜구동                                          |
| 서스펜션 (전/후)     | 맥퍼슨 스트럿/듀얼 링크                           | 맥퍼슨 스트럿/듀얼 링크                           | 맥퍼슨 스트럿/듀얼 링크                           | 맥퍼슨 스트럿/듀얼 링크                           |
| 엔진 형식            | G4FK                                              | G4GM                                              | G4FK                                              | G4GM                                              |
| 연료                 | 가솔린                                            | 가솔린                                            | 가솔린                                            | 가솔린                                            |
| 배기량 (cc)          | 1,495                                             | 1,795                                             | 1,495                                             | 1,795                                             |
| 최고 출력 (ps/rpm)   | 107/6,000 (이후 110/6,000, 104/5,800으로 변경)    | 138/6,000 (이후 140/6.000, 133/6,000으로 변경)    | 107/6,000 (이후 110/6,000, 104/5,800으로 변경)    | 138/6,000 (이후 140/6,000, 133/6,000으로 변경)    |
| 최대 토크 (kg*m/rpm) | 14.0/5,000 (이후 14.8/4,700, 14.3/4,000으로 변경) | 17.6/5,000 (이후 18.1/4,500, 17.1/5,000으로 변경) | 14.0/5,000 (이후 14.8/4,700, 14.3/4,000으로 변경) | 17.6/5,000 (이후 18.1/4,500, 17.1/5,000으로 변경) |
| 최고 속도 (km/h)     | 182(수동 5단)/ 182(자동 4단)                      | 197(수동 5단)/ 197(자동 4단)                      | 184(수동 5단)/ 184(자동 4단)                      | 194(수동 5단)/ 194(자동 4단)                      |
| 연료 탱크 용량 (ℓ)   | 50                                                | 55                                                | 50                                                | 55                                                |
| 요소수 탱크 용량 (ℓ) | -                                                 | -                                                 | -                                                 | -                                                 |
| 공차 중량 (kg)       | 1,144(수동 5단)/ 1,164(자동 4단)                  | 1,169(수동 5단)/ 1,189(자동 4단)                  | 1,150(수동 5단)/ 1,175(자동 4단)                  | 1,241(수동 5단)/ 1,271(자동 4단)                  |
| 연비 (km/ℓ)          | 15.2(수동 5단)/ 12.5(자동 4단)                    | 13.9(수동 5단)/ 12.1(자동 4단)                    | 13.2(수동 5단)/ 11.7(자동 4단)                    | 12.5(수동 5단)/ 11.0(자동 4단)                    |

### 올 뉴 아반떼(1998년2월~2000년4월)

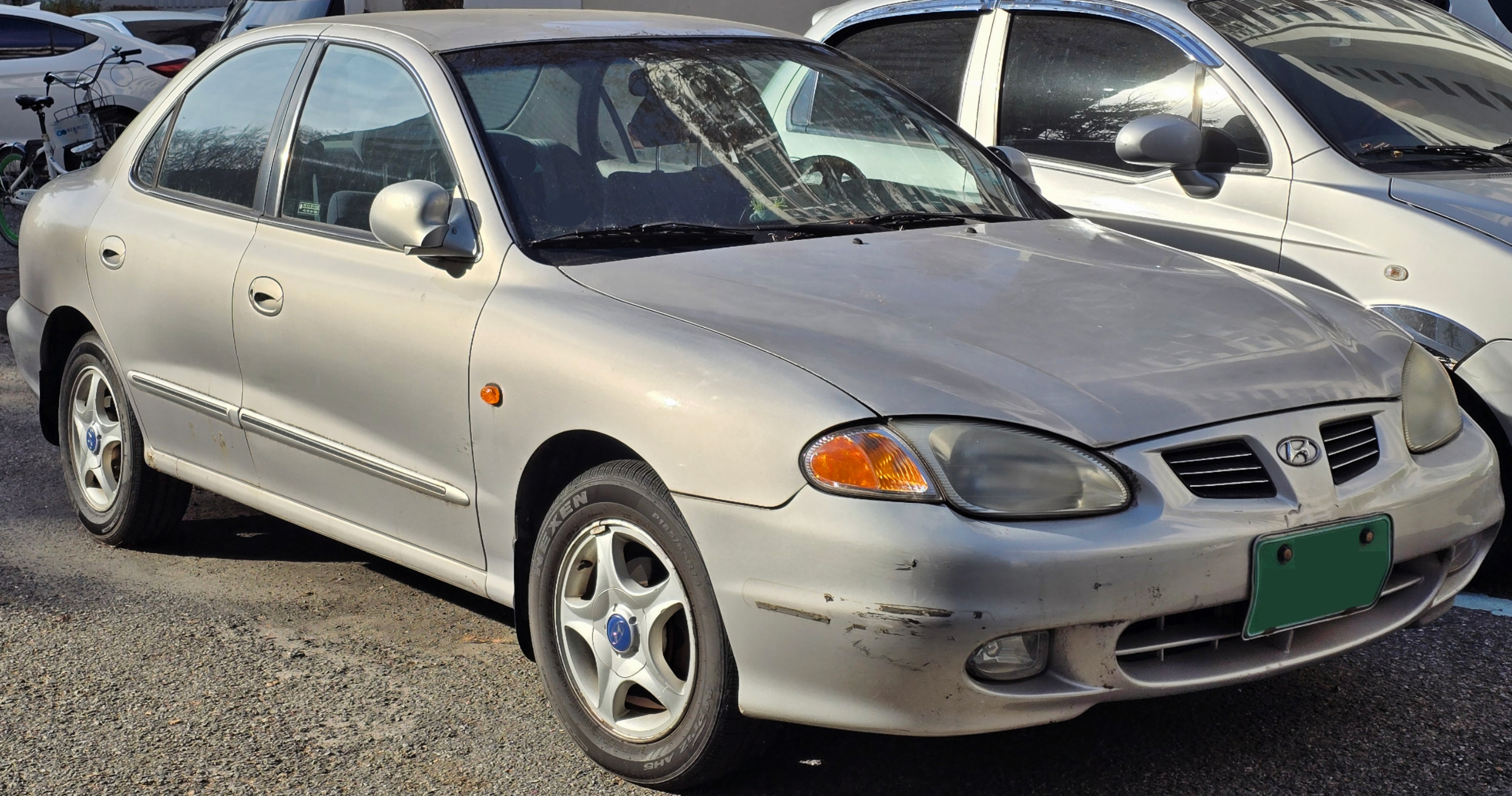
현대 올 뉴 아반떼 정측면

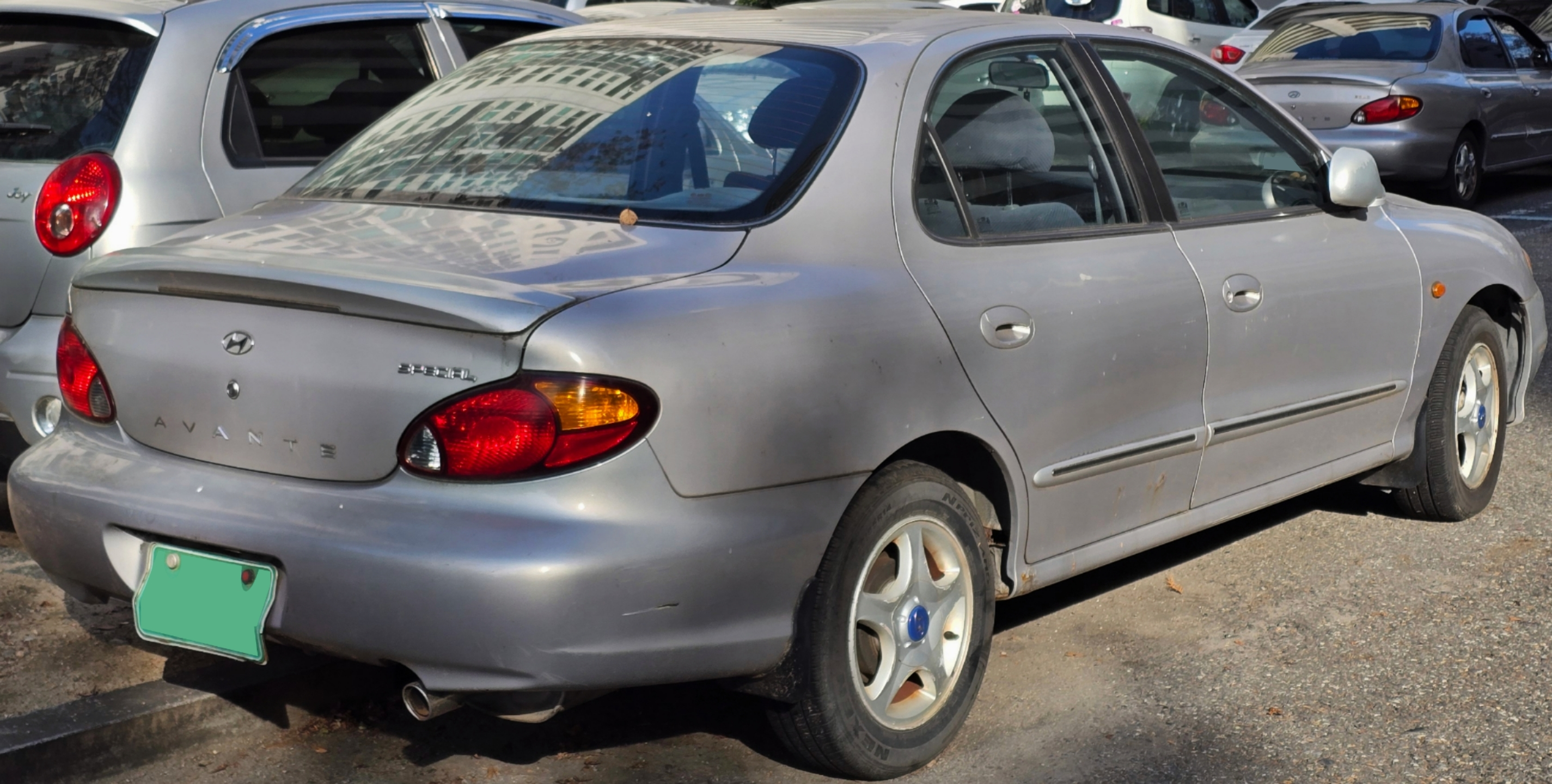
현대 올 뉴 아반떼 후측면

1998년 2월 20일에 선보였다. 페이스리프트를 거쳐 라디에이터 그릴이 생기고, 헤드 램프와 리어 램프가 투명한 재질으로 바뀌었다. 가스식 쇼크 업소버가 적용되어 승차감이 개선되었고, 기존 아반떼보다 전장과 전폭이 각각 30mm와 35mm 확대되었다. 그러나 다소 어색해진 익스테리어 디자인은 기존 아반떼의 균형을 망쳤다는 평을 받기도 했다.
- 1998년 5월에는 한 번 주유를 해도 서울과 부산을 충분히 왕복할 수 있는 희박 연소 방식의 1.5ℓ 알파 린번 가솔린 엔진도 추가되었다. 1.5ℓ 알파 린번 가솔린 엔진은 연비가 1ℓ당 16.9km(5단 수동변속기 기준)에 달하였다.
- 1999년 1월에는 5단 수동변속기만 장착되던 1.5ℓ 알파 린번 가솔린 엔진에 4단 자동변속기도 추가되었다.
- 1999년 3월 9일에 대한민국산 준중형차 최초로 운전석 에어백이 전 트림에 기본 장착된 2000년형이 출시되었다.[5]

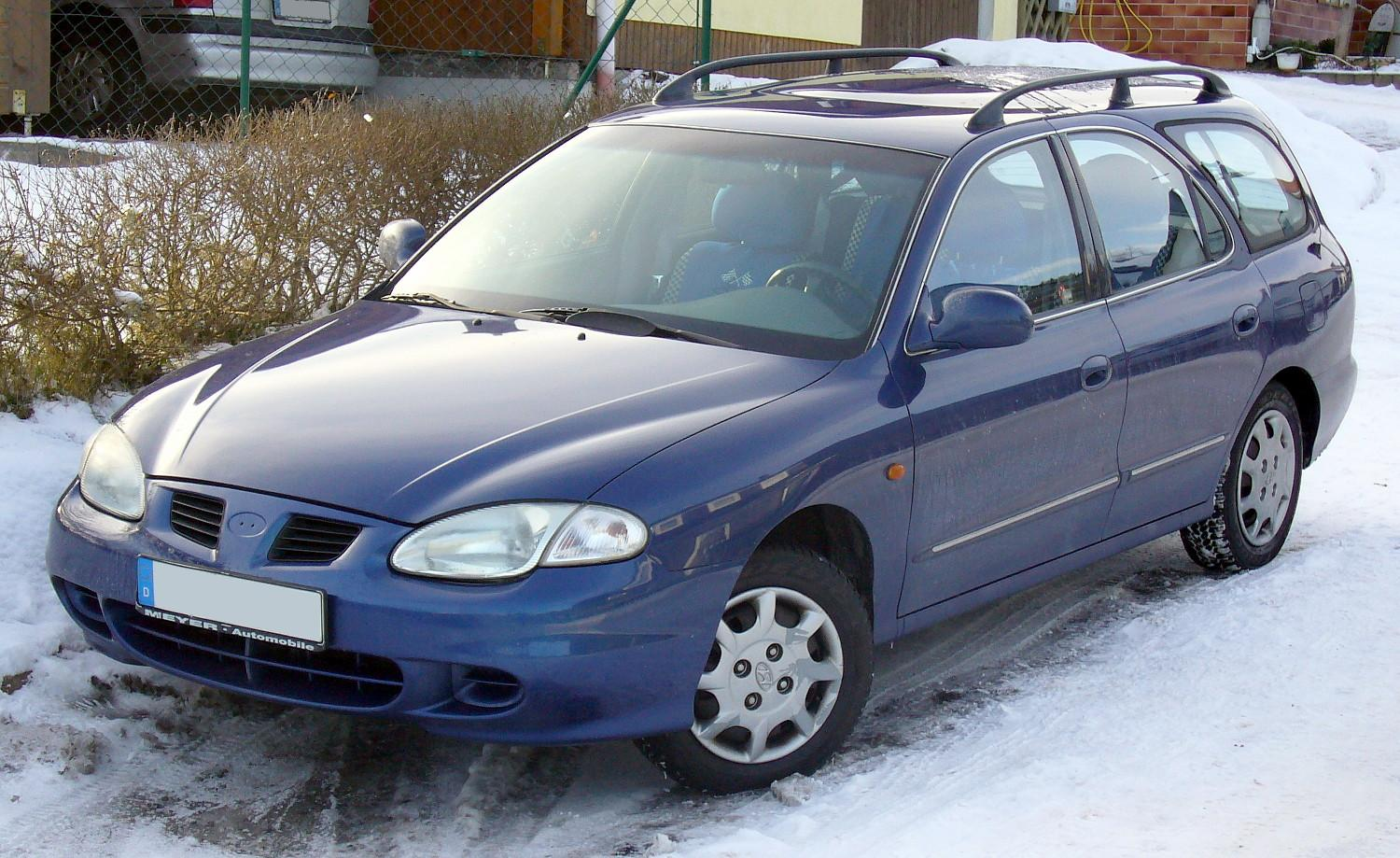
현대 올 뉴 아반떼 투어링 정측면
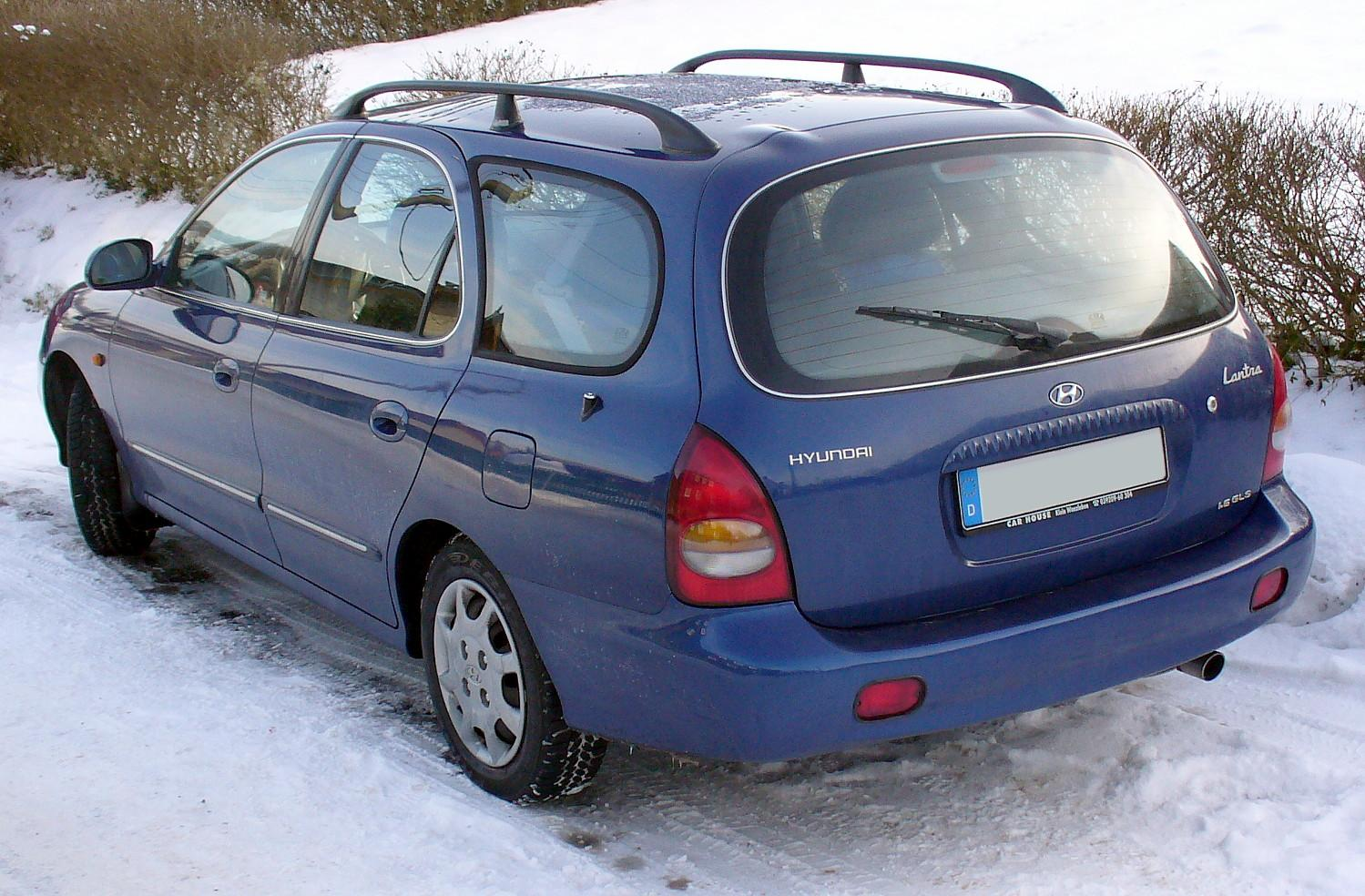
현대 올 뉴 아반떼 투어링 후측면

#### 제원
| 구분                 | 올 뉴 아반떼 1.5ℓ 알파           | 올 뉴 아반떼 1.5ℓ 알파 린번      | 올 뉴 아반떼 1.8ℓ 베타           | 올 뉴 아반떼 투어링 1.5ℓ 알파    | 올 뉴 아반떼 투어링 1.8ℓ 베타    |
| -------------------- | -------------------------------- | -------------------------------- | -------------------------------- | -------------------------------- | -------------------------------- |
| 전장 (mm)            | 4,450                            | 4,450                            | 4,450                            | 4,460 4,515(범퍼 가드 적용시)    | 4,460 4,515(범퍼 가드 적용시)    |
| 전폭 (mm)            | 1,735                            | 1,735                            | 1,735                            | 1,735                            | 1,735                            |
| 전고 (mm)            | 1,395                            | 1,395                            | 1,395                            | 1,425 1,460(루프랙 적용시)       | 1,425 1,460(루프랙 적용시)       |
| 축거 (mm)            | 2,550                            | 2,550                            | 2,550                            | 2,550                            | 2,550                            |
| 윤거 (전, mm)        | 1,465                            | 1,465                            | 1,465                            | 1,465                            | 1,465                            |
| 윤거 (후, mm)        | 1,450                            | 1,450                            | 1,450                            | 1,450                            | 1,450                            |
| 승차 정원            | 5명                              | 5명                              | 5명                              | 5명                              | 5명                              |
| 변속기               | 수동 5단 자동 4단                | 수동 5단 자동 4단                | 수동 5단 자동 4단                | 수동 5단 자동 4단                | 수동 5단 자동 4단                |
| 구동 형식            | 전륜 구동                        | 전륜 구동                        | 전륜 구동                        | 전륜 구동                        | 전륜 구동                        |
| 서스펜션 (전/후)     | 맥퍼슨 스트럿/듀얼 링크          | 맥퍼슨 스트럿/듀얼 링크          | 맥퍼슨 스트럿/듀얼 링크          | 맥퍼슨 스트럿/듀얼 링크          | 맥퍼슨 스트럿/듀얼 링크          |
| 엔진 형식            | G4FK                             | G4FK                             | G4GM                             | G4FK                             | G4GM                             |
| 연료                 | 가솔린                           | 가솔린                           | 가솔린                           | 가솔린                           | 가솔린                           |
| 배기량 (cc)          | 1,495                            | 1,495                            | 1,795                            | 1,495                            | 1,795                            |
| 최고 출력 (ps/rpm)   | 104/5,800                        | 95/5,500                         | 133/6,000                        | 104/5,800                        | 133/6,000                        |
| 최대 토크 (kg*m/rpm) | 14.3/4,000                       | 13.6/3,000                       | 17.1/5,000                       | 14.3/4,000                       | 17.1/5,000                       |
| 최고 속도 (km/h)     | 182(수동 5단)/ 182(자동 4단)     | 173(수동 5단)/ 165(자동 4단)     | 197(수동 5단)/ 197(자동 4단)     | 182(수동 5단)/ 182(자동 4단)     | 197(수동 5단)/ 197(자동 4단)     |
| 연료 탱크 용량 (ℓ)   | 50                               | 50                               | 55                               | 50                               | 55                               |
| 요소수 탱크 용량 (ℓ) | -                                | -                                | -                                | -                                | -                                |
| 공차 중량 (kg)       | 1,144(수동 5단)/ 1,164(자동 4단) | 1,128(수동 5단)/ 1,154(자동 4단) | 1,169(수동 5단)/ 1,189(자동 4단) | 1,144(수동 5단)/ 1,164(자동 4단) | 1,169(수동 5단)/ 1,189(자동 4단) |
| 연비 (km/ℓ)          | 15.2(수동 5단)/ 12.5(자동 4단)   | 16.9(수동 5단)/ 14.4(자동 4단)   | 13.9(수동 5단)/ 12.1(자동 4단)   | 15.2(수동 5단)/ 12.5(자동 4단)   | 13.9(수동 5단)/ 12.1(자동 4단)   |

## 3세대(XD)

### 아반떼 XD(2000년4월~2003년5월)

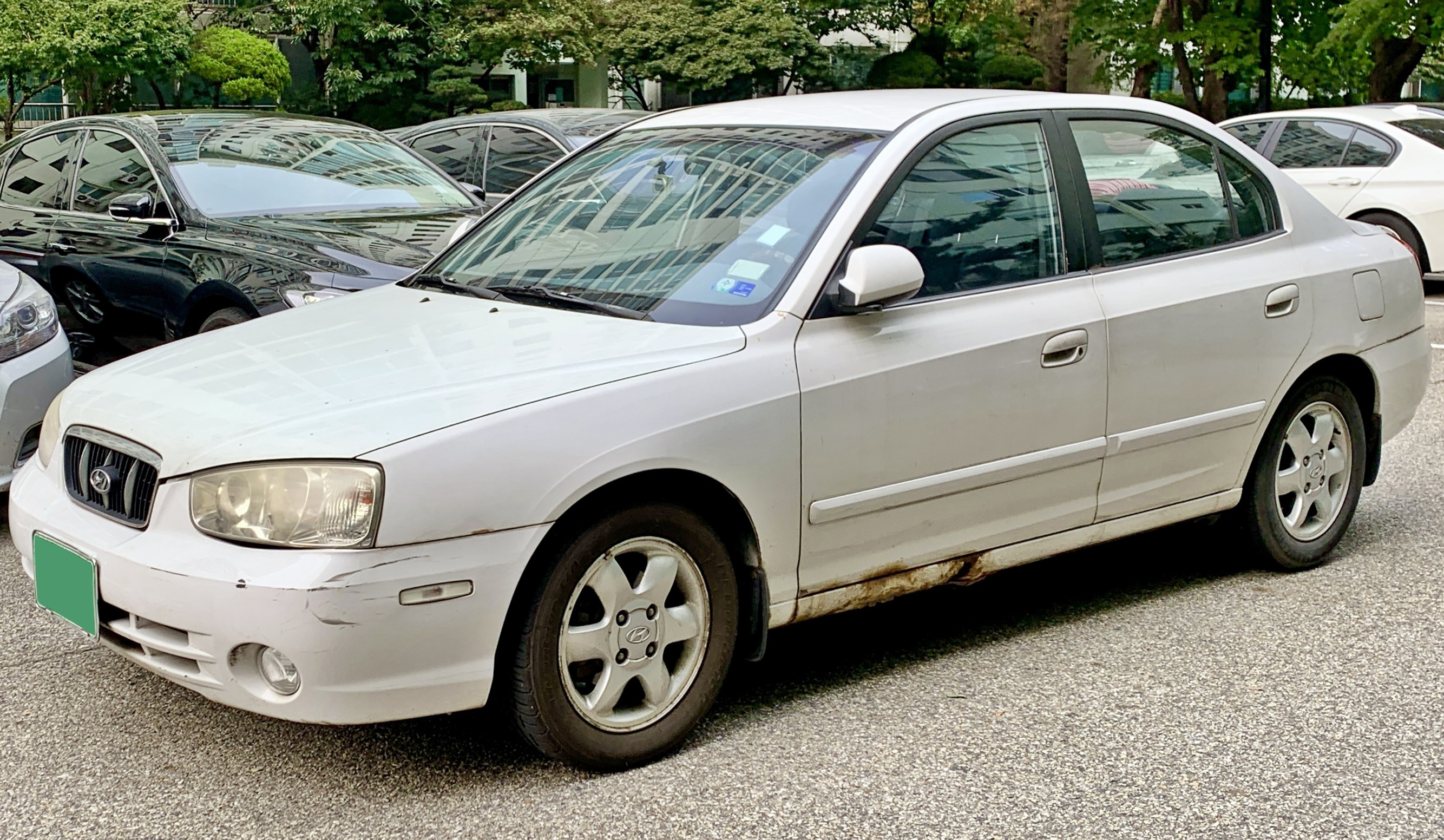
현대 아반떼 XD 정측면

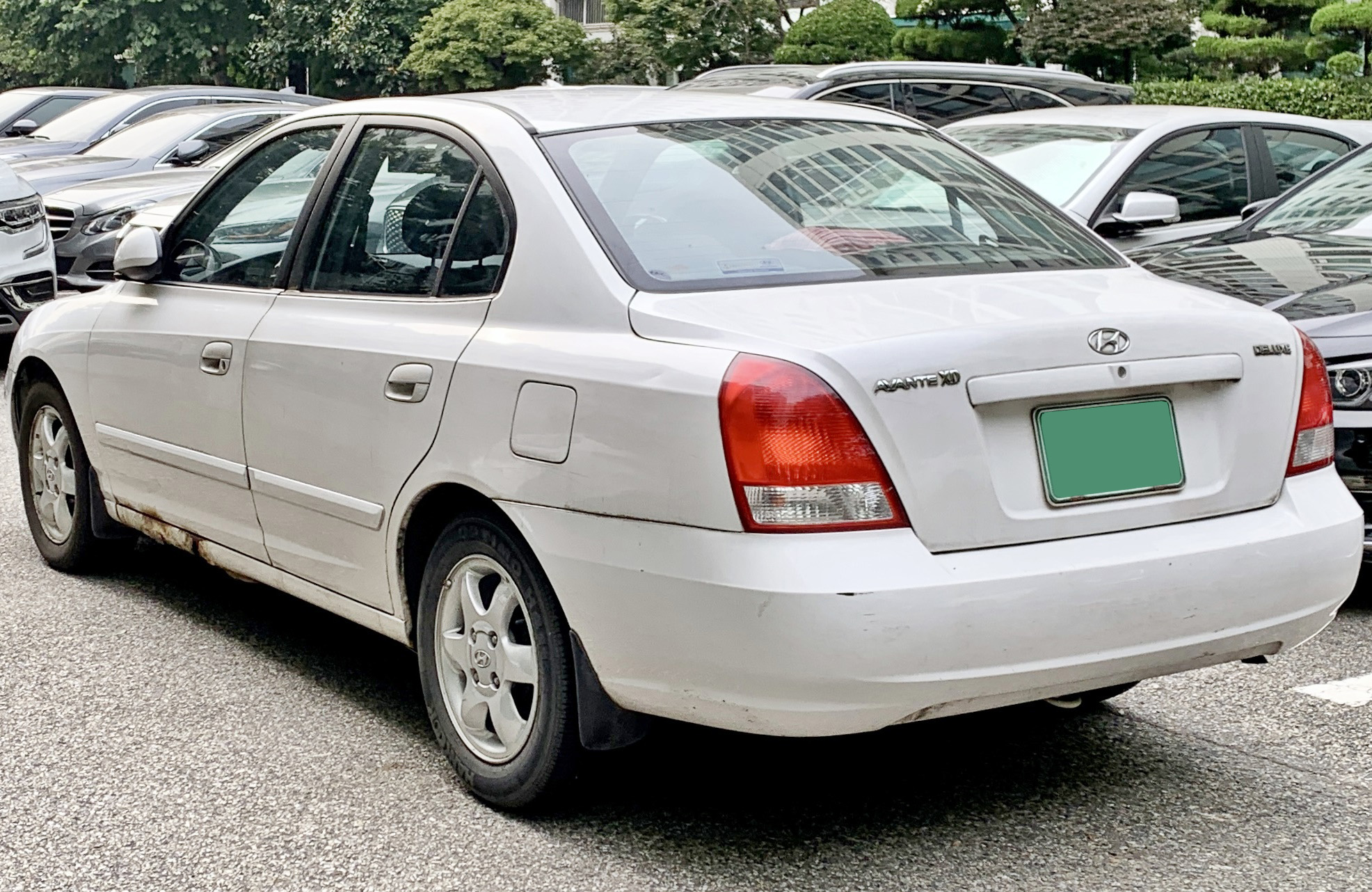
현대 아반떼 XD 후측면

2000년 4월 18일에 선보였다. 직선 위주의 엣지 스타일이 가미된 디자인은 고급스러움을 꾀하였고 역대 아반떼 중에서는 최초로 TCS가 적용되어 안정성을 향상시켰고, 사이드 에어백, AV 및 내비게이션, 헤드 유닛, 디지털 거리 측정기 등이 적용되었다. 다만, 세단의 경우 전의 두 모델과는 다르게 계기판의 최고 공회전 수가 7,000rpm까지만 새겨졌다. 같은 해 11월 7일에는 젊은 고객층을 겨냥한 5도어 해치백이 출시되었는데, 일반 형태의 해치백이 아닌 테라스 형태의 해치백으로 디자인되었다.
2002년 8월 19일에는 격자형의 라디에이터 그릴, 15인치 신규 알루미늄 휠, 크롬 도금 리어 가니쉬 등이 적용되고 2.0ℓ 베타 Ⅱ 가솔린 엔진에 VVT가 적용되는 등의 개선을 거친 2003년형이 선보였다.

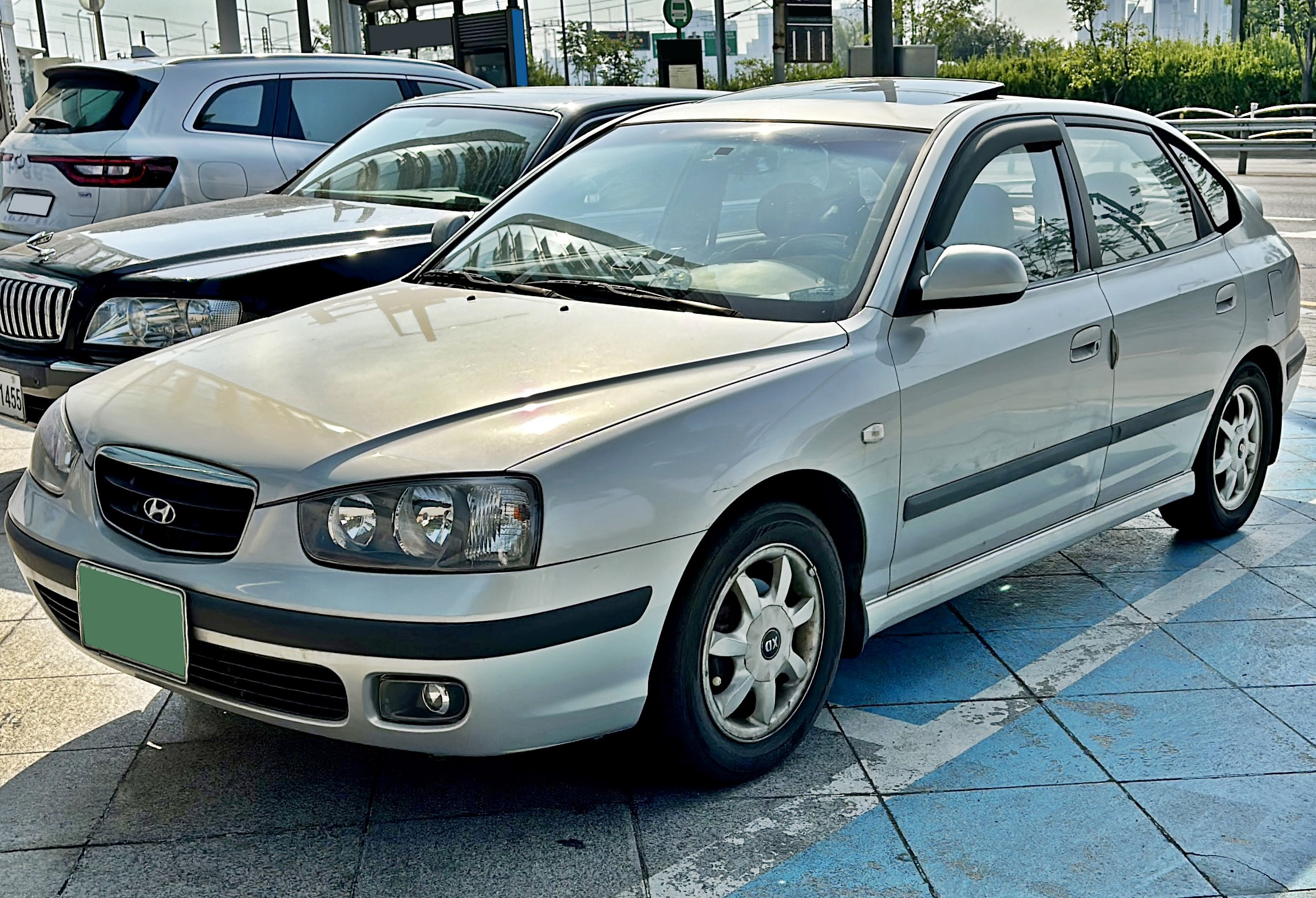
현대 아반떼 XD (5도어) 정측면
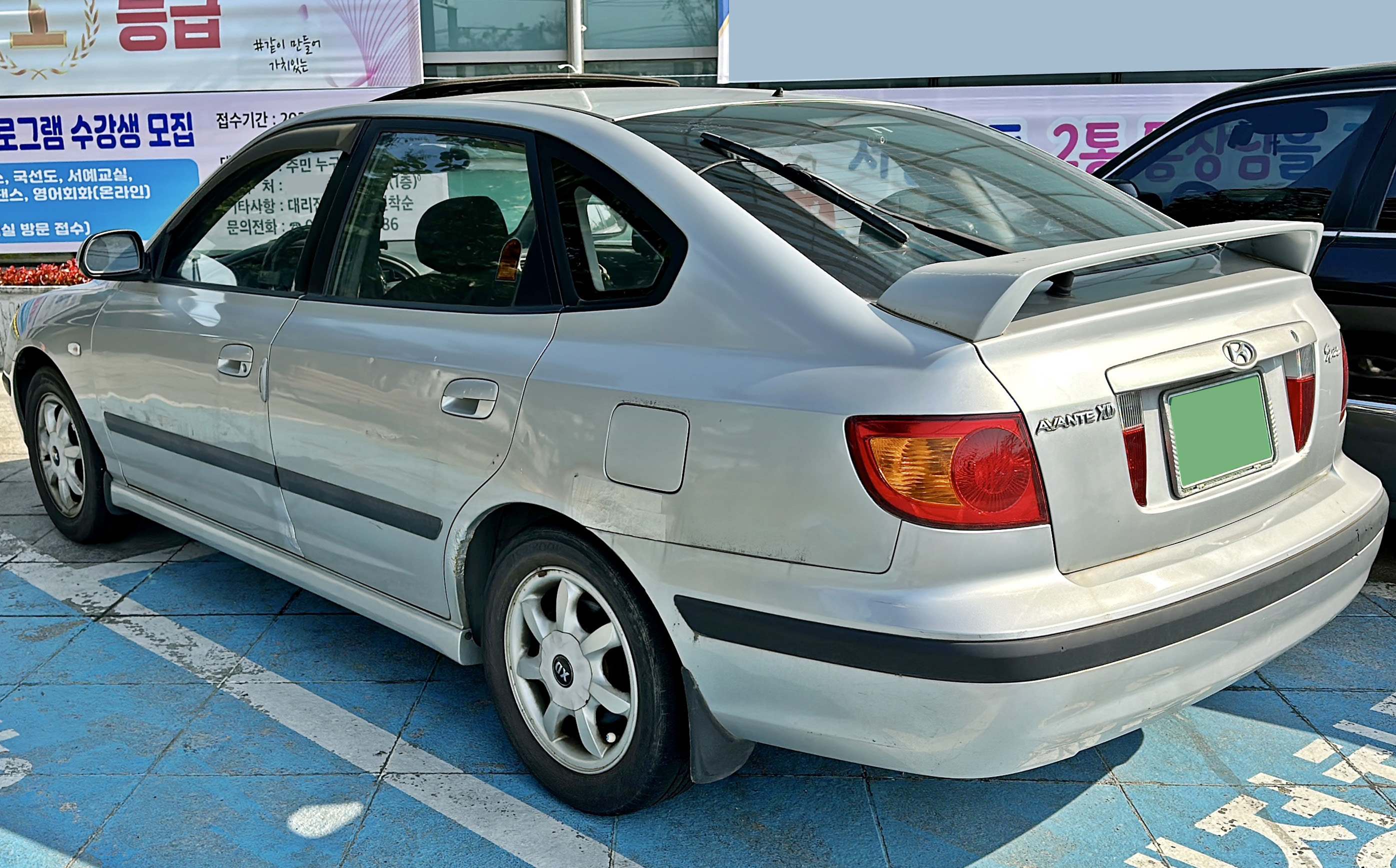
현대 아반떼 XD (5도어) 후측면

#### 제원
| 구분                 | 아반떼 XD 1.5ℓ 알파                   | 아반떼 XD 1.5ℓ 알파 린번         | 아반떼 XD 2.0ℓ 베타 Ⅱ                                                           |
| -------------------- | ------------------------------------- | -------------------------------- | ------------------------------------------------------------------------------- |
| 전장 (mm)            | 4,510(4도어) 4,495(5도어)             | 4,510(4도어) 4,495(5도어)        | 4,510(4도어) 4,495(5도어)                                                       |
| 전폭 (mm)            | 1,720                                 | 1,720                            | 1,720                                                                           |
| 전고 (mm)            | 1,425                                 | 1,425                            | 1,425                                                                           |
| 축거 (mm)            | 2,610                                 | 2,610                            | 2,610                                                                           |
| 윤거 (전, mm)        | 1,485                                 | 1,485                            | 1,485                                                                           |
| 윤거 (후, mm)        | 1,475                                 | 1,475                            | 1,475                                                                           |
| 승차 정원            | 5명                                   | 5명                              | 5명                                                                             |
| 변속기               | 수동 5단 자동 4단                     | 수동 5단 자동 4단                | 수동 5단 자동 4단                                                               |
| 구동 형식            | 전륜 구동                             | 전륜 구동                        | 전륜 구동                                                                       |
| 서스펜션 (전/후)     | 맥퍼슨 스트럿/듀얼 링크               | 맥퍼슨 스트럿/듀얼 링크          | 맥퍼슨 스트럿/듀얼 링크                                                         |
| 엔진 형식            | G4EC                                  | G4EC                             | G4GC                                                                            |
| 연료                 | 가솔린                                | 가솔린                           | 가솔린                                                                          |
| 배기량 (cc)          | 1,495                                 | 1,495                            | 1,975                                                                           |
| 최고 출력 (ps/rpm)   | 108/5,800 (이후 102/5,800으로 변경)   | 95/5,500                         | 147/6,000 (이후 141/6,000, 143/6,000으로 변경)                                  |
| 최대 토크 (kg*m/rpm) | 14.3/4,000 (이후 13.6/3,000으로 변경) | 13.6/3,000                       | 19.4/5,000 (이후 18.6/4,500, 19.0/4,500으로 변경)                               |
| 최고 속도 (km/h)     | 189(수동 5단)/ 182(자동 4단)          | 174(수동 5단)/ 165(자동 4단)     | 204(수동 5단)/ 197(자동 4단)                                                    |
| 연료 탱크 용량 (ℓ)   | 55                                    | 55                               | 55                                                                              |
| 요소수 탱크 용량 (ℓ) | -                                     | -                                | -                                                                               |
| 공차 중량 (kg)       | 1,167(수동 5단)/ 1,188(자동 4단)      | 1,154(수동 5단)/ 1,175(자동 4단) | 1,221(수동 5단)/ 1,247(자동 4단) (이후 1,250(수동 5단)/ 1,275(자동 4단)로 변경) |
| 연비 (km/ℓ)          | 15.5(수동 5단)/ 13.6(자동 4단)        | 17.2(수동 5단)/ 14.6(자동 4단)   | 13.7(수동 5단)/ 11.7(자동 4단) (이후 13.6(수동 5단)/ 11.9(자동 4단)로 변경)     |

### 뉴 아반떼 XD(2003년5월~2006년4월)

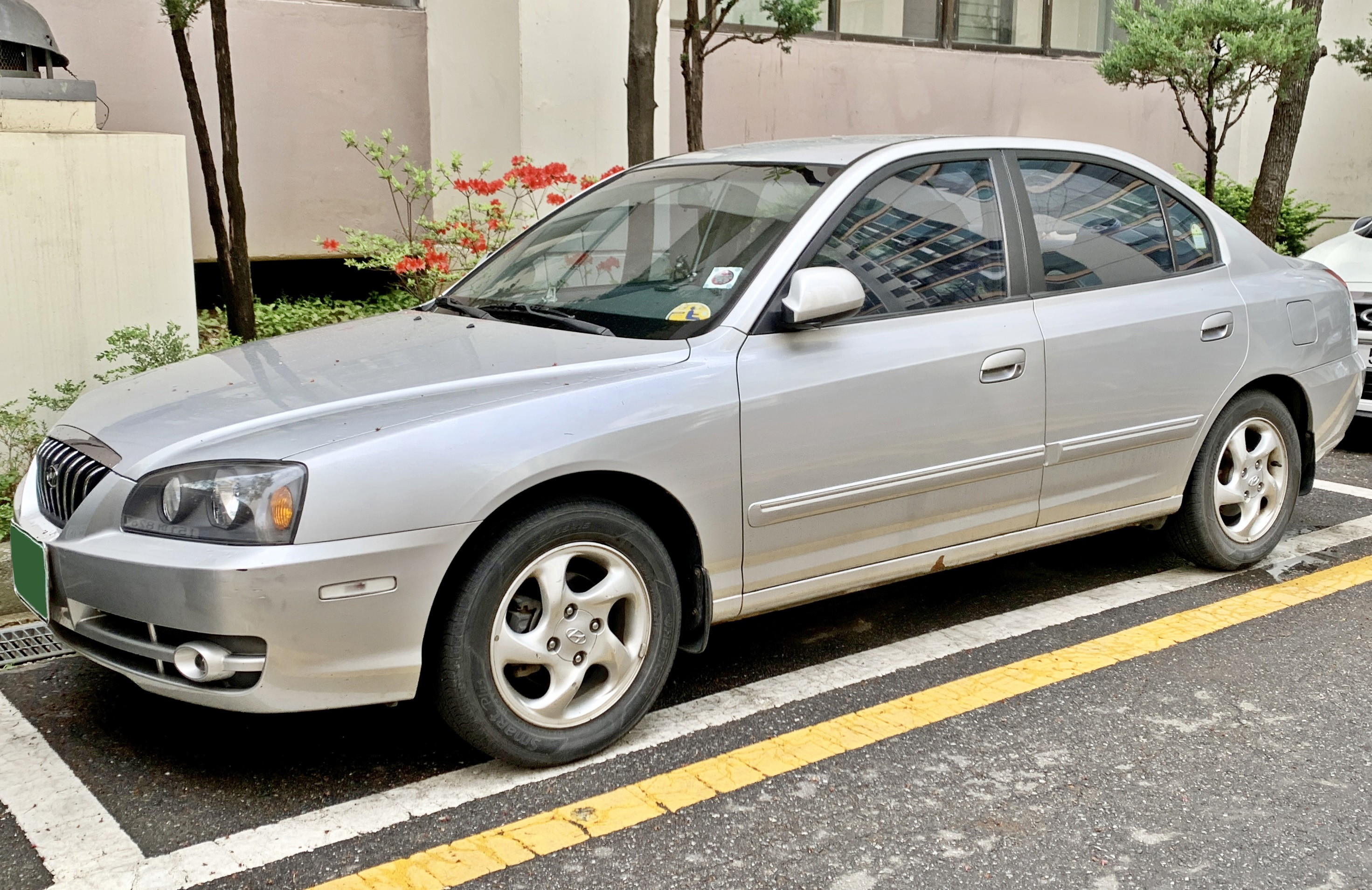
현대 뉴 아반떼 XD (후기형) 정측면

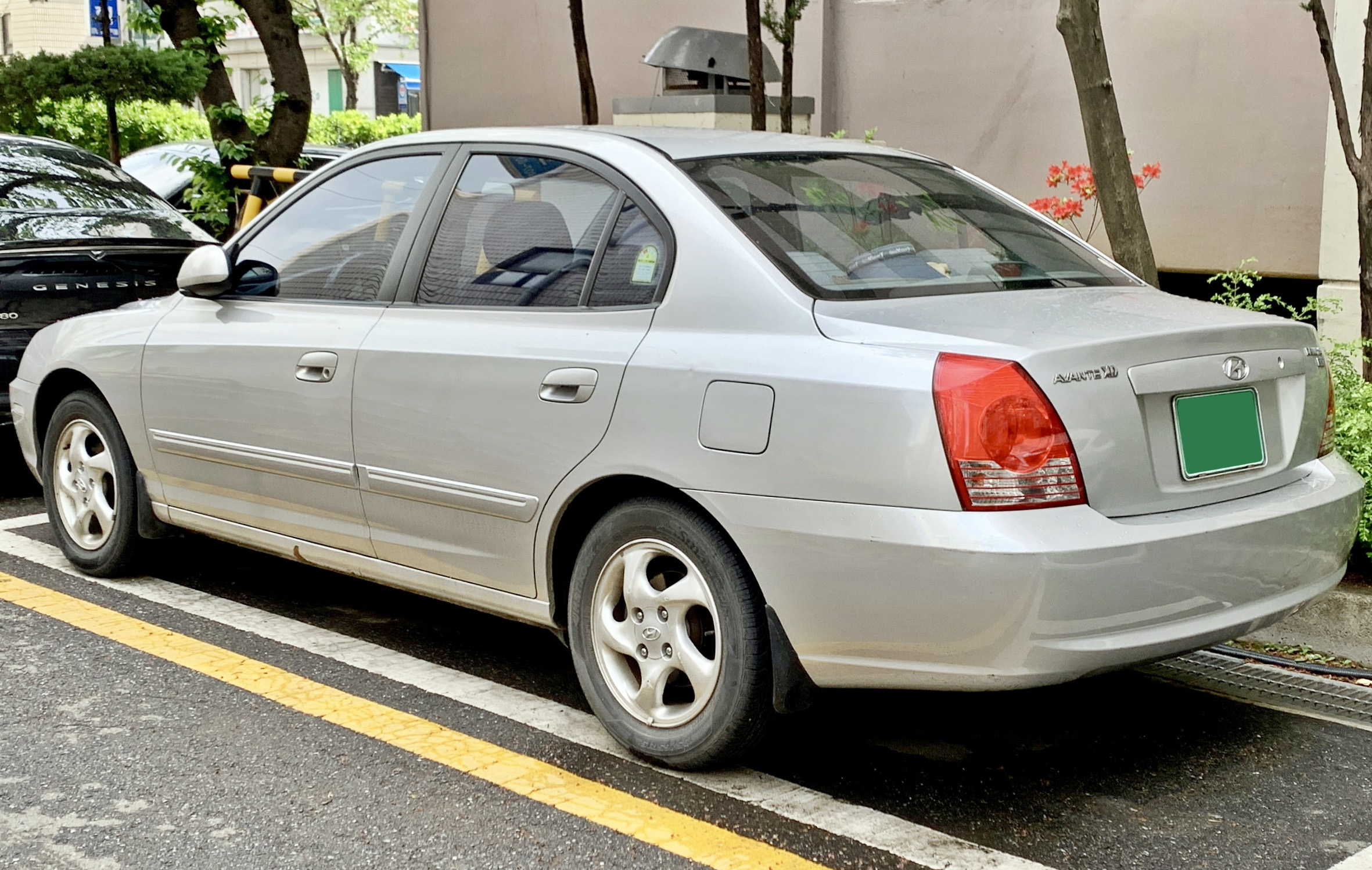
현대 뉴 아반떼 XD (후기형) 후측면

- 2003년 5월 21일에 선보였다. 페이스리프트를 거쳐 익스테리어 디자인이 더 날카롭게 바뀌었고, 4도어 세단의 GL 트림을 제외한 모든 트림에 ABS가 기본 적용되었다. 또한 1.5ℓ 알파 가솔린 엔진에도 VVT가 장착되었으며, 세단과 해치백 모두 같은 계기판으로 바뀌었다. 게다가, 세단의 계기판의 최고 공회전 수가 다시 8,000rpm까지 새겨졌다.
- 2004년 7월 1일에는 크롬 베젤 헤드 램프와 이모빌라이저가 적용된 2005년형이 선보임과 동시에 우드 그레인과 조수석 에어백 등이 적용되어 여성 고객층을 겨냥한 트림인 님프가 선보였다.[7] 또한 대한민국 자동차세의 기준이 변경됨에 따라서 1.6ℓ 알파 Ⅱ 가솔린 엔진이 추가되었다. 게다가, 0km/h와 20km/h 눈금 간격이 적절하게 조정되었고, 160km/h와 220km/h 눈금 사이에 190km/h 눈금이 크게 새겨진 특별한 속도계가 적용되었다.
- 2005년 6월 15일에는 1.5ℓ U 디젤 엔진이 추가되어 라인업을 늘렸다. 그리고 CD 체인저가 인대쉬 방식으로 나오면서, CD가 들어가는 곳이 트렁크가 아닌 오디오로 변경되었다.
- 역대 아반떼 중에서 유일하게 일본에서 판매된 적이 있고, 중국에서는 페이스리프트를 거쳐 2012년까지 생산하였다.

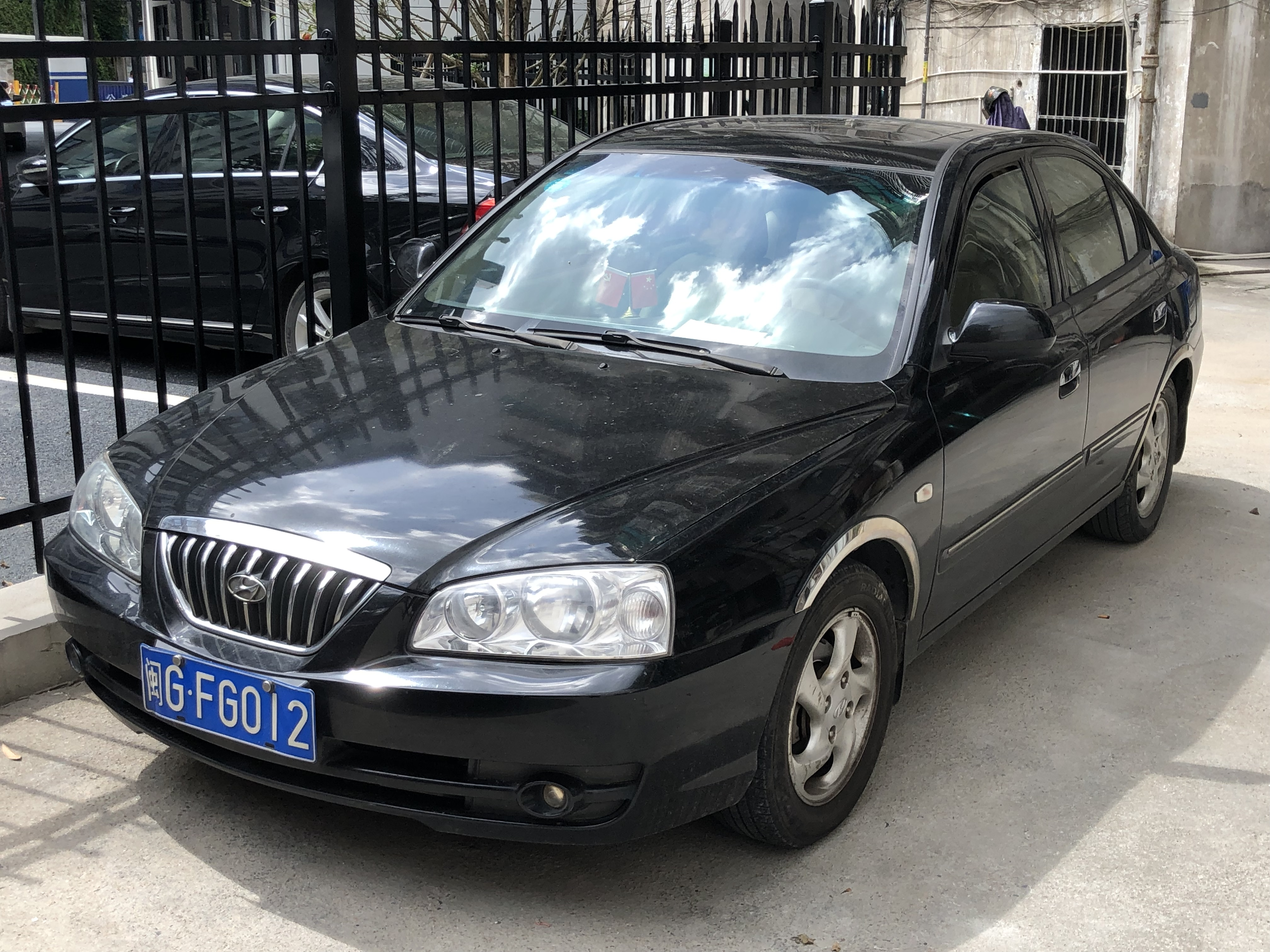
현대 이란터 (전기형, 중국 현지 차종) 정측면
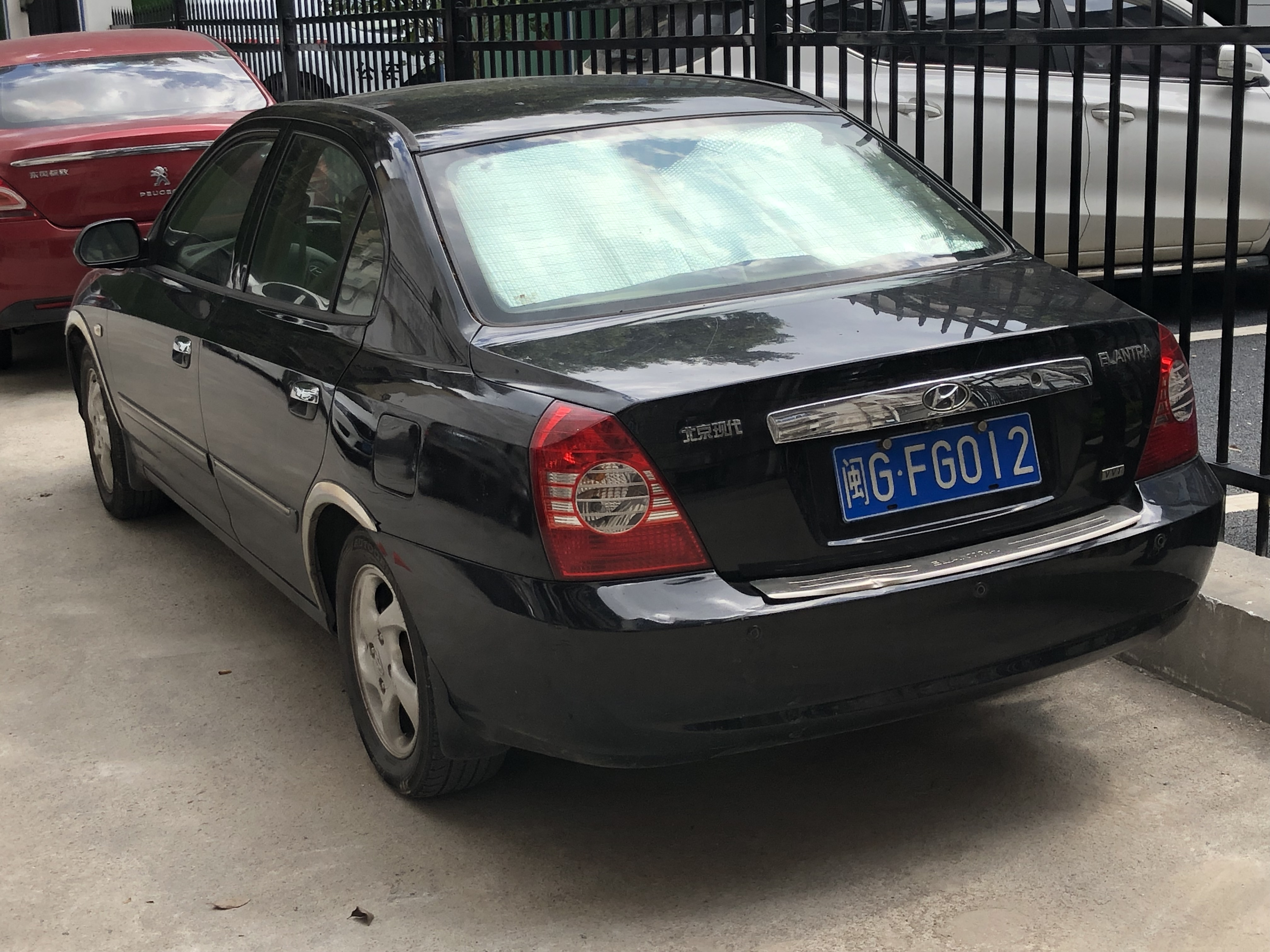
현대 이란터 (전기형, 중국 현지 차종) 후측면
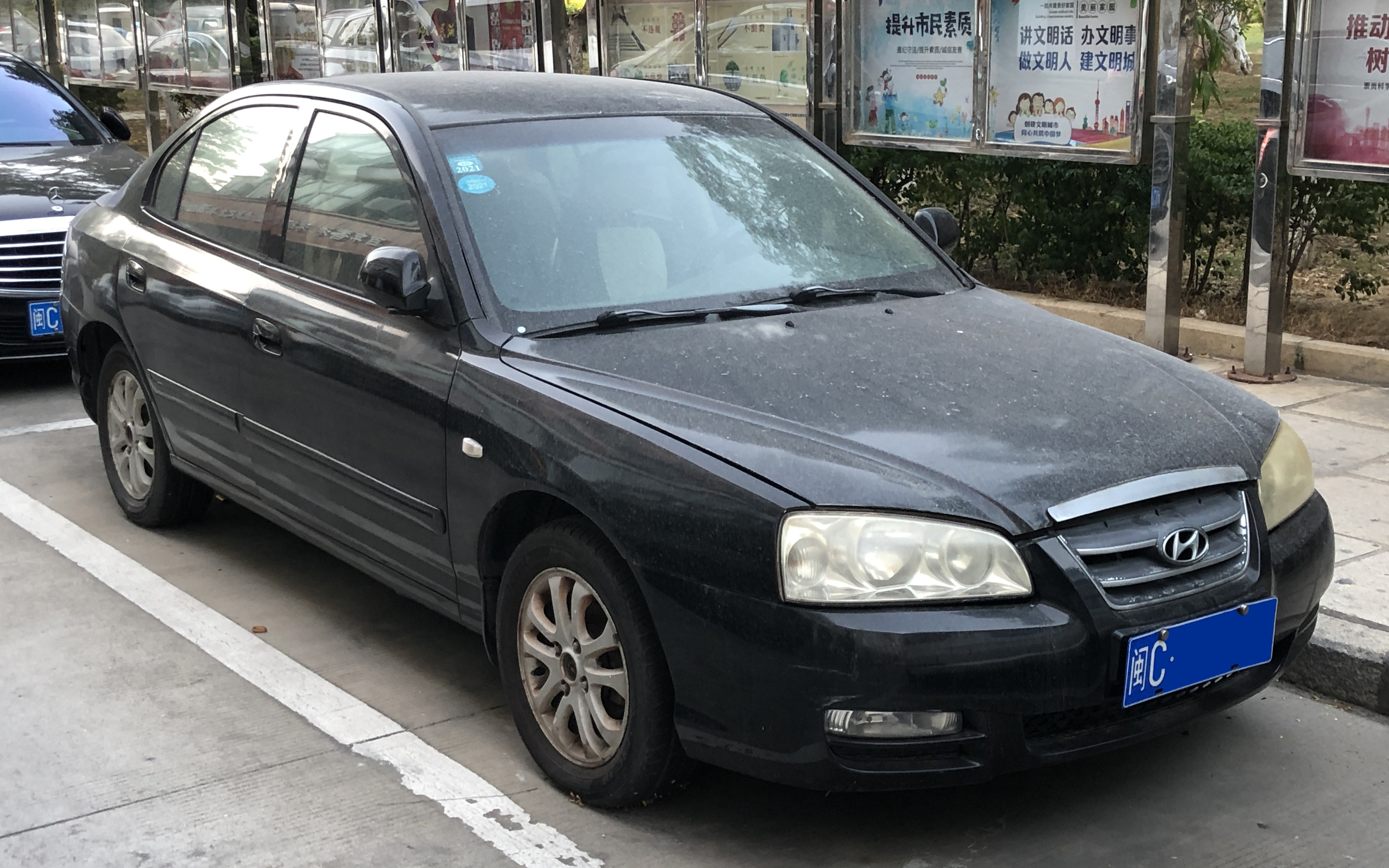
현대 이란터 (중기형, 중국 현지 차종) 정측면
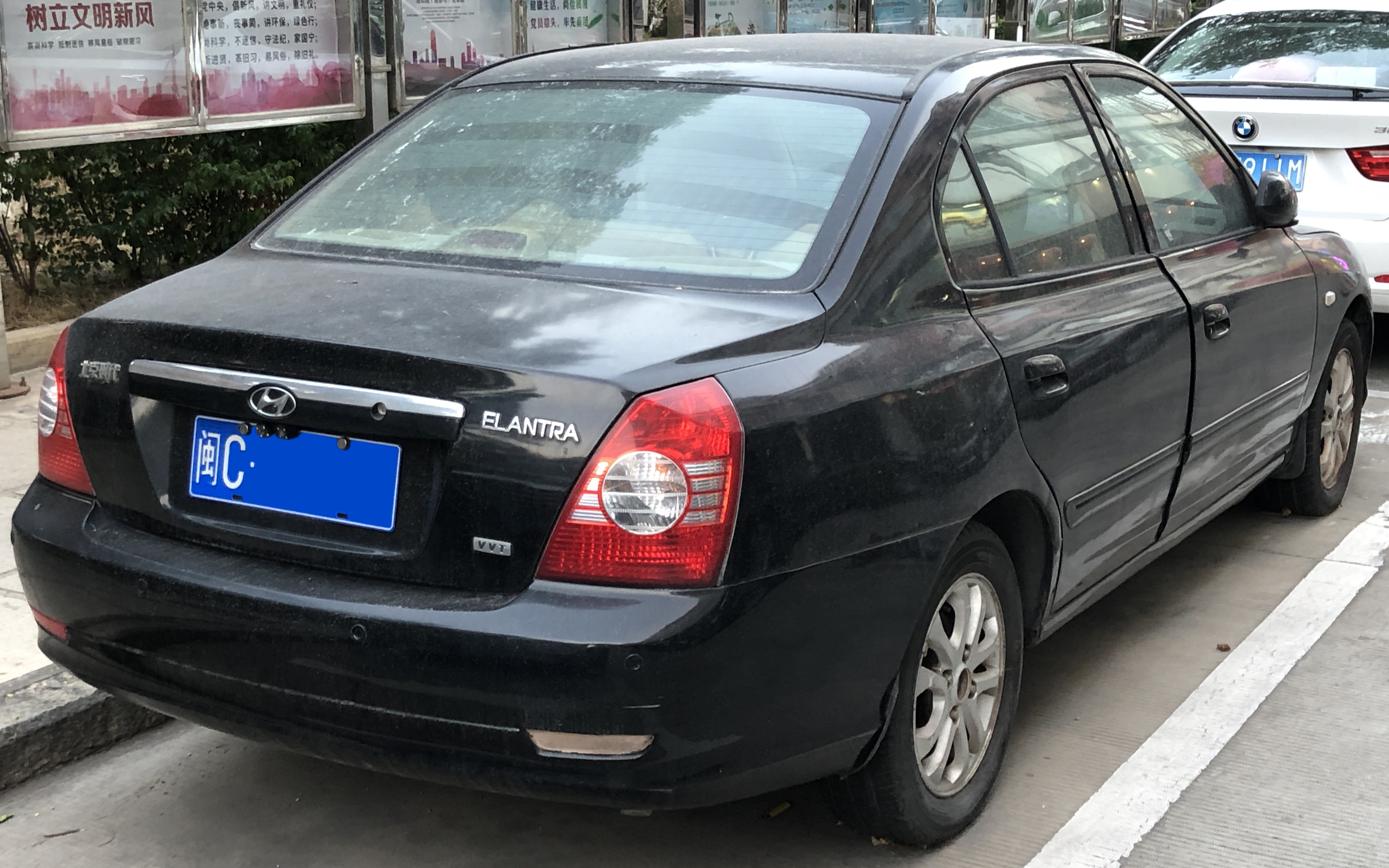
현대 이란터 (중기형, 중국 현지 차종) 후측면
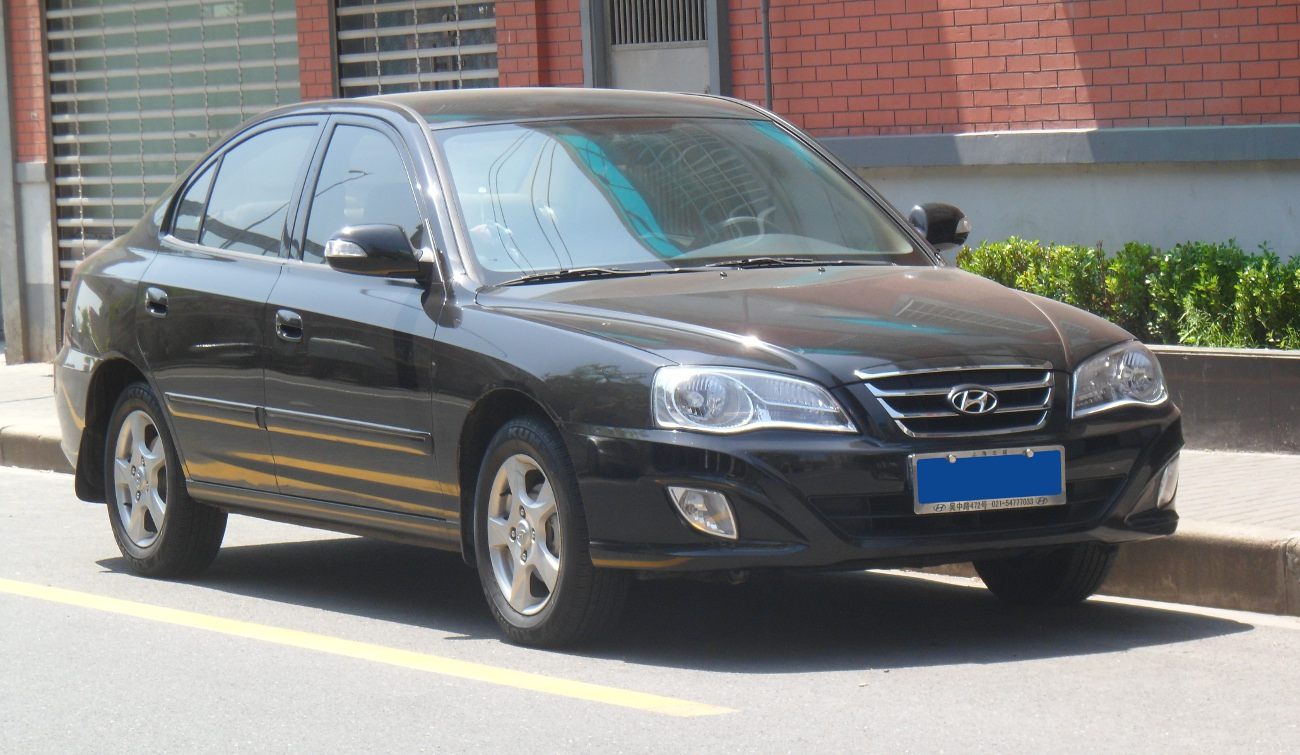
현대 이란터 (후기형, 중국 현지 차종) 정측면
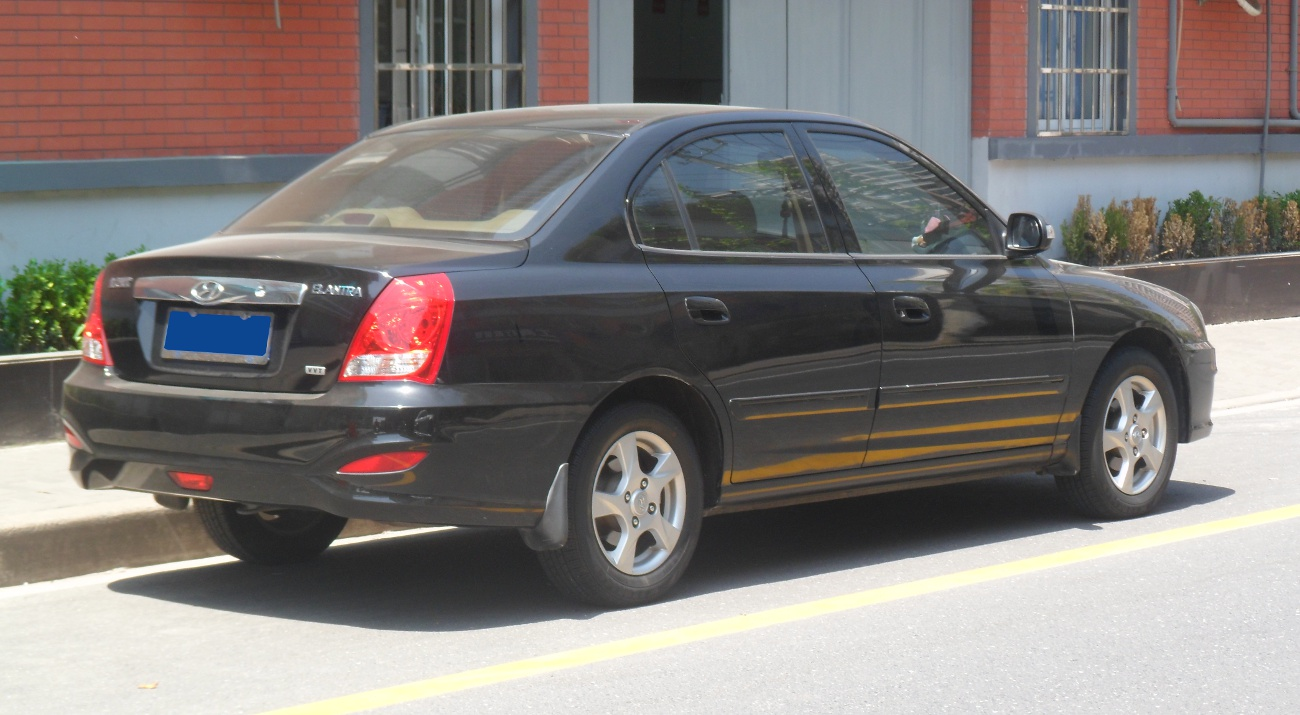
현대 이란터 (후기형, 중국 현지 차종) 후측면

#### 제원
| 구분                 | 뉴 아반떼 XD 1.5ℓ U                          | 뉴 아반떼 XD 1.5ℓ 알파                                                                     | 뉴 아반떼 XD 1.6ℓ 알파 Ⅱ                                                                   | 뉴 아반떼 XD 2.0ℓ 베타 Ⅱ                                                                   |
| -------------------- | -------------------------------------------- | ------------------------------------------------------------------------------------------ | ------------------------------------------------------------------------------------------ | ------------------------------------------------------------------------------------------ |
| 전장 (mm)            | 4,525(4도어)                                 | 4,525(4도어) 4,520(5도어)                                                                  | 4,525(4도어) 4,520(5도어)                                                                  | 4,525(4도어) 4,520(5도어)                                                                  |
| 전폭 (mm)            | 1,725(4도어)                                 | 1,725(4도어) 1,720(5도어)                                                                  | 1,725(4도어) 1,720(5도어)                                                                  | 1,725(4도어) 1,720(5도어)                                                                  |
| 전고 (mm)            | 1,425                                        | 1,425                                                                                      | 1,425                                                                                      | 1,425                                                                                      |
| 축거 (mm)            | 2,610                                        | 2,610                                                                                      | 2,610                                                                                      | 2,610                                                                                      |
| 윤거 (전, mm)        | 1,485                                        | 1,485                                                                                      | 1,485                                                                                      | 1,485                                                                                      |
| 윤거 (후, mm)        | 1,475                                        | 1,475                                                                                      | 1,475                                                                                      | 1,475                                                                                      |
| 승차 정원            | 5명                                          | 5명                                                                                        | 5명                                                                                        | 5명                                                                                        |
| 변속기               | 수동 5단 자동 4단                            | 수동 5단 자동 4단                                                                          | 수동 5단 자동 4단                                                                          | 수동 5단 자동 4단                                                                          |
| 구동 형식            | 전륜 구동                                    | 전륜 구동                                                                                  | 전륜 구동                                                                                  | 전륜 구동                                                                                  |
| 서스펜션 (전/후)     | 맥퍼슨 스트럿/듀얼 링크                      | 맥퍼슨 스트럿/듀얼 링크                                                                    | 맥퍼슨 스트럿/듀얼 링크                                                                    | 맥퍼슨 스트럿/듀얼 링크                                                                    |
| 엔진 형식            | D4FA                                         | G4EC                                                                                       | G4ED                                                                                       | G4GC                                                                                       |
| 연료                 | 디젤                                         | 가솔린                                                                                     | 가솔린                                                                                     | 가솔린                                                                                     |
| 배기량 (cc)          | 1,493                                        | 1,495                                                                                      | 1,599                                                                                      | 1,975                                                                                      |
| 최고 출력 (ps/rpm)   | 104/4,000                                    | 107/6,000                                                                                  | 110/5,800                                                                                  | 143/6,000                                                                                  |
| 최대 토크 (kg*m/rpm) | 14.5/2,000                                   | 13.8/4,500                                                                                 | 14.8/4,500                                                                                 | 19.0/4,500                                                                                 |
| 최고 속도 (km/h)     | -                                            | 172(수동 5단)/ 172(자동 4단)                                                               | 176(수동 5단)/ 176(자동 4단)                                                               | 204(수동 5단)/ 197(자동 4단)                                                               |
| 연료 탱크 용량 (ℓ)   | 55                                           | 55                                                                                         | 55                                                                                         | 55                                                                                         |
| 요소수 탱크 용량 (ℓ) | -                                            | -                                                                                          | -                                                                                          | -                                                                                          |
| 공차 중량 (kg)       | 1,301(4도어 수동 5단)/ 1,312(4도어 자동 4단) | 1,190(4도어 수동 5단)/ 1,211(4도어 자동 4단)/ 1,301(5도어 수동 5단)/ 1,312(5도어 자동 4단) | 1,200(4도어 수동 5단)/ 1,220(4도어 자동 4단)/ 1,260(5도어 수동 5단)/ 1,280(5도어 자동 4단) | 1,250(4도어 수동 5단)/ 1,275(4도어 자동 4단)/ 1,305(5도어 수동 5단)/ 1,330(5도어 자동 4단) |
| 연비 (km/ℓ)          | 18.9(4도어 수동 5단)/ 15.8(4도어 자동 4단)   | 14.5(4도어 수동 5단)/ 12.0(4도어 자동 4단)/ 14.5(5도어 수동 5단)/ 12.0(5도어 자동 4단)     | 14.6(4도어 수동 5단)/ 12.3(4도어 자동 4단)/ 14.1(5도어 수동 5단)/ 12.0(5도어 자동 4단)     | 11.8(4도어 수동 5단)/ 10.7(4도어 자동 4단)/ 11.8(5도어 수동 5단)/ 10.7(5도어 자동 4단)     |

## 4세대(HD)

### 아반떼(2006년4월~2010년8월)

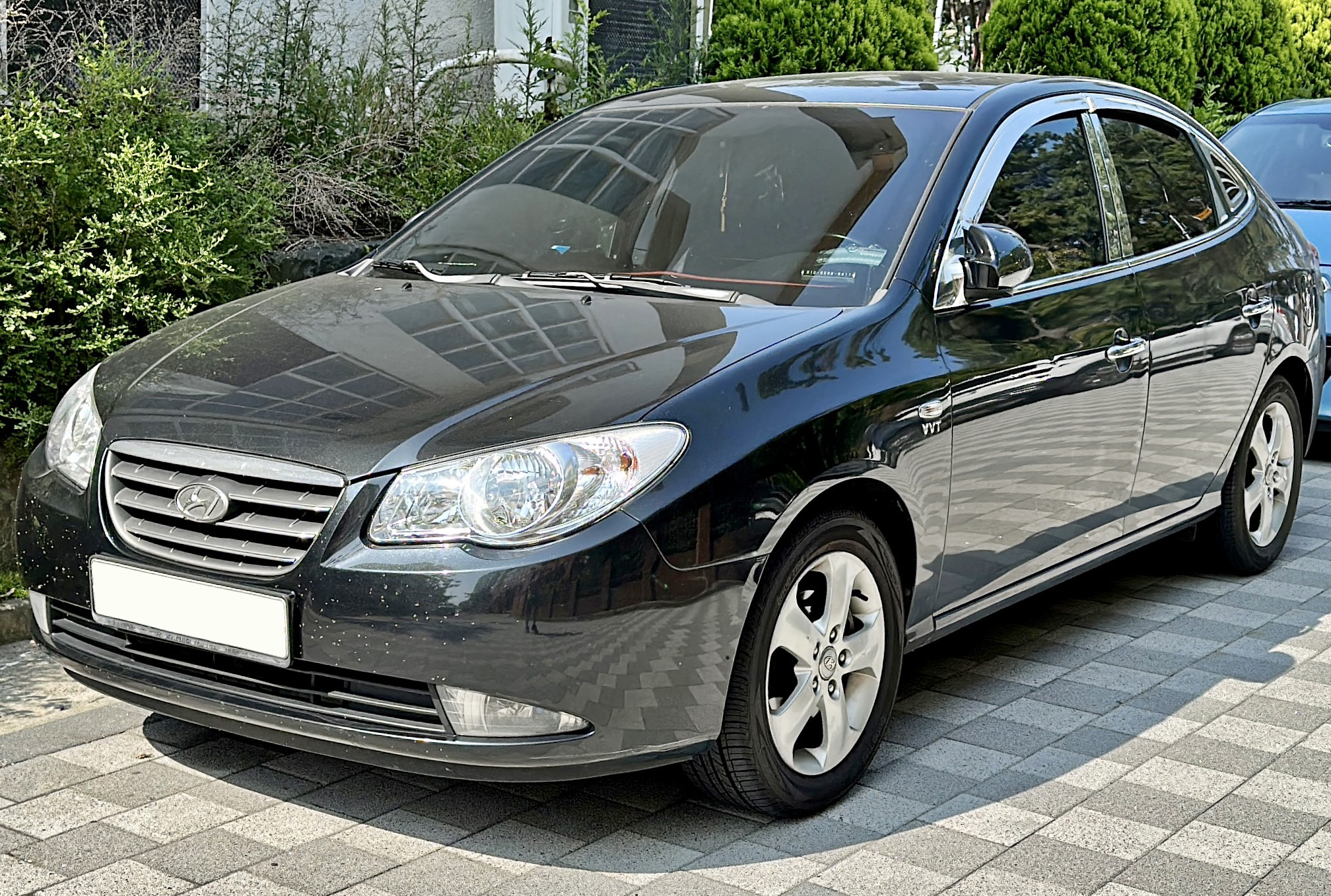
현대 아반떼 (전기형) 정측면

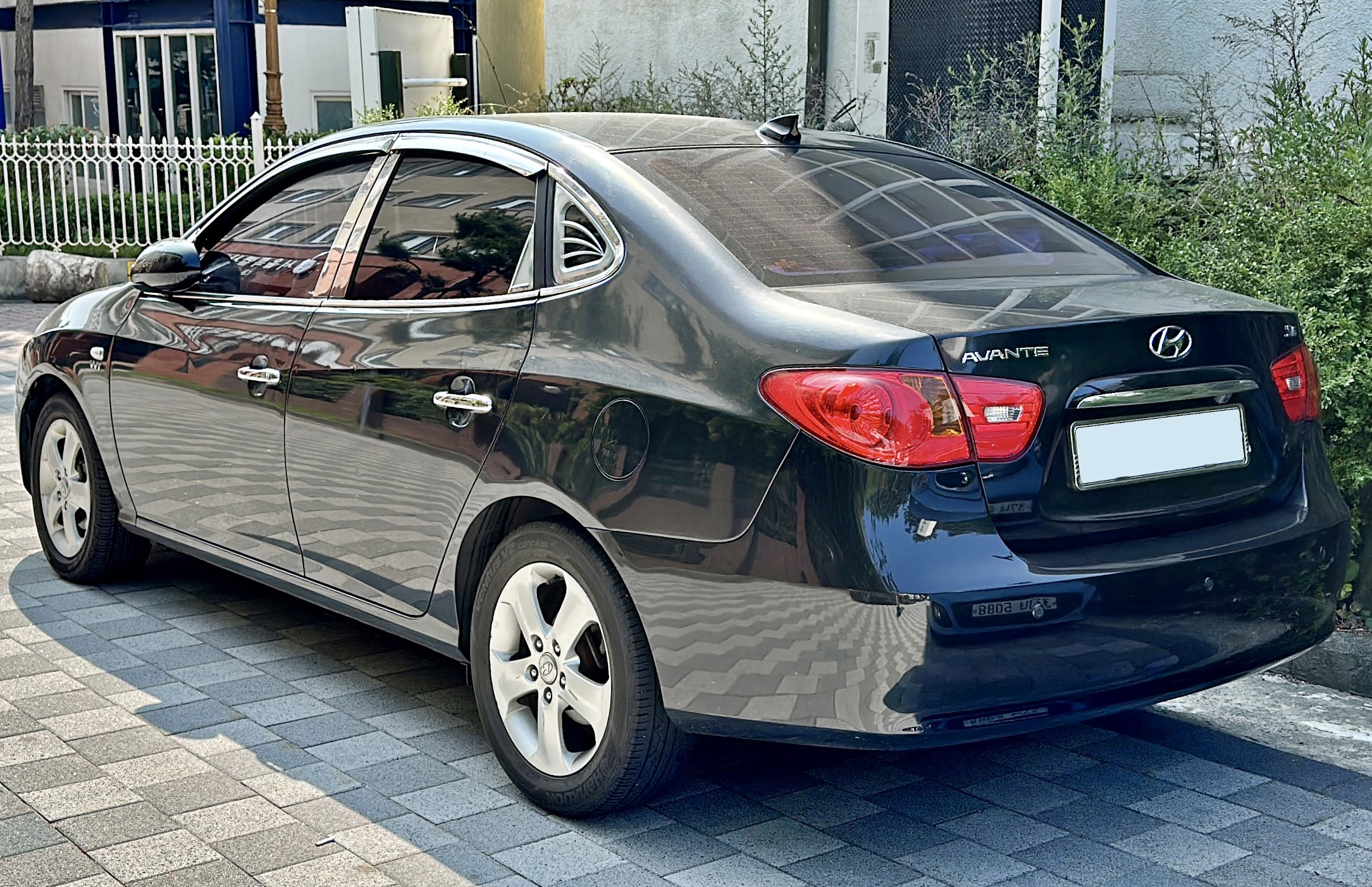
현대 아반떼 (전기형) 후측면

2006년 4월 27일에 선보였다. 5도어 해치백과 5도어 스테이션 왜건은 같은 플랫폼을 쓰는 유럽 전략 차종인 i30와 i30cw로 이행되어 4도어 세단만 남게 되었다. 현대자동차가 새로 개발한 1.6ℓ 감마 가솔린 엔진이 얹혀졌다. 역대 아반떼 중에서는 최초로 차량 자세 제어 장치(VDC)가 적용되어 안정성을 향상시켰으며, 또한 속도 감응형 전동식 파워스티어링 (C-MDPS)이 적용되어 보다 정확하고 안정적인 운전을 할 수 있게 되었으나 핸들을 돌릴 때마다 '딸깍딸깍' 이질적인 소음이 발생하고 간혹 핸들이 잠기는 등 플렉시블 커플링 결함으로 본 차종 전모델 리콜 조치 받았다. 커튼 에어백, 모젠 MTS-150, 16인치 노플랜지 알루미늄 휠, 정숙성 타이밍 체인, 5홀 볼트 체결 방식 휠, 후방 주차 보조 시스템, 6매 CDC 오디오, 전동식 파워 스티어링 등이 적용되었다. 중국에서는 현지 취향에 맞게 재디자인되어 판매 중이다.
- 2008년 7월 22일에는 아반떼의 전신이며, 아반떼의 수출명인 엘란트라가 포함된 누적 판매량이 500만대를 돌파하였다.[8]
- 2009년형부터는 카세트 테이프 데크가 없어지고 블루투스는 물론, AUX&USB단자가 적용된 신규 오디오가 적용된다.
- 2009년 6월 30일에는 블랙 베젤 헤드 램프와 바디 컬러+크롬 라디에이터 그릴이 적용된 2010년형이 선보였다. 2010년 7월 21일에는 전국 16개 지방 경찰청에 E16 디럭스 트림 809대가 순찰차로 제작되어 납품되었다.[9] 중국에서는 국제시장용과는 별개의 디자인으로 출시된 후, 페이스리프트를 거쳐 아반떼 MD 베이스의 셀레스타가 출시된 2017년까지 판매되었다.

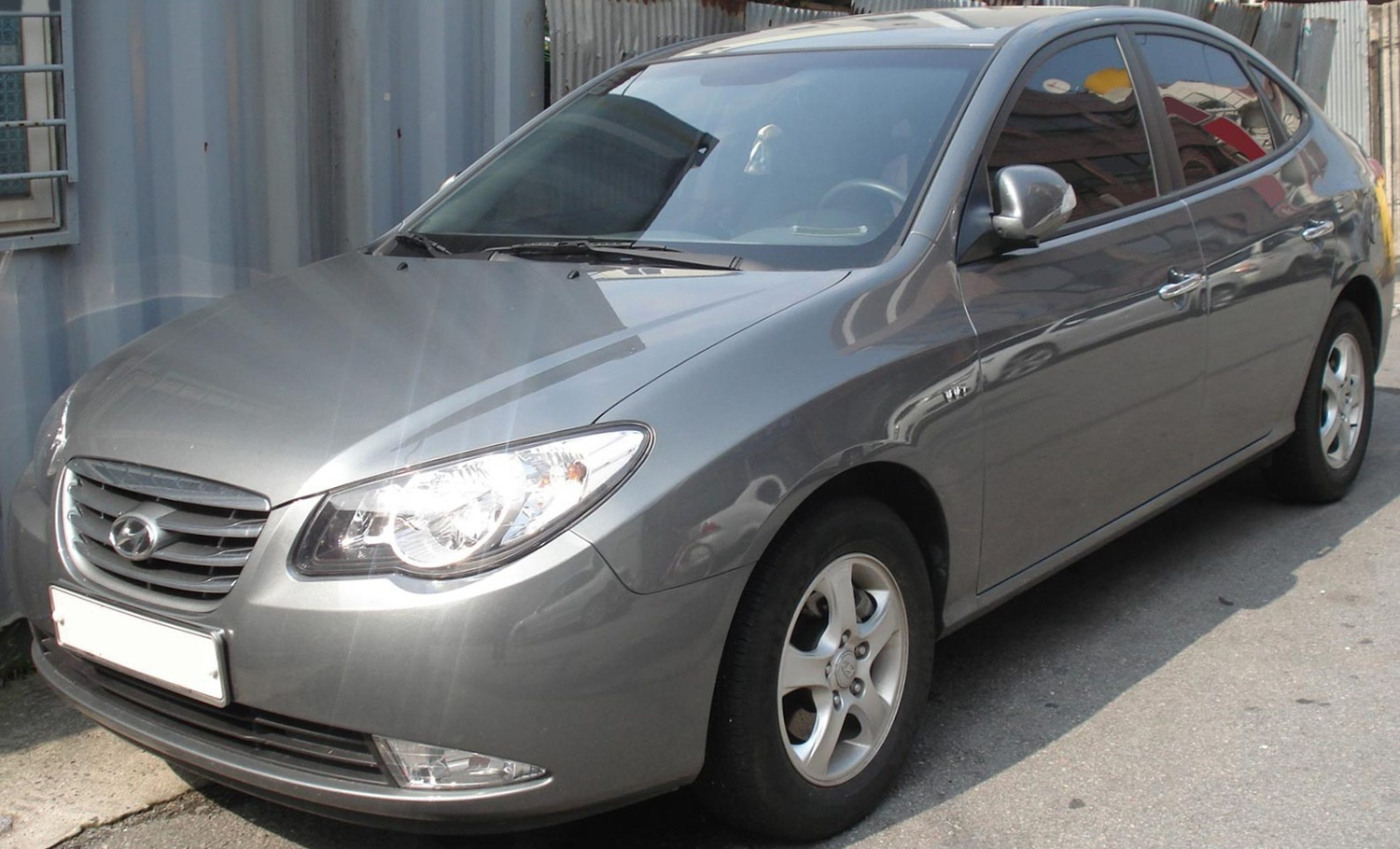
현대 아반떼 (후기형) 정측면
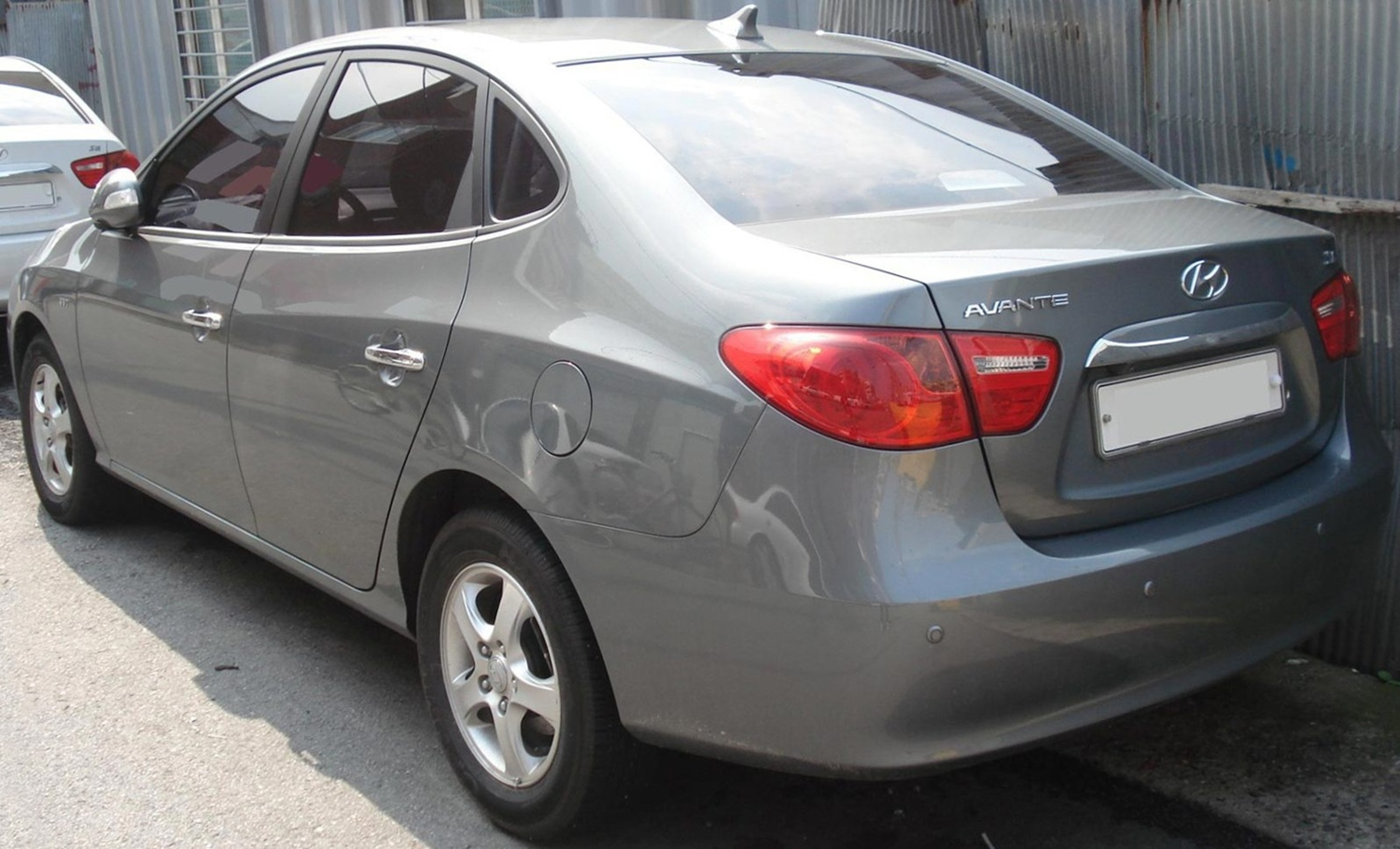
현대 아반떼 (후기형) 후측면
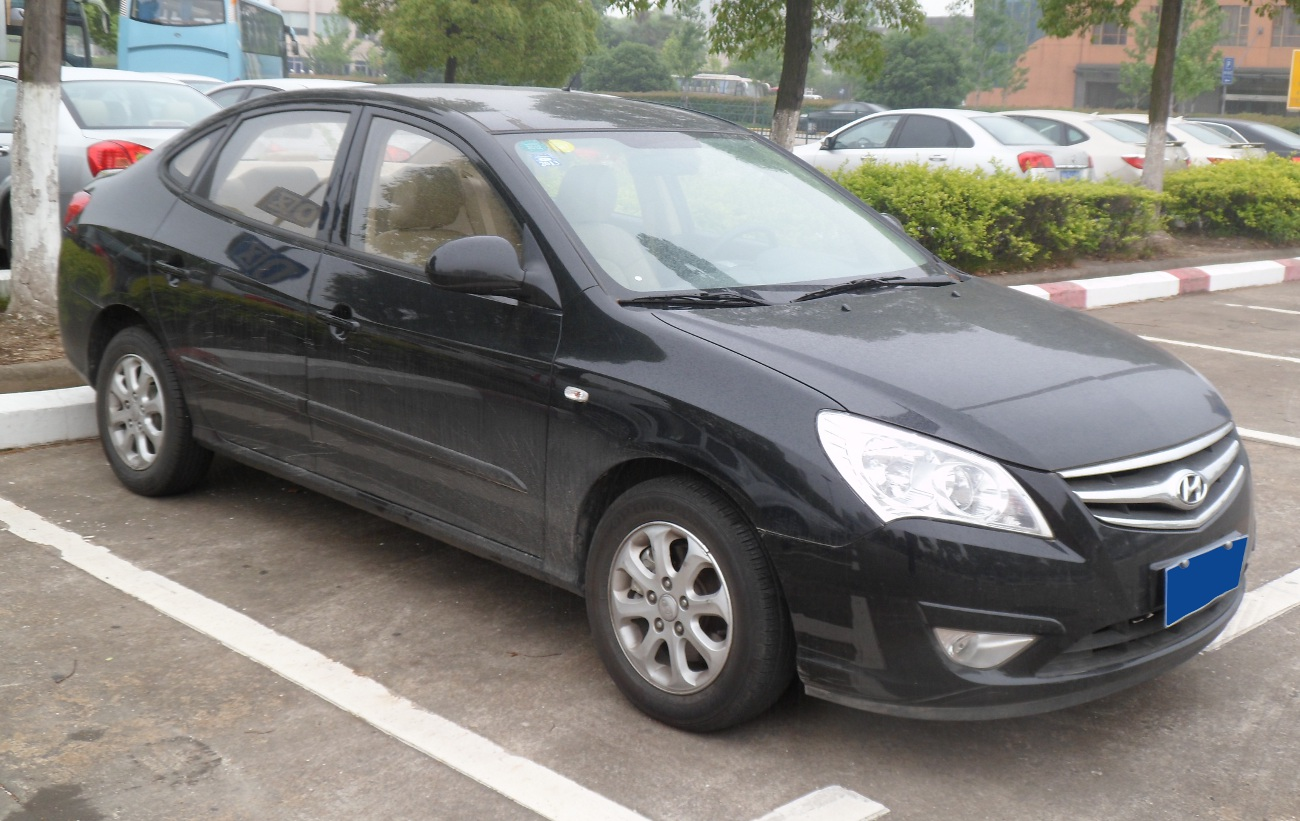
현대 엘란트라 위에둥 (전기형, 중국 현지 차종) 정측면
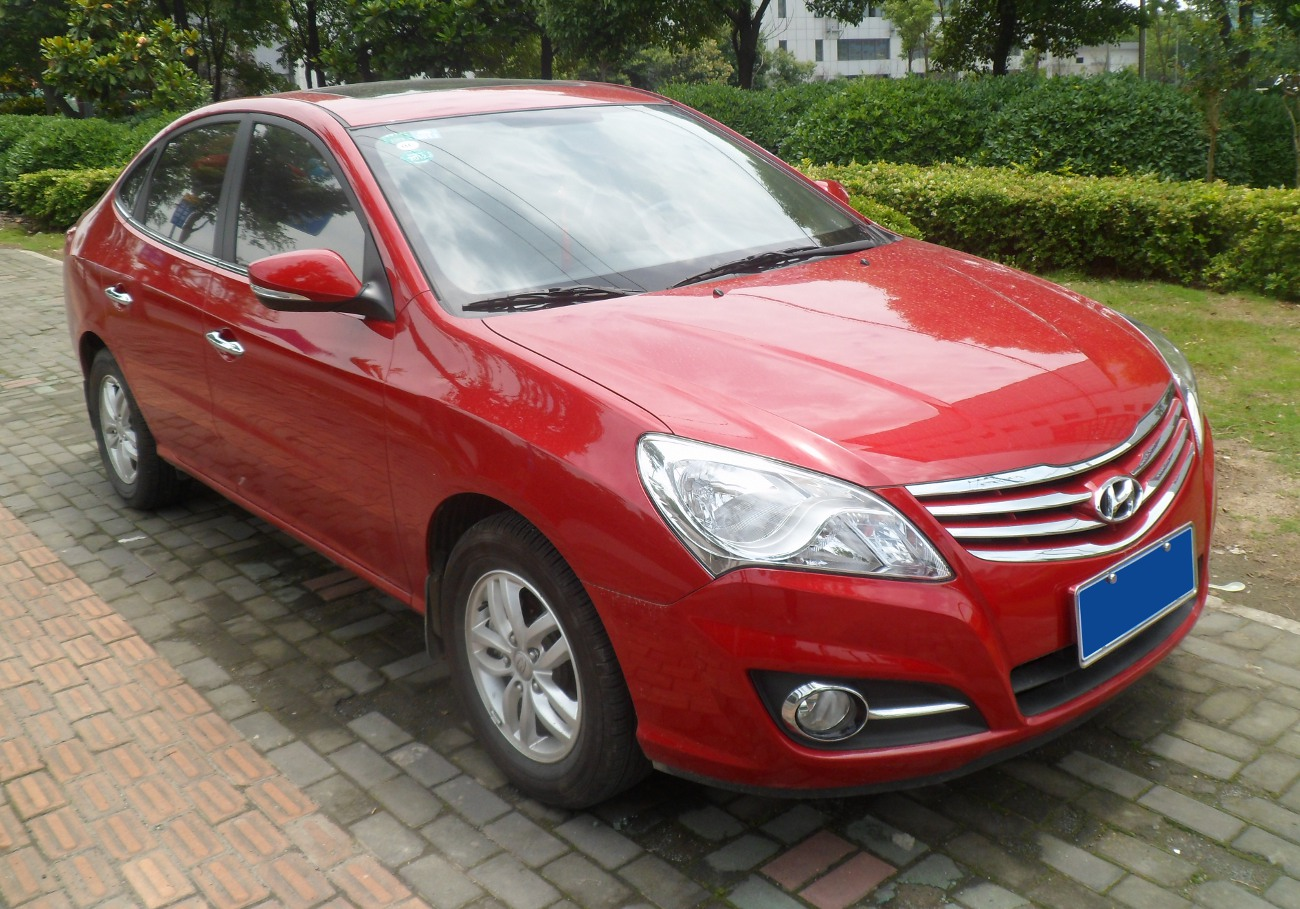
현대 엘란트라 위에둥 (후기형, 중국 현지 차종) 정측면
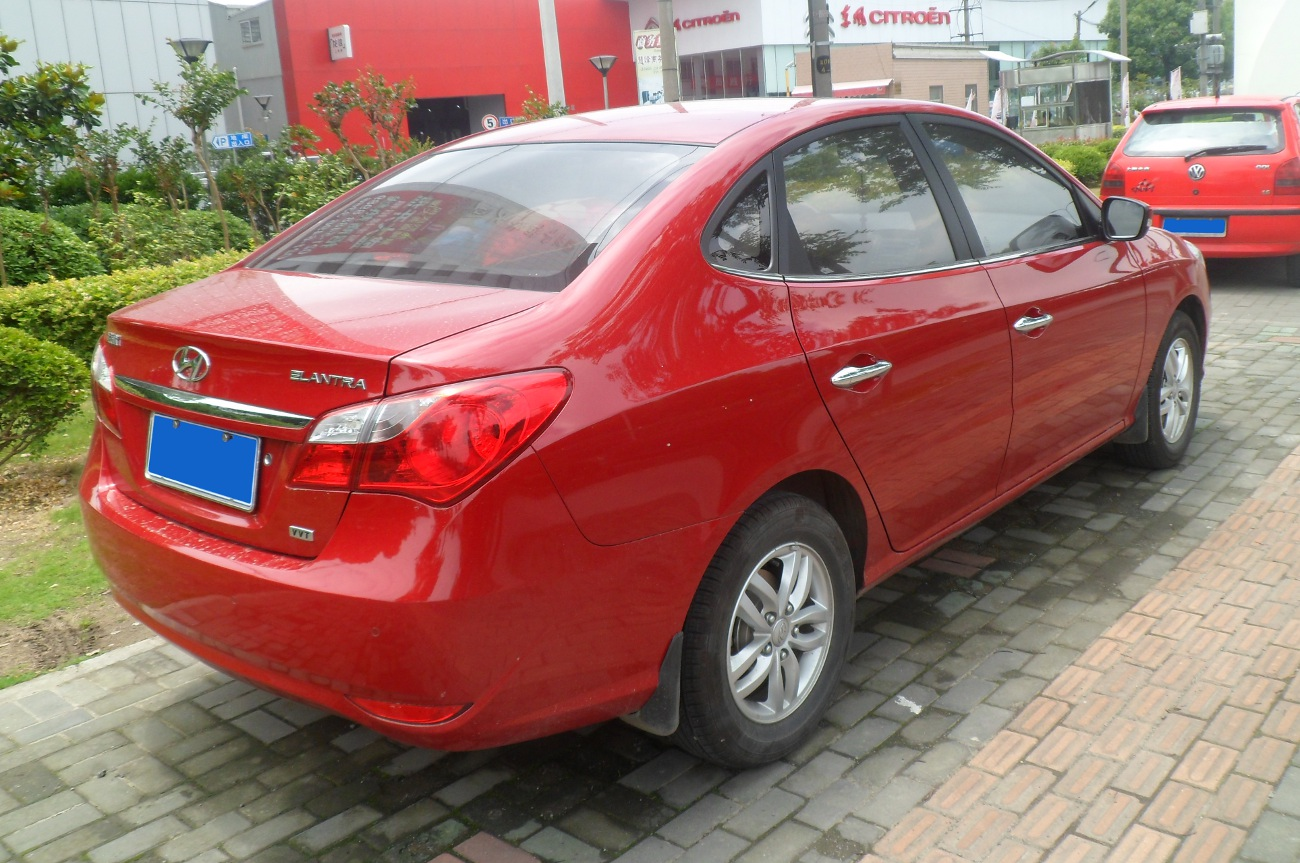
현대 엘란트라 위에둥 (후기형, 중국 현지 차종) 후측면

#### 제원
| 구분                    | 아반떼 1.6ℓ U                    | 아반떼 1.6ℓ 감마                                              | 아반떼 2.0ℓ 베타 Ⅱ                        |
| ----------------------- | -------------------------------- | ------------------------------------------------------------- | ----------------------------------------- |
| 전장 (mm)               | 4,505                            | 4,505                                                         | 4,505                                     |
| 전폭 (mm)               | 1,775                            | 1,775                                                         | 1,775                                     |
| 전고 (mm)               | 1,480                            | 1,480                                                         | 1,480                                     |
| 축거 (mm)               | 2,650                            | 2,650                                                         | 2,650                                     |
| 윤거 (전, mm)           | 1,545(R15) 1,530(R16)            | 1,545(R15) 1,530(R16)                                         | 1,545(R15) 1,530(R16)                     |
| 윤거 (후, mm)           | 1,540(R15) 1,525(R16)            | 1,540(R15) 1,525(R16)                                         | 1,540(R15) 1,525(R16)                     |
| 승차 정원               | 5명                              | 5명                                                           | 5명                                       |
| 변속기                  | 수동 5단 자동 4단                | 수동 5단 자동 4단                                             | 수동 5단 자동 4단                         |
| 구동 형식               | 전륜 구동                        | 전륜 구동                                                     | 전륜 구동                                 |
| 서스펜션 (전/후)        | 맥퍼슨 스트럿/멀티 링크          | 맥퍼슨 스트럿/멀티 링크                                       | 맥퍼슨 스트럿/멀티 링크                   |
| 엔진 형식               | D4FB                             | G4FC                                                          | G4GC                                      |
| 연료                    | 디젤                             | 가솔린                                                        | 가솔린                                    |
| 배기량 (cc)             | 1,582                            | 1,591                                                         | 1,975                                     |
| 최고 출력 (ps/rpm)      | 117/4,000                        | 121/6,200 (이후 124/6,300으로 변경)                           | 143/6,000(수동 5단) 134/6,000(자동 4단)   |
| 최대 토크 (kg*m/rpm)    | 16.5/2,000                       | 15.6/4,200 (이후 15.9/4,200으로 변경)                         | 19.0/4,600(수동 5단) 18.4/4,600(자동 4단) |
| 모터 최고 출력 (kw/rpm) | —                                | —                                                             | —                                         |
| 모터 최대 토크 (nm/rpm) | —                                | —                                                             | —                                         |
| 최고 속도 (km/h)        | —                                | 182(수동 5단)/ 190(자동 4단)                                  | —                                         |
| 연료 탱크 용량 (ℓ)      | 53                               | 53                                                            | 53                                        |
| 요소수 탱크 용량 (ℓ)    | -                                | -                                                             | -                                         |
| 공차 중량 (kg)          | 1,274(수동 5단)/ 1,280(자동 4단) | 1,173(수동 5단)/ 1,191(자동 4단)                              | 1,234(수동 5단)/ 1,246(자동 4단)          |
| 연비 (km/ℓ)             | 21.0(수동 5단)/ 16.5(자동 4단)   | 15.8(수동 5단)/ 13.8(자동 4단) (이후 15.2(자동 4단)으로 변경) | 13.8(수동 5단)/ 12.8(자동 4단)            |
| Co2 배출량 (g/km)       | 129(수동 5단)/ 163(자동 4단)     | 148(수동 5단)/ 170(자동 4단) (이후 154으로 변경)              | 169(수동 5단)/ 184(자동 4단)              |

### 아반떼 LPi 하이브리드(2009년7월~2013년12월)

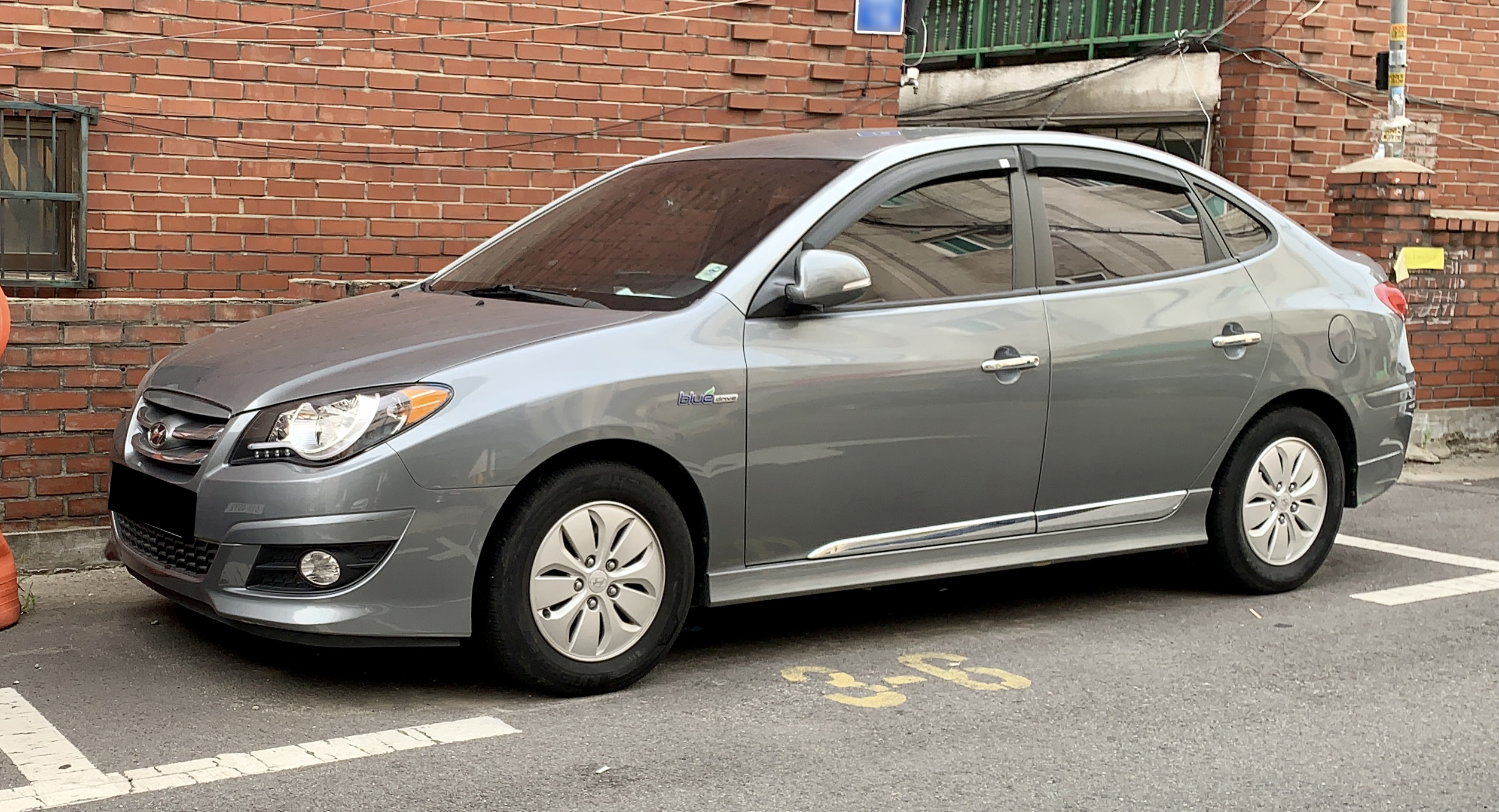
현대 아반떼 LPi 하이브리드 정측면

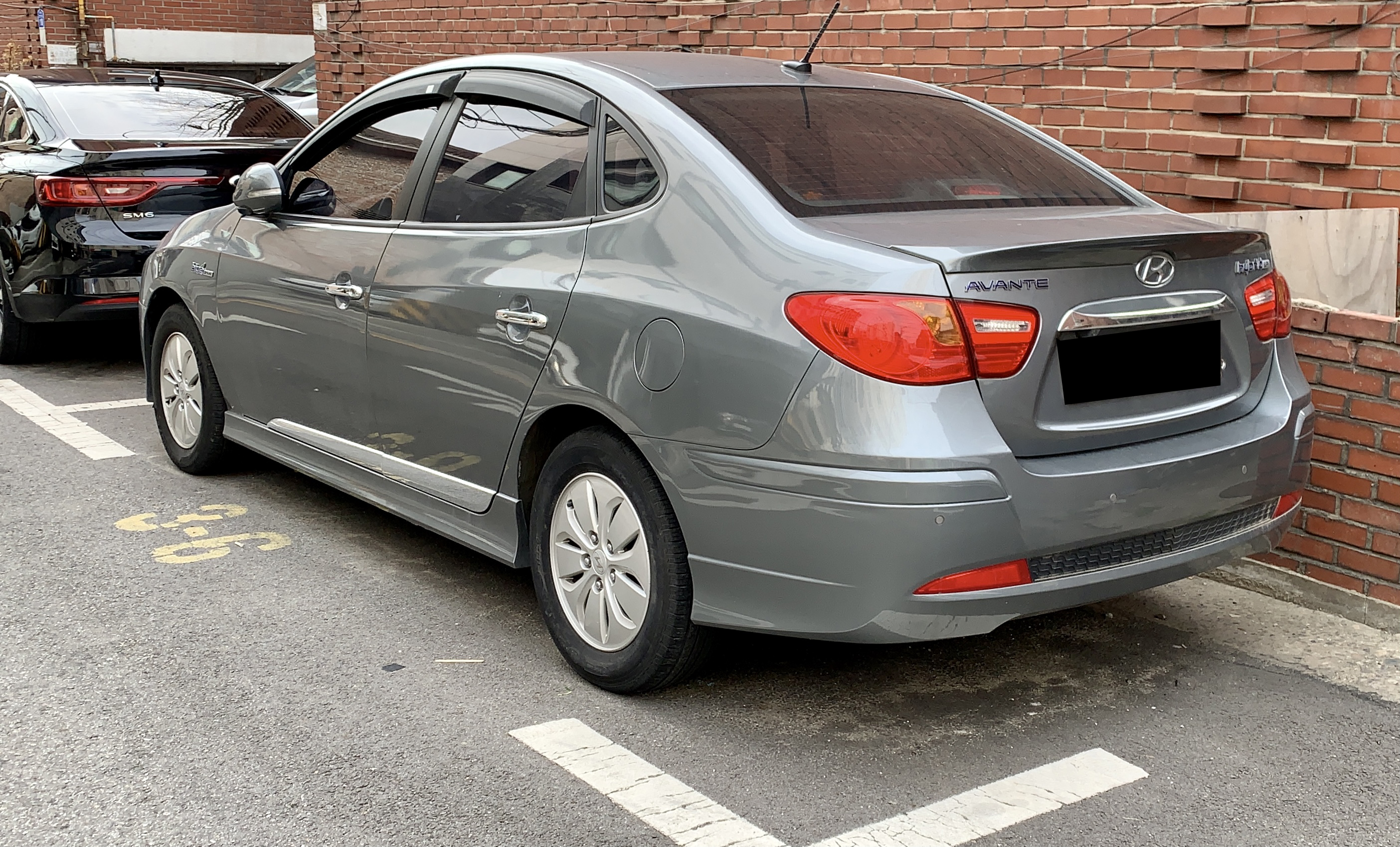
현대 아반떼 LPi 하이브리드 후측면

2009년 7월 8일에 선보였다. 일반인을 대상으로 판매된 것으로는 대한민국 최초의 하이브리드 자동차로, LPG 연료를 사용한 하이브리드 자동차로는 세계 최초다. 1.6ℓ 감마 LPi 엔진에 전기 모터를 결합한 마일드 하이브리드 형태였다. 전기 모터, 인버터, 컨버터, 배터리 등 4가지 핵심 전기 동력 부품을 독자 개발해서 국산화를 실현하였다. 정차시 엔진을 정지시키는 오토 스톱(ISG) 기능이 적용되어 불필요한 공회전에 따른 연료 소비를 방지하여 경제성을 높였다. 2010년 6월 30일에는 1열 사이드&커튼 에어백, 급제동 경보 장치, 클러스터 이오나이저, 차일드 시트 앵커 등이 모든 트림에 기본 적용됨과 동시에 라디에이터 그릴의 디자인이 바뀐 2011년형이 출시되었다. 대한민국 내수 전용이었다.
4단 자동변속기 대신 CVT가 적용되었으나, 이 CVT는 결함이 꽤 많은 편이다.
감마 최초의 하이브리드였지만 LPG를 연료로 사용했으며, 마일드 하이브리드이자 감마 유일의 자연흡기 하이브리드였다. 감마 최초의 풀 타입 가솔린 하이브리드는 2020년에 출시한 기아 쏘렌토 1.6 터보 하이브리드에서 첫 선을 보이게 된다.
이집트에서는 이 모델의 전면부를 적용한 아반떼를 2023까지 CKD 방식을 통해 생산하였다.

#### 제원
| 구분                    | 아반떼 LPi 하이브리드 1.6ℓ 감마 LPI                          |
| ----------------------- | ------------------------------------------------------------ |
| 전장 (mm)               | 4,535                                                        |
| 전폭 (mm)               | 1,775                                                        |
| 전고 (mm)               | 1,490                                                        |
| 축거 (mm)               | 2,650                                                        |
| 윤거 (전, mm)           | 1,550                                                        |
| 윤거 (후, mm)           | 1,550                                                        |
| 승차 정원               | 5명                                                          |
| 변속기                  | CVT                                                          |
| 구동 형식               | 전륜구동                                                     |
| 서스펜션 (전/후)        | 맥퍼슨 스트럿/멀티링크 코일스프링                            |
| 엔진 형식               | L4FA                                                         |
| 연료                    | LPG+전기                                                     |
| 배기량 (cc)             | 1,591                                                        |
| 최고 출력 (ps/rpm)      | 114/5,800                                                    |
| 최대 토크 (kg*m/rpm)    | 15.1/4,500                                                   |
| 모터 최고 출력 (kw/rpm) | 15                                                           |
| 모터 최대 토크 (nm/rpm) | 105                                                          |
| 연료 탱크 용량 (ℓ)      | 45                                                           |
| 요소수 탱크 용량 (ℓ)    | -                                                            |
| 공차 중량 (kg)          | 1,297(CVT)                                                   |
| 연비 (km/ℓ)             | 17.8(CVT) (이후 도심 12.8/고속 15.9/복합 14.0(CVT)으로 변경) |
| Co2 배출량 (g/km)       | 99(CVT) (이후 92(CVT)로 변경)                                |

## 5세대(MD,JK)

### 아반떼(2010년8월~2013년8월)

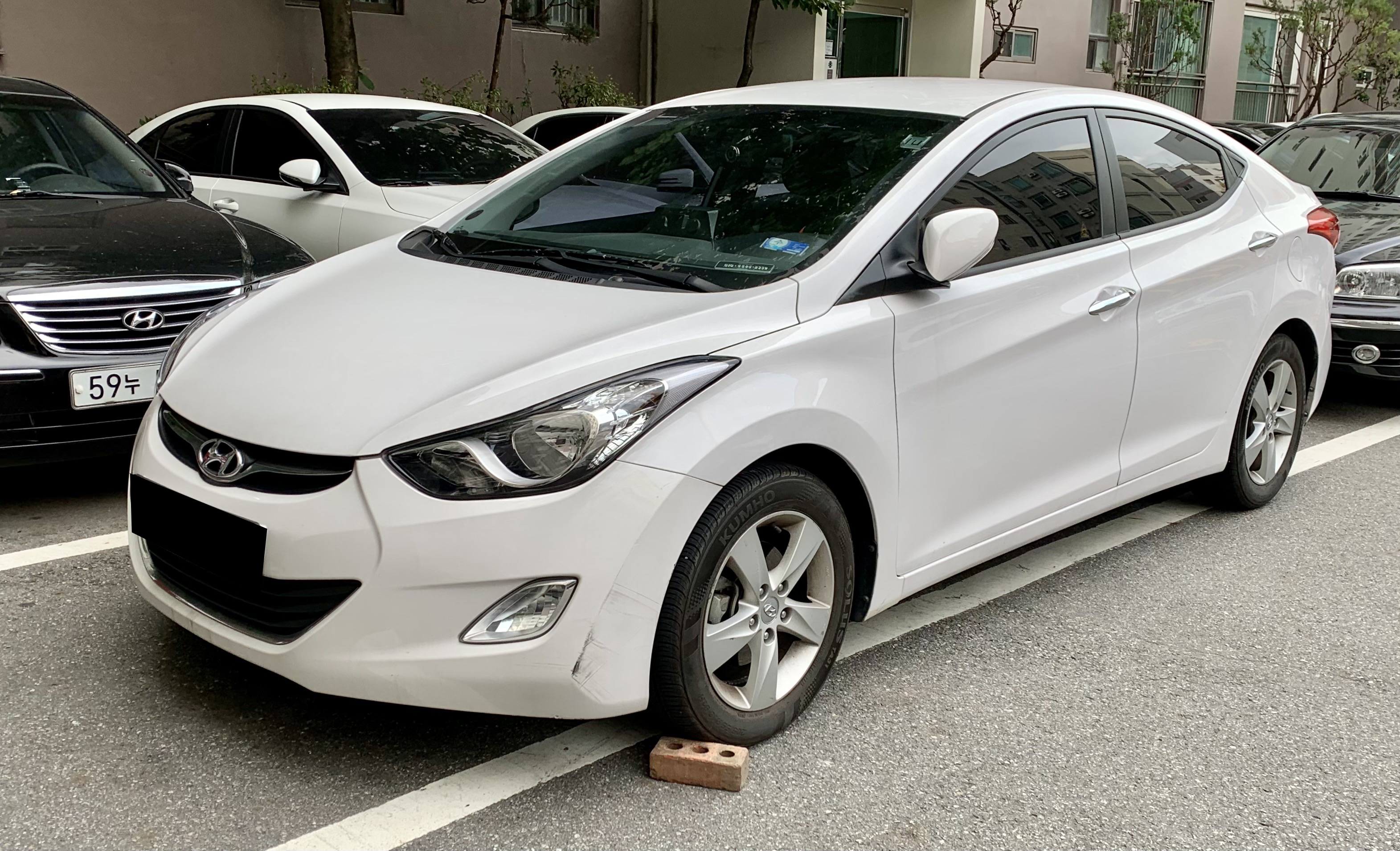
현대 아반떼 MD 정측면

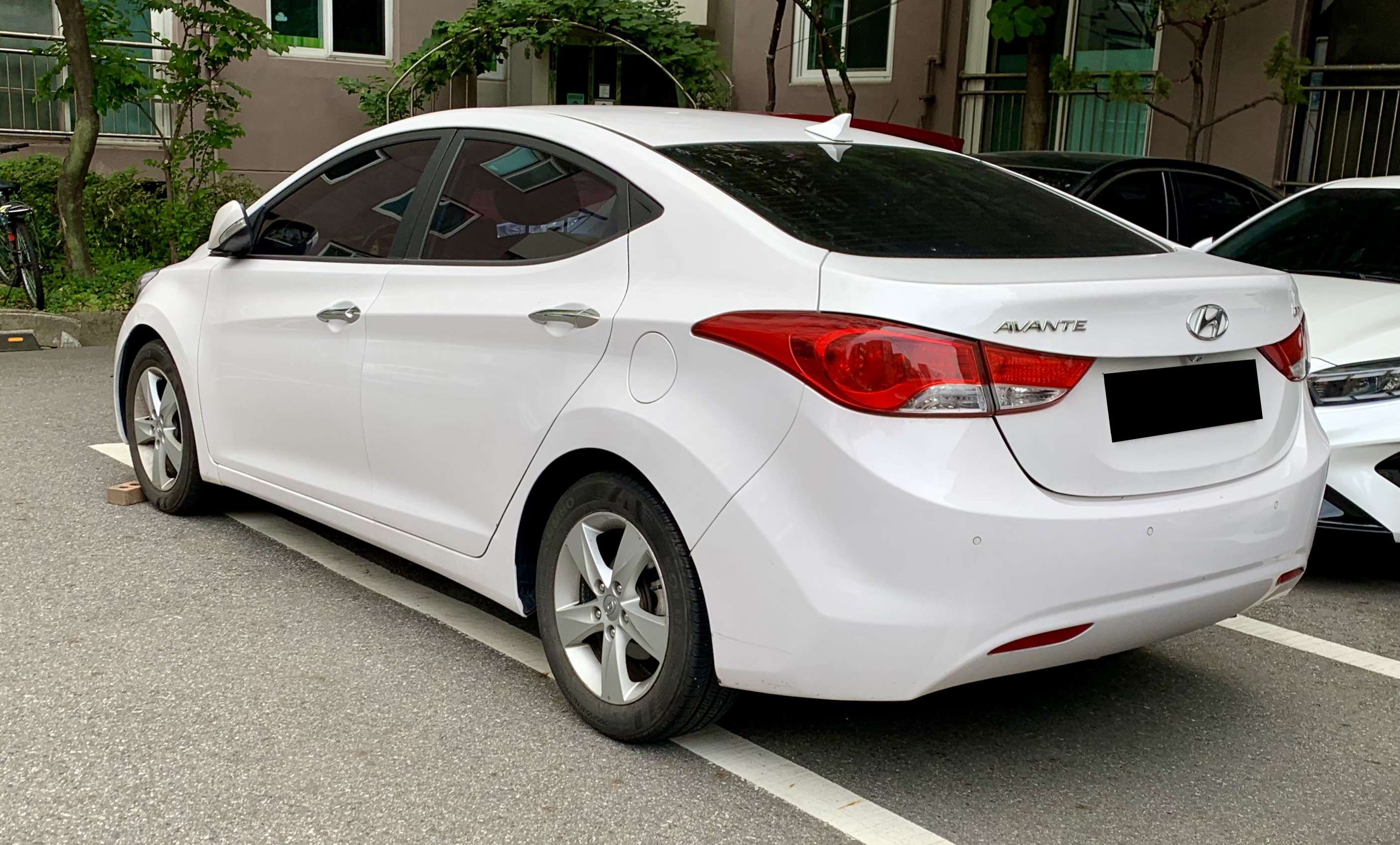
현대 아반떼 MD 후측면

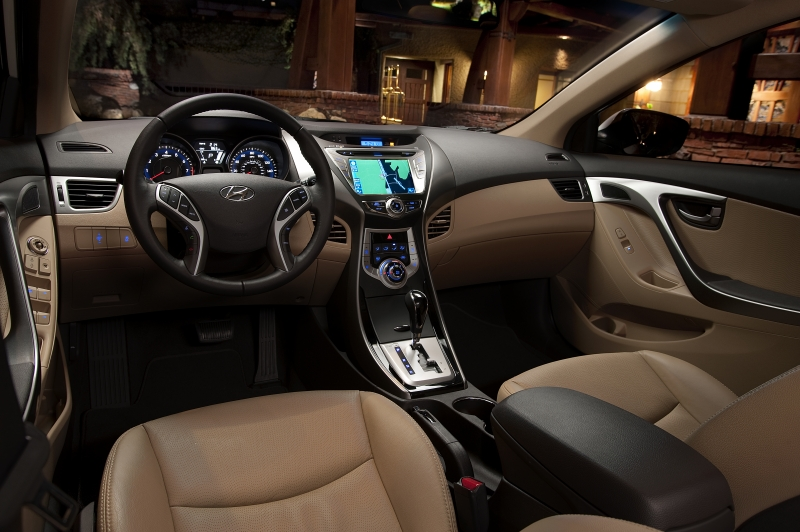
현대 아반떼 MD 실내

2010년 8월 2일에 선보였다. 리어 서스펜션은 토션 빔이 적용되었다. 역동성을 의미하는 현대자동차의 디자인 조형 미학인 플루이딕 스컬프처를 근간으로 공기의 역동적인 움직임을 나타내는 윈드와 예술적 조형물을 의미하는 크래프트를 통해 디자인이 완성되었다. 140마력의 1.6ℓ 감마 가솔린 직분사 엔진이 탑재되어 중형차 수준의 동력 성능을 확보하였으며, 변속기는 6단 자동변속기와 6단 수동변속기를 조합한다. 계기판에 최고 속도가 240km/h(수출형은 160mph)까지 새겨졌다. 미국과 캐나다 등에서 판매되는 사양은 1.8ℓ 누우 가솔린 엔진이 적용된다. 동급 최초로 1열 사이드&커튼 에어백 및 액티브 헤드 레스트가 모든 트림에 기본 적용되었고, 타이어 공기압 경보 장치, 급제동 경보 시스템과 섀시 통합 제어 시스템 등도 적용되었다. 같은 해 10월 1일에는 커스터마이징 브랜드인 튜익스의 일환으로 커스텀 파츠가 선보였다. 구성품은 프런트 스커트, 사이드 스커트, 리어 스커트, 웨이스트 라인 몰딩, 주유구 커버, 보조 제동등 내장 리어 스포일러, 루프 스킨, 17인치 알루미늄 휠(다크 그레이, 블랙 크롬, 화이트) 등이다. 이는 커스텀 파츠가 장착되지 않은 채로 출고되어 전용 장착장에서 장착되어 고객에게 인도되는 방식으로 신차 연계시 출고일로부터 1일이 추가 소요된다. 기존 부품에 대한 보상이 포함되어 있고 1부 사양에서는 장착이 불가능하다. 또한, 구조 변경 신청이 필요없으며, 블루 멤버스 사이트에서 개별 구매가 가능하다.
- 2011년 5월 12일에는 기아 포르테 에코 플러스와 같이 ISG 시스템이 적용된 트림인 블루 세이버가 라인업에 추가되었다.
- 2012년 1월에 개최된 북미 국제 오토쇼에서 북미 올해의 자동차로 선정되었으며, 이는 현대자동차로써는 현대 제네시스(세단)에 이어 2번째다.[10]
- 2012년 8월 9일에는 LED 리어 램프, 17인치 다이아몬드 커팅 알루미늄 휠, 통풍 시트, 열선 스티어링 휠, 크루즈 컨트롤, 뒷좌석 센터 3점식 시트 벨트 등이 적용된 2013년형이 선보였으며, 차체 자세 제어 장치가 모든 트림에 기본 적용되었다.
- 2013년 1월에는 신규 연비로 표기됨과 동시에 판매가 부진한 블루 세이버가 단종되고, 텔레메틱스 시스템인 블루 링크가 새로 적용되었다. 여기에 버튼 시동&스마트 키 시스템(슈퍼비전 클러스터 포함), 16인치 알루미늄 휠, 인조 가죽 시트 등이 적용된 트림인 에비뉴가 추가되었다.

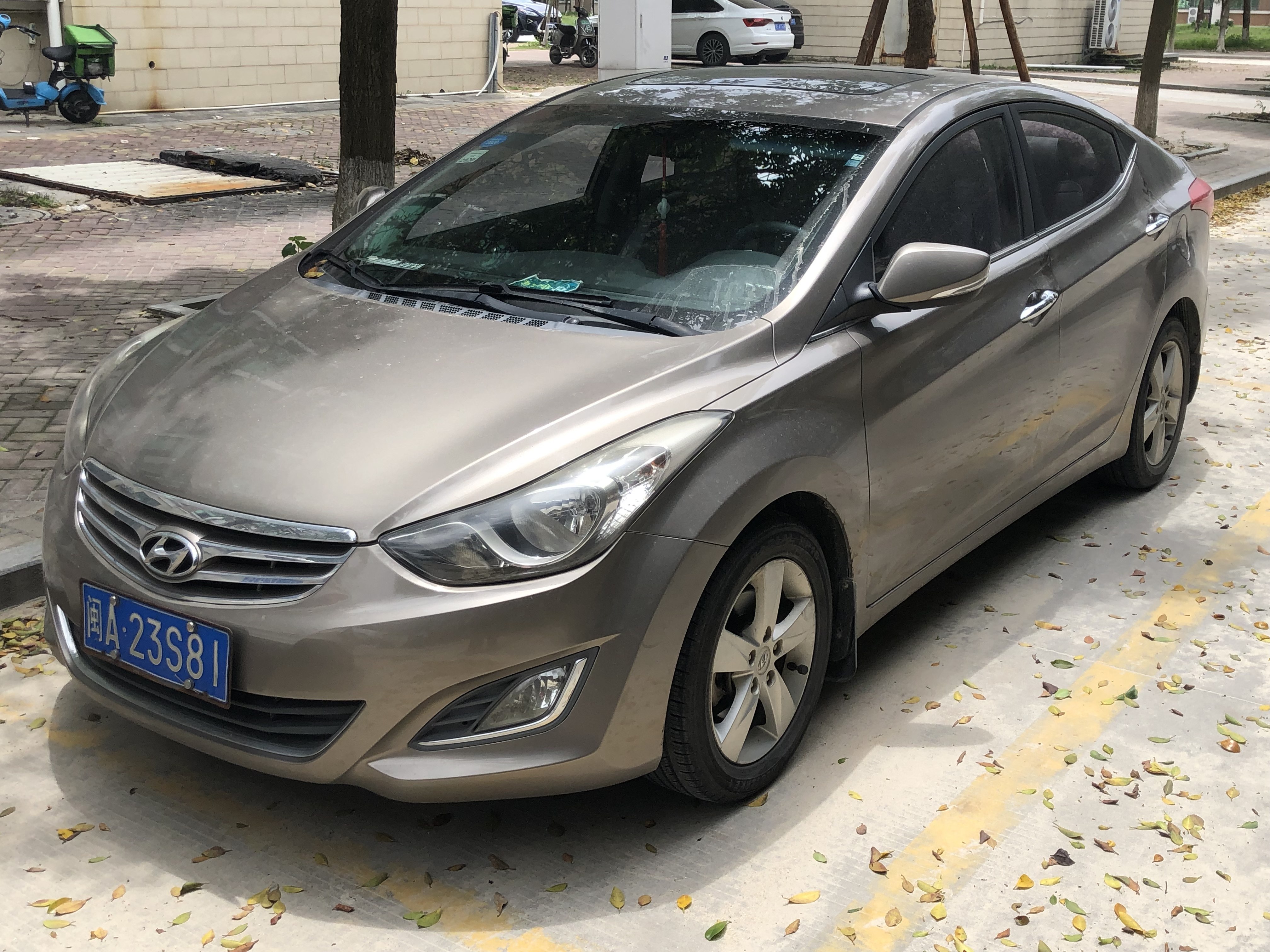
현대 엘란트라 랑둥 (중국 현지 차종) 정측면
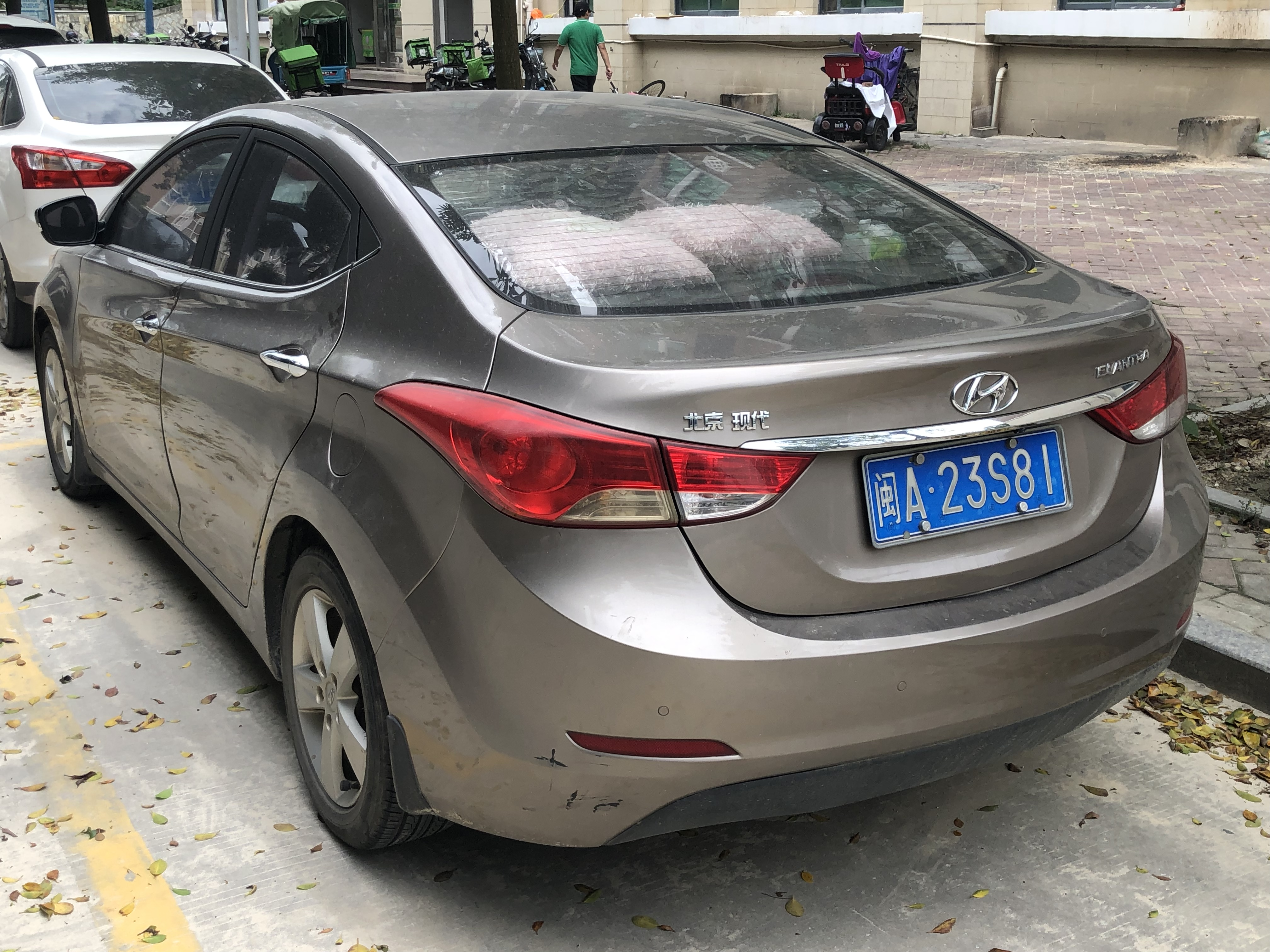
현대 엘란트라 랑둥 (중국 현지 차종) 후측면

#### 제원
| 전장 (mm)            | 4,530 | 4,530                 | 4,530 |       |       |       |       |
| 전폭 (mm)            | 1,775 | 1,775                 | 1,775 | 1,775 | 1,775 | 1,775 | 1,775 |
| 전고 (mm)            | 1,435 | 1,435                 | 1,435 | 1,435 | 1,435 | 1,435 | 1,435 |
| 축거 (mm)            | 2,700 | 2,700                 | 2,700 | 2,700 | 2,700 | 2,700 | 2,700 |
| 윤거 (전, mm)        | 1,563(R15) 1,549(R16) 1,551(R17)                                                                                              | 1,563(R15) 1,549(R16) | 1,563(R15) 1,549(R16) |       |       |       |       |
| 윤거 (후, mm)        | 1,576(R15) 1,562(R16) 1,564(R17)                                                                                              | 1,576(R15) 1,562(R16) | 1,576(R15) 1,562(R16) |       |       |       |       |
| 승차 정원            | 5명 | 5명                   | 5명 |       |       |       |       |
| 변속기               | 수동 6단 자동 6단 | 수동 6단 자동 6단     | 수동 6단 자동 6단 |       |       |       |       |
| 구동 형식            | 전륜구동 | 전륜구동              | 전륜구동 |       |       |       |       |
| 서스펜션 (전/후)     | 맥퍼슨 스트럿/토션 빔 | 맥퍼슨 스트럿/토션 빔 | 맥퍼슨 스트럿/토션 빔 |       |       |       |       |
| 엔진 형식            | G4FD | G4FD                  | L4FA |       |       |       |       |
| 연료                 | 가솔린 | 가솔린                | LPG |       |       |       |       |
| 배기량 (cc)          | 1,591 | 1,591                 | 1,591 |       |       |       |       |
| 최고 출력 (ps/rpm)   | 140/6,300 | 140/6,300             | 120/6,000 |       |       |       |       |
| 최대 토크 (kg*m/rpm) | 17.0/4,850 | 17.0/4,850            | 15.5/4,500 |       |       |       |       |
| 연료 탱크 용량 (ℓ)   | 48 | 48                    | 53 |       |       |       |       |
| 요소수 탱크 용량 (ℓ) | - | -                     | - |       |       |       |       |
| 공차 중량 (kg)       | 1,160(수동 6단)/ 1,190(자동 6단)                                                                                              | 1,190(자동 6단)       | 1,180(수동 6단)/ 1,210(자동 6단)                                                                                             |       |       |       |       |
| 연비 (km/ℓ)          | 17.5(수동 6단)/ 16.5(자동 6단) (이후 도심 12.6/고속 16.6/복합 14.1(수동 6단)/ 도심 12.1/고속 16.8/복합 13.9(자동 6단)로 변경) | 17.5(자동 6단)        | 13.0(수동 6단)/ 12.0(자동 6단) (이후 도심 10.7/고속 13.4/복합 11.7(수동 6단)/ 도심 9.4/고속 13.0/복합 10.7(자동 6단)로 변경) |       |       |       |       |
| Co2 배출량 (g/km)    | 134(수동 6단)/ 142(자동 6단) (이후 122(수동 6단)/ 124(자동 6단)로 변경)                                                       | 142(자동 6단)         | 136(수동 6단)/ 147(자동 6단) (이후 112(수동 6단)/ 124(자동 6단)로 변경)                                                      |       |       |       |       |

### 아반떼 쿠페(2013년4월~2015년4월)

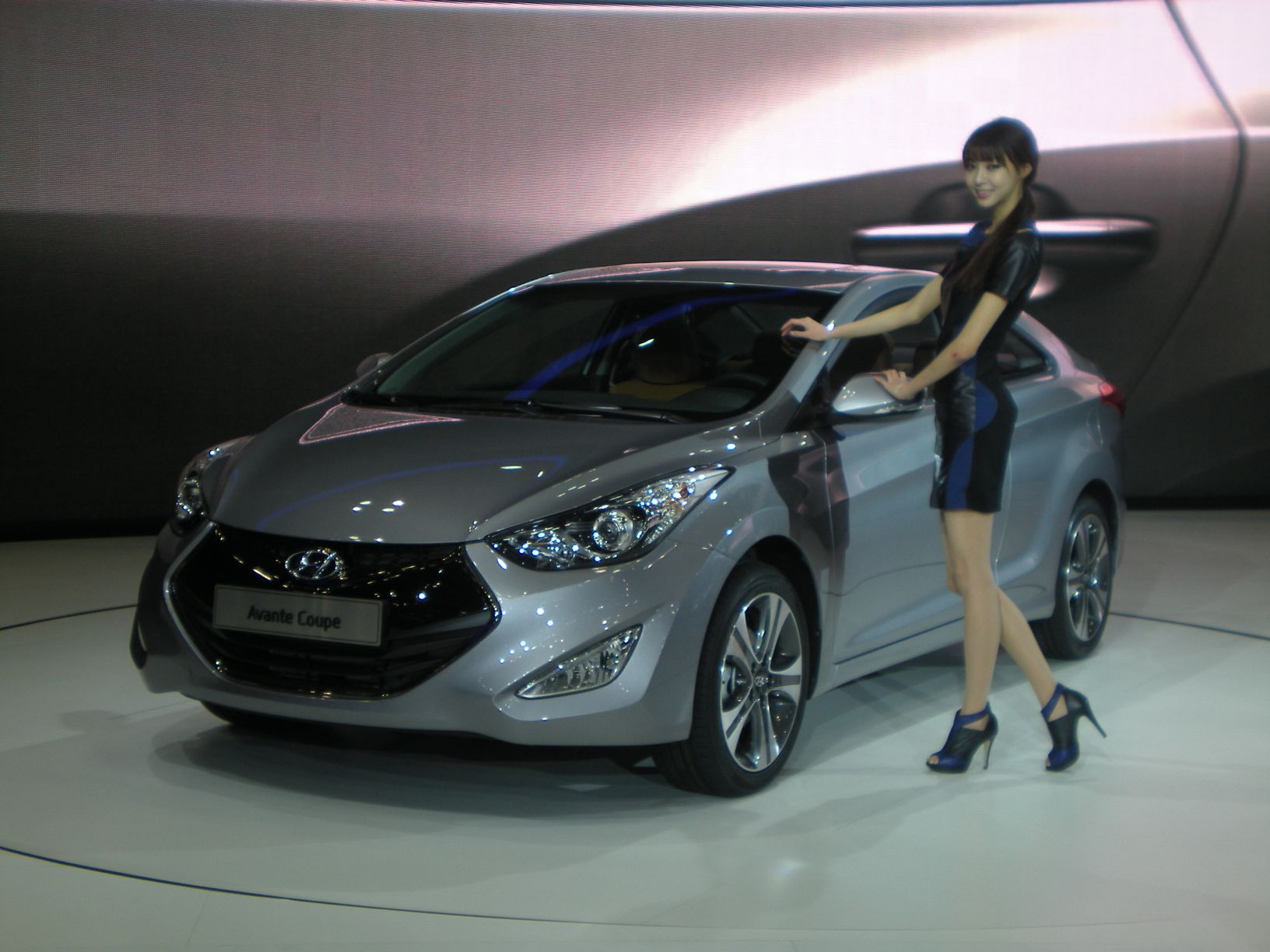
현대 아반떼 쿠페 정측면

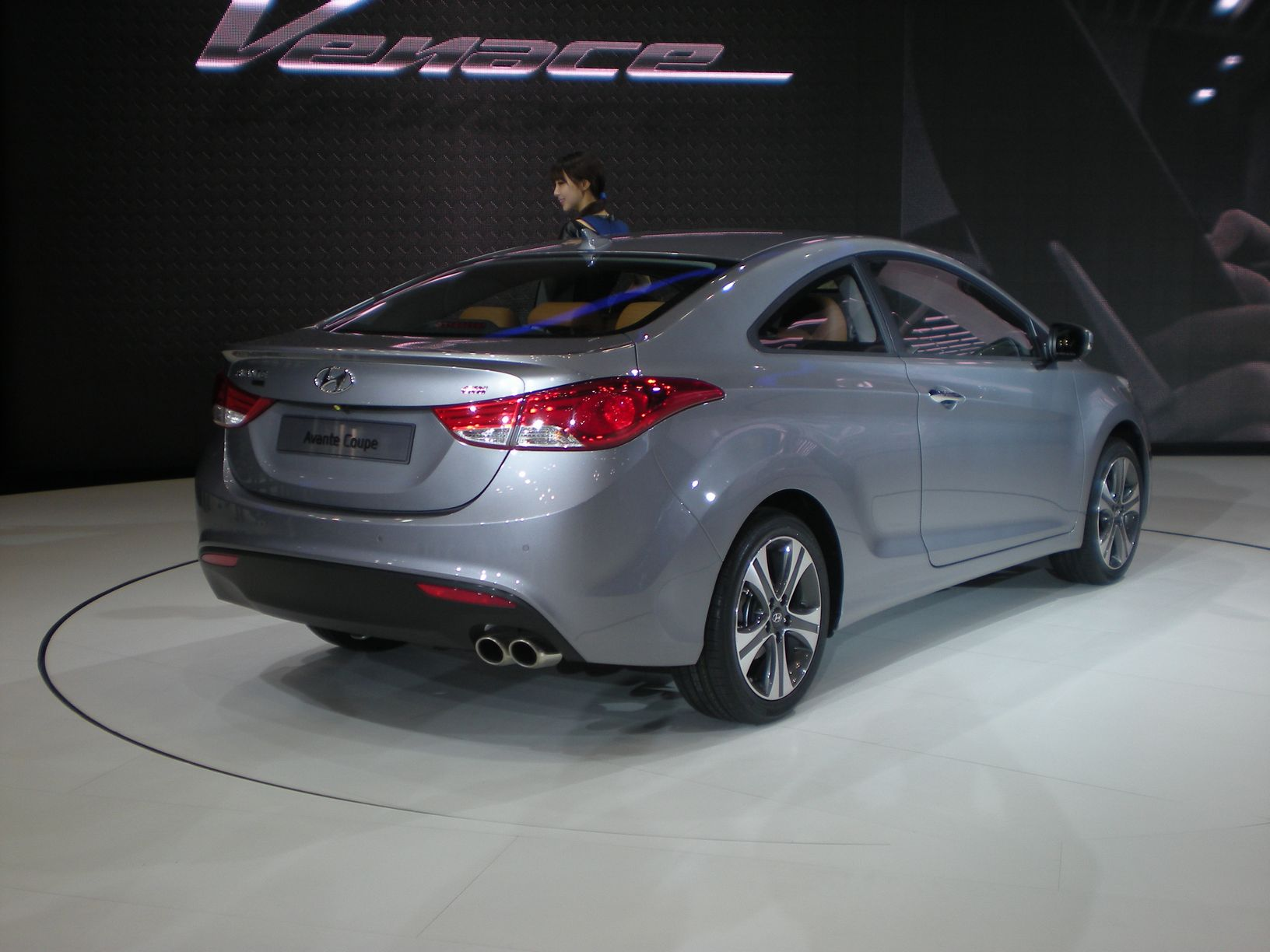
현대 아반떼 쿠페 후측면

JK라는 프로젝트명으로 개발된 쿠페는 이에 앞서 2012년에 개최된 시카고 모터쇼에서 처음 공개되어 미국 등 해외에서 먼저 판매가 시작되었다. 세단과 달리, 쿠페에는 i40에도 얹혀진 175마력 2.0ℓ 누우 가솔린 직분사 엔진이 탑재된다. 2012년에 개최된 부산 국제 모터쇼에서 공개되어 그 해 판매될 예정이었으나, 내수 판매 부진, 개별 소비세 인하, 글로벌 수급 문제 등으로 인하여 이듬해인 2013년으로 연기되어 2013년 4월 2일에 출시되었으며, 현대 투스카니의 빈 자리를 대체하였다. 동년 10월 16일에는 바디 킷과 다이나믹 드라이빙 시스템으로 구성된 튜익스 화이트 패키지가 추가되었다. 2014년 2월 5일에는 중앙 송풍구의 위치를 위로 올리고, 플렉스 스티어링 휠과 타이어 정렬 알림 장치 등을 갖춘 2014년형이 선보였다. 동년 11월 3일에는 타이어 공기압 경보 장치가 모든 트림에 기본 적용되었다. 그러나 도어의 개수가 다른 것을 제외하면 세단과의 차이점이 없는 데다가, 1.6리터 터보 엔진이 있었던 경쟁 차종인 K3 쿱과 달리 2.0리터 엔진만 있어서 판매가 부진함에 따라 이듬해인 2015년 4월에 단종되었다.

#### 제원
| 구분                 | 아반떼 쿠페 2.0ℓ 누우 GDI                                                        |
| -------------------- | -------------------------------------------------------------------------------- |
| 전장 (mm)            | 4,540                                                                            |
| 전폭 (mm)            | 1,775                                                                            |
| 전고 (mm)            | 1,435                                                                            |
| 축거 (mm)            | 2,700                                                                            |
| 윤거 (전, mm)        | 1,549(R16) 1,551(R17)                                                            |
| 윤거 (후, mm)        | 1,562(R16) 1,564(R17)                                                            |
| 승차 정원            | 5명                                                                              |
| 변속기               | 수동 6단 자동 6단                                                                |
| 구동 형식            | 전륜 구동                                                                        |
| 서스펜션 (전/후)     | 맥퍼슨 스트럿/토션 빔                                                            |
| 엔진 형식            | G4NC                                                                             |
| 연료                 | 가솔린                                                                           |
| 배기량 (cc)          | 1,999                                                                            |
| 최고 출력 (ps/rpm)   | 175/6,500                                                                        |
| 최대 토크 (kg*m/rpm) | 21.3/4,700                                                                       |
| 최고 속도 (km/h)     | 200(수동 6단)/ 200(자동 6단)                                                     |
| 연료 탱크 용량 (ℓ)   | 48                                                                               |
| 요소수 탱크 용량 (ℓ) | -                                                                                |
| 공차 중량 (kg)       | 1,216(수동 6단)/ 1,239(자동 6단)                                                 |
| 연비 (km/ℓ)          | 도심 11.1/고속 16.0/복합 12.8(수동 6단)/ 도심 10.7/고속 15.5/복합 12.4(자동 6단) |
| Co2 배출량 (g/km)    | 135(수동 6단)/ 140(자동 6단)                                                     |

### 더 뉴 아반떼(2013년8월~2015년9월)

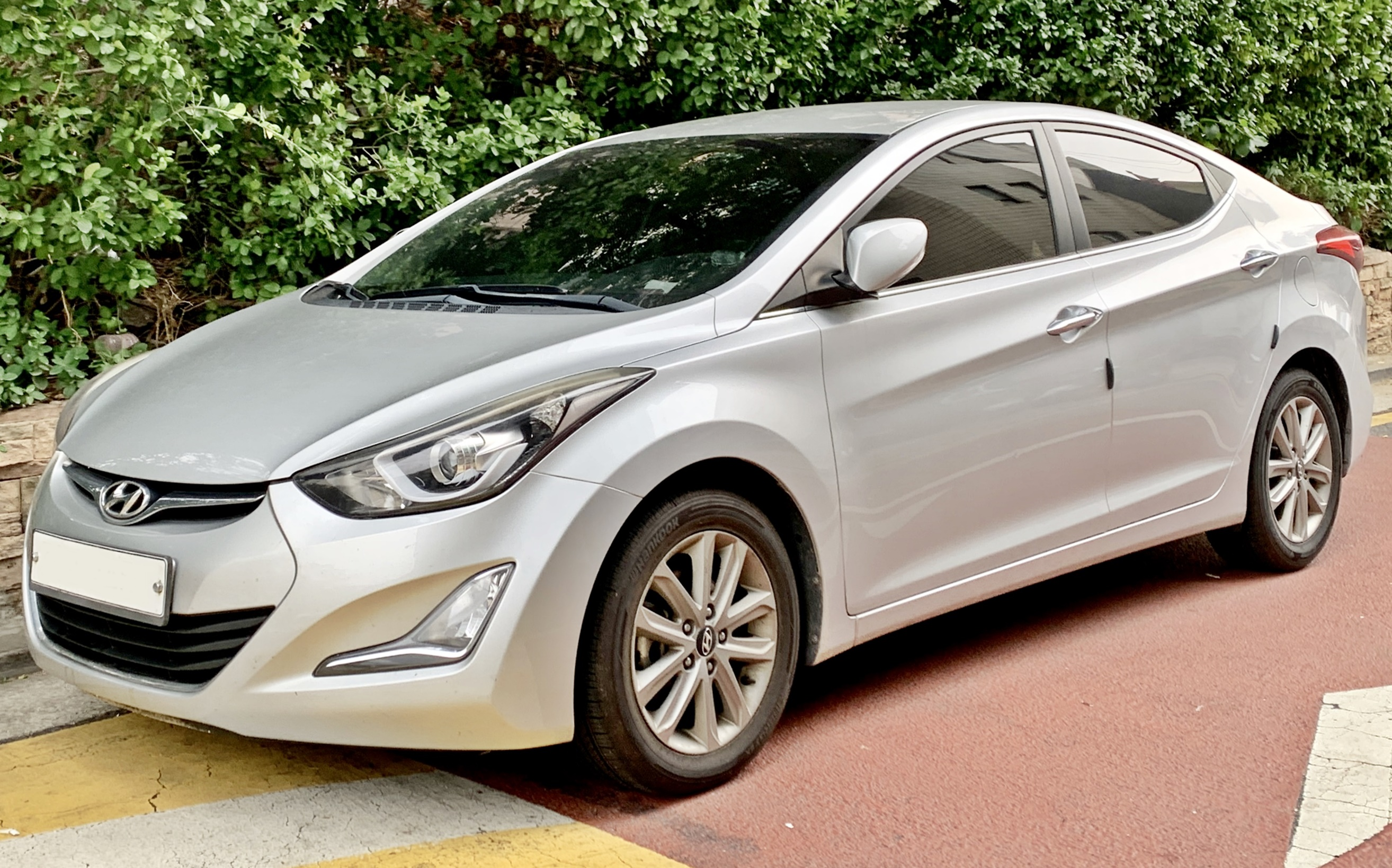
현대 더 뉴 아반떼 정측면

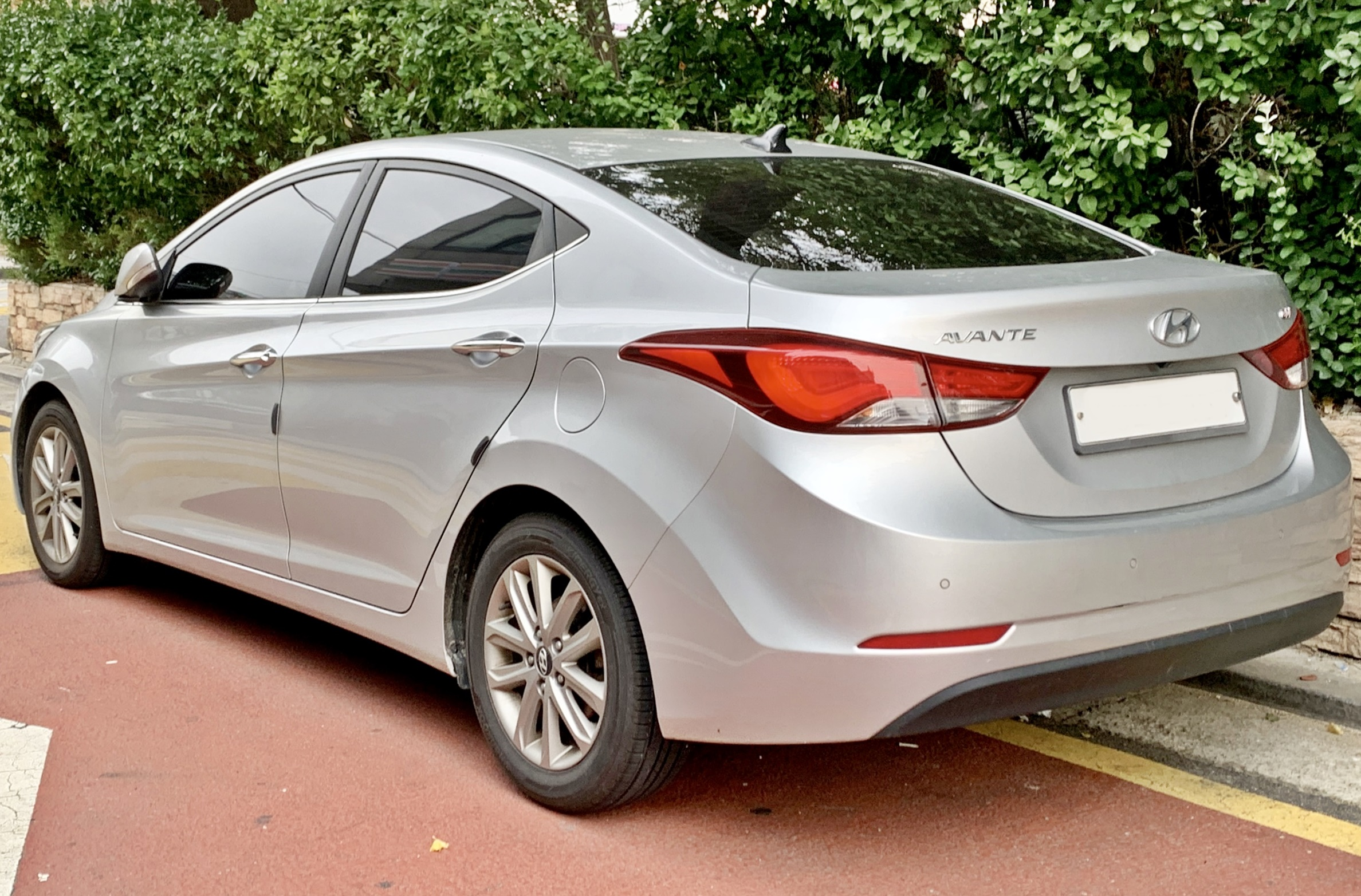
현대 더 뉴 아반떼 후측면

2013년 8월 13일에는 더 뉴 아반떼가 선보였다. 더 뉴 아반떼는 페이스리프트라고 하기에는 익스테리어 디자인 변화의 폭이 매우 적어 2014년형 이어 모델에 불과하나, 상품성을 보강하는 것에 주력하였다. 대한민국산 자동차 최초로 직각 주차 기능을 더한 어드밴스드 주차 조향 보조 시스템이 적용되었고, 기존에 센터 페시아 아래에 있던 중앙 송풍구의 위치를 위로 올렸다. 자동변속기는 게이트식에서 부츠식으로 변경됐다. 구형 모델에서 지적된 하체의 취약점도 보강되었으며, 오디오에 있어서는 USB 수록곡 인식속도가 개선되고 곡넘김이 지원되기 시작하였다. 이 외에도 1.6ℓ U Ⅱ 디젤 엔진 및 렌터카용 1.6 LPi가 추가되었다. 2014년 2월 5일에는 튜익스 에디션이 선보였다. 튜익스 에디션은 전용 바디 킷, 2가지의 새로운 색상과 디자인이 추가된 총 5가지의 17인치 알루미늄 휠(다크 그레이, 블랙 크롬, 화이트, 뉴 다크 그레이, 반광 블랙 크롬), 붉은색 브레이크 캘리퍼 등이 적용되었다. 동년 4월 10일에는 16인치 알루미늄 휠, HID 헤드 램프, LED 리어 램프 등 젊은 고객층이 선호하는 사양이 적용된 월드컵 에디션이 추가되었으며, 동년 10월 28일에는 누적 판매량이 1,000만 대를 돌파(엘란트라 포함)하였으며, 이는 대한민국산 자동차 최초다. 동년 11월 3일에는 타이어 공기압 경보 장치와 스키 쓰루 시트 및 뒷 좌석 암 레스트가 모든 트림에 기본 적용된 2015년형이 선보였다. 중국에서는 페이스리프트를 거쳐 2018년까지 판매되었다.

#### 제원
| 구분                 | 더 뉴 아반떼 하이브리드 1.6ℓ 감마 GDI                                            | 더 뉴 아반떼 1.6ℓ 감마 LPI                                                      | 더 뉴 아반떼 1.6ℓ U Ⅱ VGT                                                        |
| -------------------- | -------------------------------------------------------------------------------- | ------------------------------------------------------------------------------- | -------------------------------------------------------------------------------- |
| 전장 (mm)            | 4,550                                                                            | 4,550                                                                           | 4,550                                                                            |
| 전폭 (mm)            | 1,775                                                                            | 1,775                                                                           | 1,775                                                                            |
| 전고 (mm)            | 1,435                                                                            | 1,435                                                                           | 1,435                                                                            |
| 축거 (mm)            | 2,700                                                                            | 2,700                                                                           | 2,700                                                                            |
| 윤거 (전, mm)        | 1,563(R15) 1,549(R16) 1,551(R17)                                                 | 1,563(R15) 1,549(R16)                                                           | 1,563(R15) 1,549(R16)                                                            |
| 윤거 (후, mm)        | 1,576(R15) 1,562(R16) 1,564(R17)                                                 | 1,576(R15) 1,562(R16)                                                           | 1,576(R15) 1,562(R16)                                                            |
| 승차 정원            | 5명                                                                              | 5명                                                                             | 5명                                                                              |
| 변속기               | 수동 6단 자동 6단                                                                | 수동 6단 자동 6단                                                               | 수동 6단 자동 6단                                                                |
| 구동 형식            | 전륜 구동                                                                        | 전륜 구동                                                                       | 전륜 구동                                                                        |
| 서스펜션 (전/후)     | 맥퍼슨 스트럿/토션 빔                                                            | 맥퍼슨 스트럿/토션 빔                                                           | 맥퍼슨 스트럿/토션 빔                                                            |
| 엔진 형식            | G4FD                                                                             | L4FA                                                                            | D4FB                                                                             |
| 연료                 | 가솔린                                                                           | LPG                                                                             | 디젤                                                                             |
| 배기량 (cc)          | 1,591                                                                            | 1,591                                                                           | 1,582                                                                            |
| 최고 출력 (ps/rpm)   | 140/6,300                                                                        | 120/6,000                                                                       | 128/4,000                                                                        |
| 최대 토크 (kg*m/rpm) | 17.0/4,850                                                                       | 15.5/4,500                                                                      | 26.5/1,900~2,750(수동 6단) 28.5/1,900~2,750(자동 6단)                            |
| 연료 탱크 용량 (ℓ)   | 48                                                                               | 53                                                                              | 48                                                                               |
| 요소수 탱크 용량 (ℓ) | -                                                                                | -                                                                               | -                                                                                |
| 공차 중량 (kg)       | 1,210(수동 6단)/ 1,245(자동 6단)                                                 | 1,235(수동 6단)/ 1,270(자동 6단)                                                | 1,305(수동 6단)/ 1,335(자동 6단)                                                 |
| 연비 (km/ℓ)          | 도심 12.5/고속 16.7/복합 14.1(수동 6단)/ 도심 12.3/고속 16.6/복합 14.0(자동 6단) | 도심 10.6/고속 13.3/복합 11.7(수동 6단)/ 도심 9.4/고속 12.7/복합 10.7(자동 6단) | 도심 16.9/고속 20.8/복합 18.5(수동 6단)/ 도심 14.8/고속 18.5/복합 16.2(자동 6단) |
| Co2 배출량 (g/km)    | 122(수동 6단)/ 123(자동 6단)                                                     | 113(수동 6단)/ 125(자동 6단)                                                    | 103(수동 6단)/ 119(자동 6단)                                                     |

## 6세대(AD)

### 아반떼 AD(2015년9월~2018년9월)

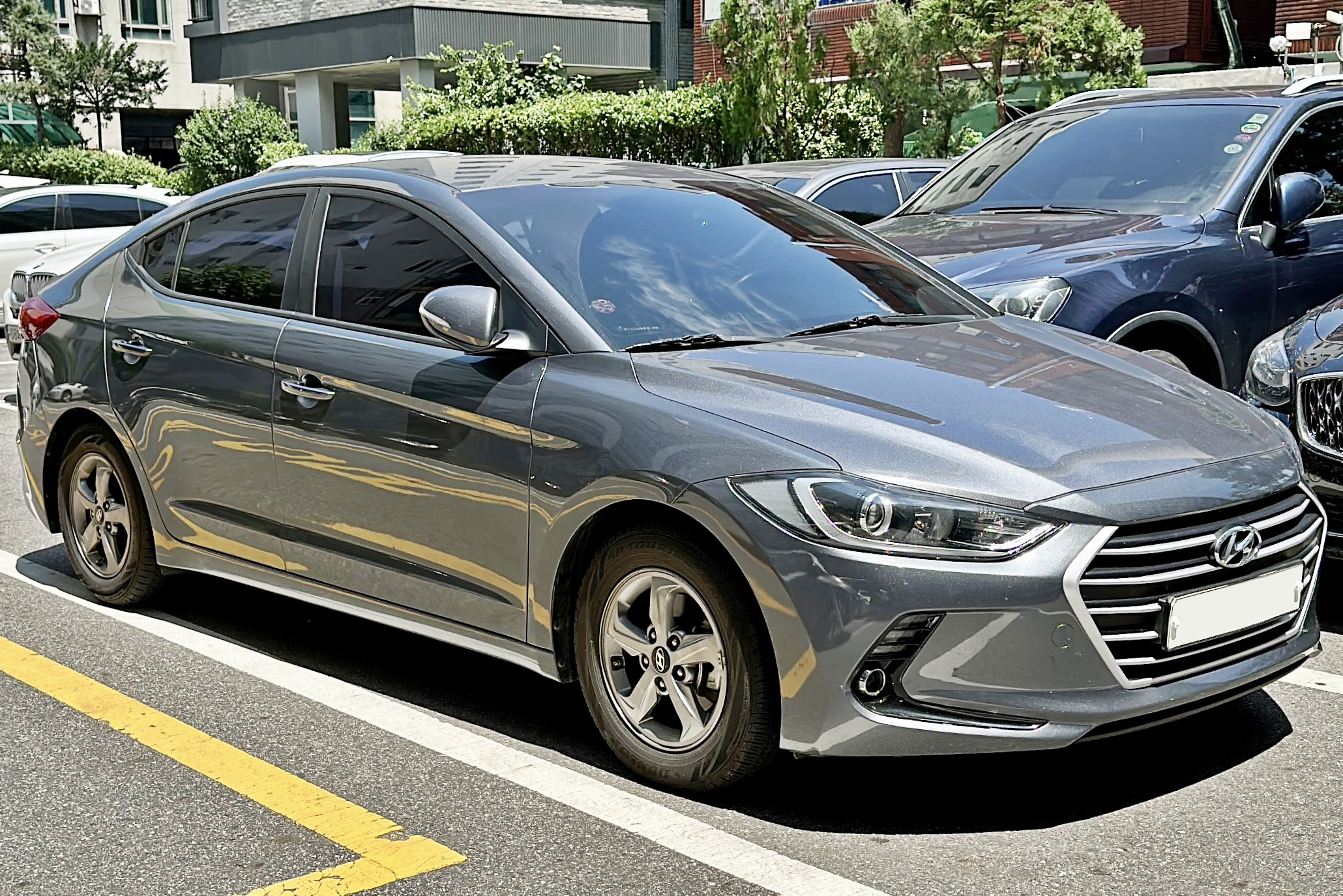
현대 아반떼 AD 정측면

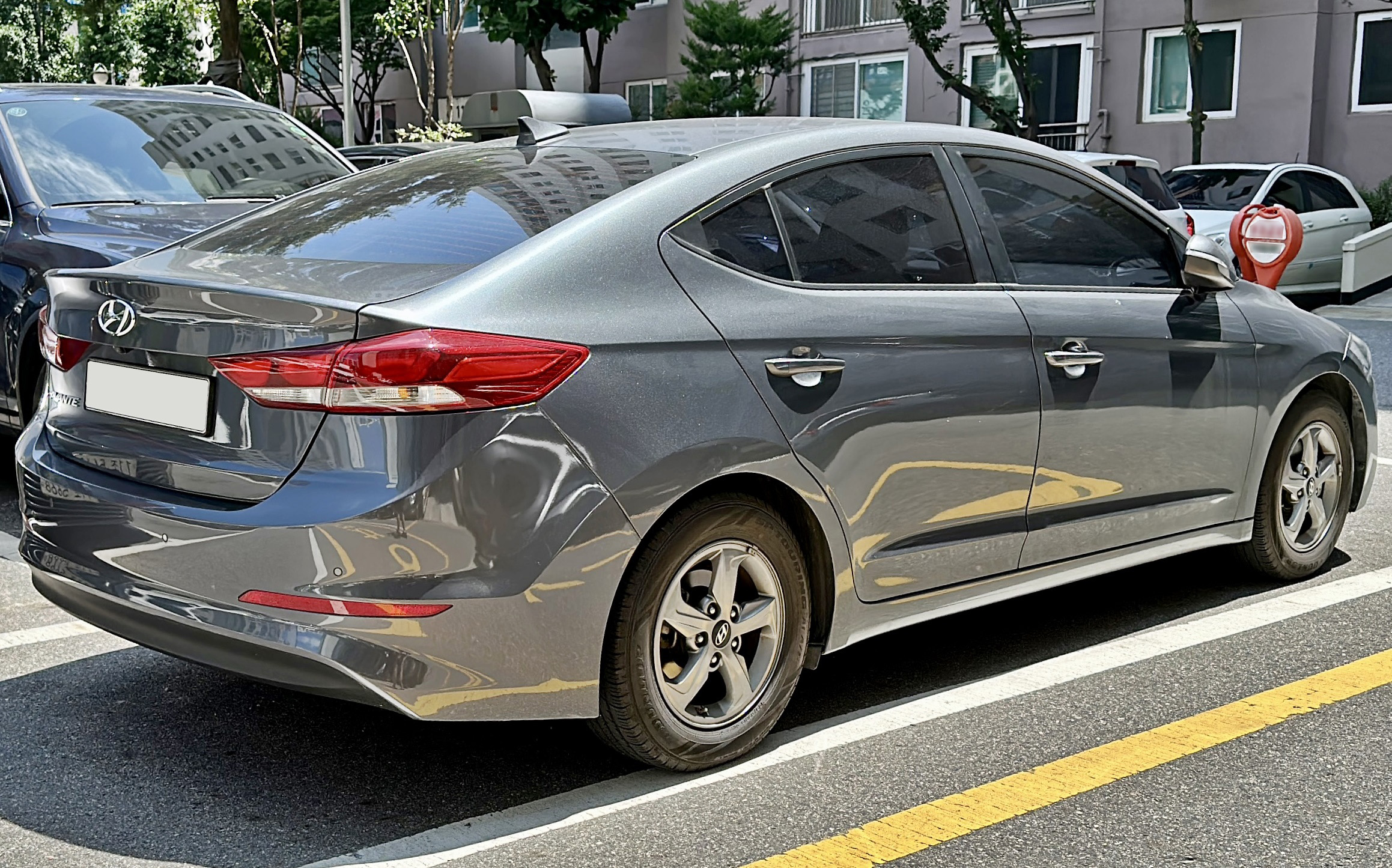
현대 아반떼 AD 후측면

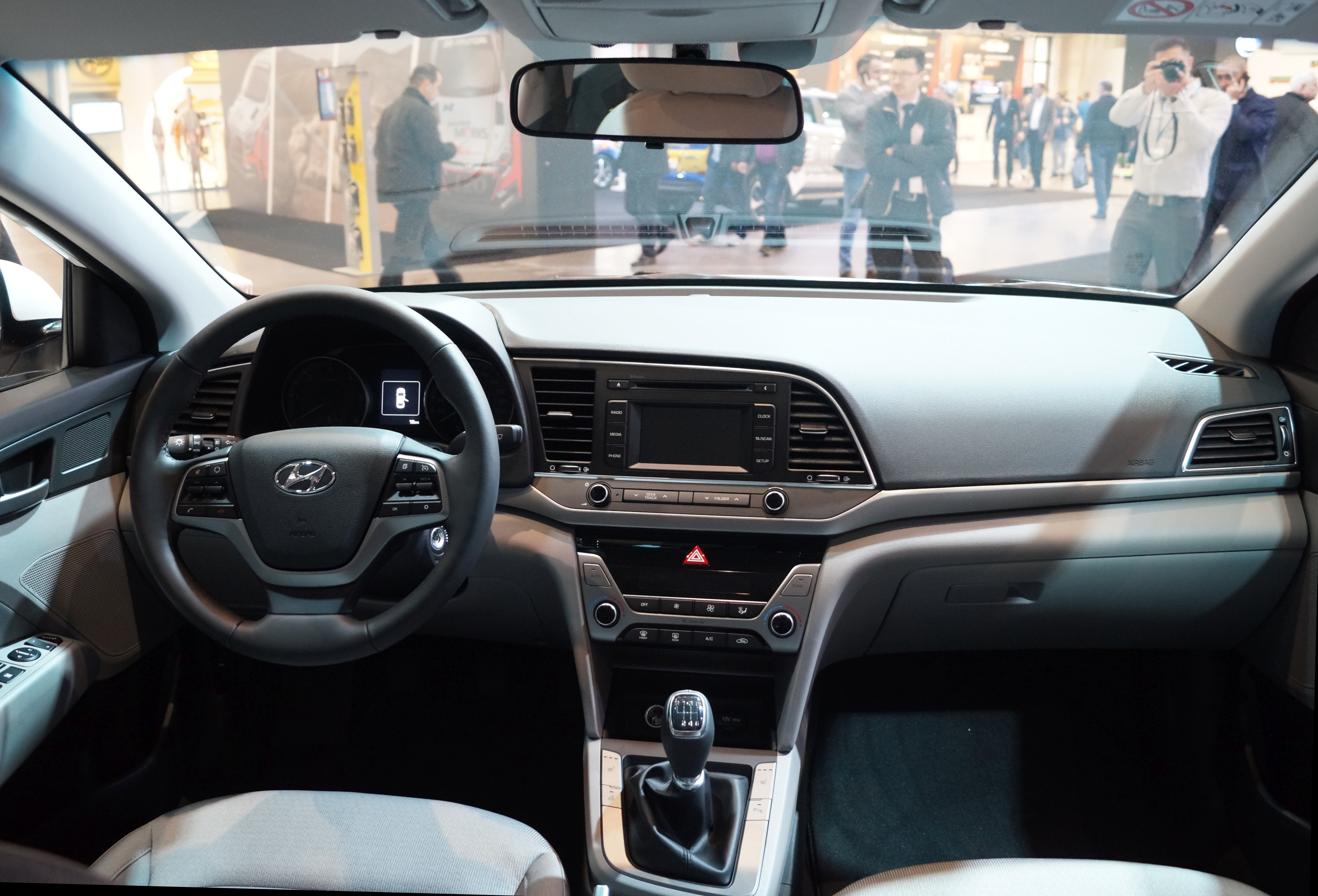
현대 아반떼 AD 실내

2015년 9월 9일에 선보였다. 강인한 이미지의 육각형 라디에이터 그릴을 적용한 전면부, 날렵함을 강조한 측면부, 안정감을 극대화한 후면부를 통하여 역동적인 이미지가 완성되었다. 아울러 휠 에어 커튼과 하부 언더 커버 확대 등 공력 성능을 향상시키는 디자인 요소를 적용하여 공기 저항 계수(Cd)는 동급 최고 수준인 0.27을 실현하였다. 일반 강판 대비 무게는 10% 이상 가벼우면서도 강도는 2배 이상 높은 초고장력 강판을 기존 21%에서 53%로 확대 적용하여 안전성과 주행 성능을 높였다. 차체 구조 간 결합력 강화를 위한 구조용 접착제의 확대 적용(3ｍ에서 120ｍ), 차체 측면부 핫 스탬핑 공법 적용, 탑승자의 안전 공간 확보를 최우선으로 고려하는 차체 구조 설계 등을 통하여 외부 충격에 의한 차체 비틀림과 굽힘(변형)에 대한 저항력이 향상되었다. 운전석 무릎 에어백을 포함한 7 에어백에 앞좌석은 어드밴스드 에어백이 적용되었다. 파워트레인은 성능 개선을 통하여 실용 영역인 저·중속에서 최대 토크가 발휘될 수 있도록 하여 가속 응답성과 체감 주행 성능을 향상시켰다. 감마 1.6ℓ 가솔린 직접분사 엔진은 140마력에서 132마력으로 디튠됐다. 1.6ℓ U Ⅱ 디젤 엔진은 유로6 기준을 충족시켰으며, 7단 듀얼 클러치 자동변속기와 공회전 제한 장치가 적용된다. 스마트 트렁크와 통합 주행 모드 시스템은 물론, 자동 긴급 제동 시스템, 차선 이탈 경보 시스템, 스마트 후측방 경보 시스템 등 첨단 사양도 적용되었다. 이 외에도, 오주유(혼유사고) 방지 시스템(1.6ℓ U Ⅱ 디젤 엔진에 한함)과 램프 단선 진단 시스템 등 세심함이 느껴지는 편의 사양이 적용되었다. 같은 해 11월 16일에는 앳킨슨 사이클 방식의 누우 149마력 2.0ℓ DOHC 자연흡기 가솔린 MPI 엔진(CVVT)과 각종 첨단 능동 안전 기술을 조합한 하이테크 패키지가 추가되었다. 하이테크 패키지는 자동 긴급 제동 보조 시스템, 스마트 크루즈 컨트롤, 차선 이탈 경보 시스템, 스마트 하이빔 등으로 구성되었다. 하지만 앳킨슨 사이클 2.0리터 DOHC MPI 모델은 인기가 없어서 대한민국 내수에서는 금방 단산됐으며, 이 앳킨슨 사이클 MPI 엔진은 현대 코나 및 기아 셀토스 2.0리터 DOHC 가솔린이 나올 때까지 한동안 대한민국 내수에서 자취를 감추었다. 2016년 4월 28일에는 204마력 1.6ℓ 감마 가솔린 직분사 터보 엔진과 7단 듀얼 클러치 자동변속기가 적용된 아반떼 스포츠가 추가되었다. 향상된 성능에 맞추어 후륜 멀티 링크 서스펜션, 18인치 알루미늄 휠, 대용량 전륜 디스크 브레이크, 스포티한 엔진음 및 배기음을 구현한 머플러 등이 적용되었다. 같은 해, 7월에는 세계 3대 디자인상인 IDEA에서 본상 중의 하나인 자동차 운송 디자인 부문 동상을 수상하였으며, 이는 현대자동차의 차종 중, 최초이다.
2017년 4월에는 운전석 메모리 시트 등의 최신 사양이 추가된 2017년형이 선보였다.

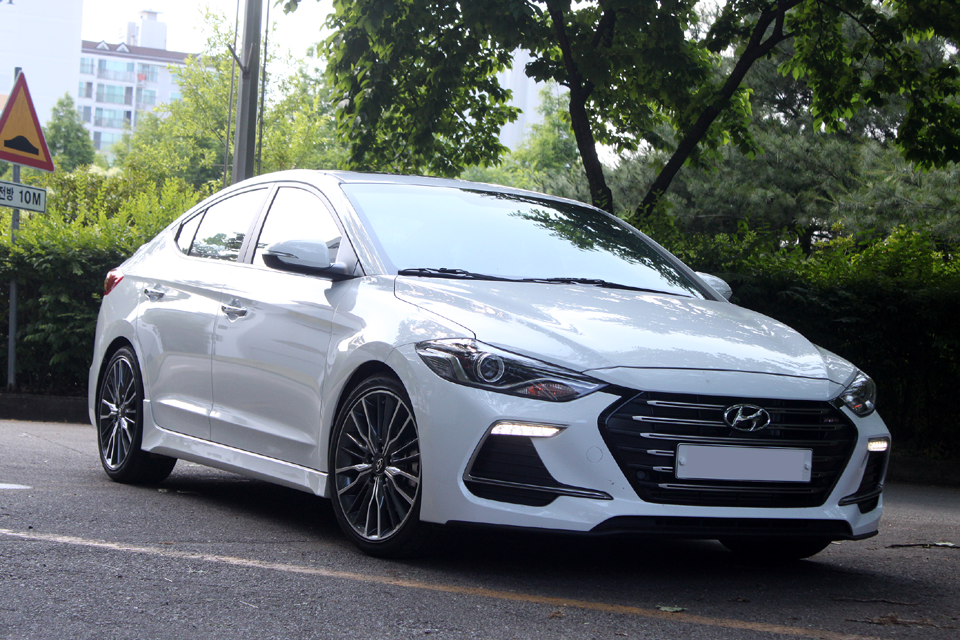
현대 아반떼 스포츠 정측면
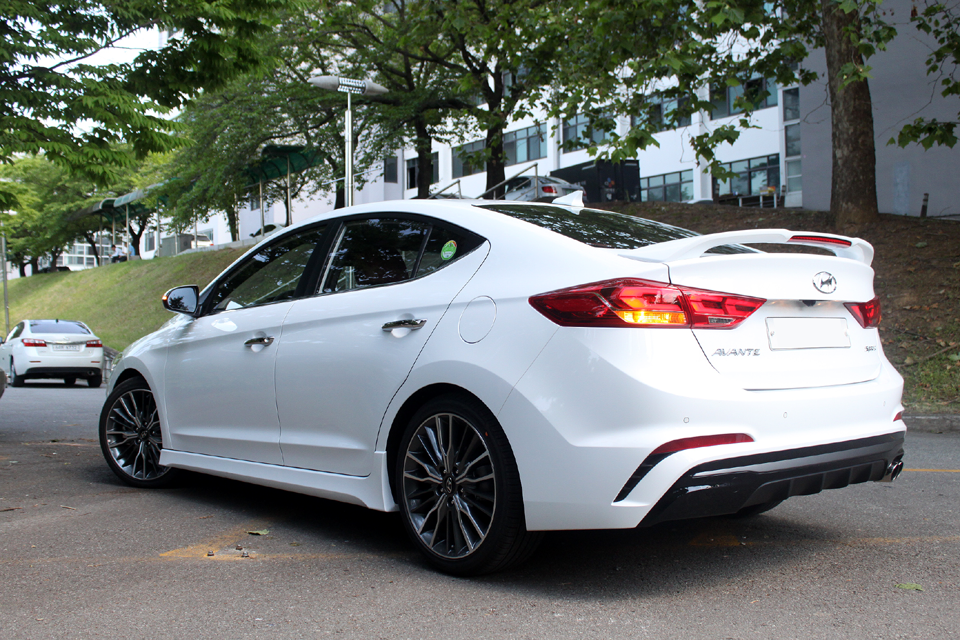
현대 아반떼 스포츠 후측면

#### 제원
| 구분                 | 아반떼 1.6ℓ 감마 GDI 터보 (15/16인치 휠)                                         | 아반떼 1.6ℓ 감마 GDI 터보 (17인치 휠)   | 아반떼 1.6ℓ 감마 GDI 터보 (18인치 휠)                                                        | 아반떼 1.6ℓ 감마 LPI (15/16인치 휠)    | 아반떼 1.6ℓ 감마 LPI (17인치 휠)       | 아반떼 1.6ℓ U Ⅱ VGT (15/16인치 휠)                                                           | 아반떼 1.6ℓ U Ⅱ VGT (17인치 휠)                     | 아반떼 2.0ℓ 누우 MPI (15/16인치 휠)     | 아반떼 2.0ℓ 누우 MPI (17인치 휠)        |
| -------------------- | -------------------------------------------------------------------------------- | --------------------------------------- | -------------------------------------------------------------------------------------------- | -------------------------------------- | -------------------------------------- | -------------------------------------------------------------------------------------------- | --------------------------------------------------- | --------------------------------------- | --------------------------------------- |
| 전장 (mm)            | 4,570                                                                            | 4,570                                   | 4,570                                                                                        | 4,570                                  | 4,570                                  | 4,570                                                                                        | 4,570                                               | 4,570                                   | 4,570                                   |
| 전폭 (mm)            | 1,800                                                                            | 1,800                                   | 1,800                                                                                        | 1,800                                  | 1,800                                  | 1,800                                                                                        | 1,800                                               | 1,800                                   | 1,800                                   |
| 전고 (mm)            | 1,440                                                                            | 1,440                                   | 1,435                                                                                        | 1,440                                  | 1,440                                  | 1,440                                                                                        | 1,440                                               | 1,440                                   | 1,440                                   |
| 축거 (mm)            | 2,700                                                                            | 2,700                                   | 2,700                                                                                        | 2,700                                  | 2,700                                  | 2,700                                                                                        | 2,700                                               | 2,700                                   | 2,700                                   |
| 윤거 (전, mm)        | 1,563(R15) 1,555(R16) 1,549(R17)                                                 | 1,563(R15) 1,555(R16) 1,549(R17)        | 1,545(R18)                                                                                   | 1,563(R15) 1,555(R16) 1,549(R17)       | 1,563(R15) 1,555(R16) 1,549(R17)       | 1,563(R15) 1,555(R16) 1,549(R17)                                                             | 1,563(R15) 1,555(R16) 1,549(R17)                    | 1,563(R15) 1,555(R16) 1,549(R17)        | 1,563(R15) 1,555(R16) 1,549(R17)        |
| 윤거 (후, mm)        | 1,572(R15) 1,564(R16) 1,558(R17)                                                 | 1,572(R15) 1,564(R16) 1,558(R17)        | 1,559(R18)                                                                                   | 1,572(R15) 1,564(R16) 1,558(R17)       | 1,572(R15) 1,564(R16) 1,558(R17)       | 1,572(R15) 1,564(R16) 1,558(R17)                                                             | 1,572(R15) 1,564(R16) 1,558(R17)                    | 1,572(R15) 1,564(R16) 1,558(R17)        | 1,572(R15) 1,564(R16) 1,558(R17)        |
| 승차 정원            | 5명                                                                              | 5명                                     | 5명                                                                                          | 5명                                    | 5명                                    | 5명                                                                                          | 5명                                                 | 5명                                     | 5명                                     |
| 변속기               | 수동 6단 자동 6단                                                                | 자동 6단                                | 수동 6단 듀얼 클러치 자동 7단                                                                | 자동 6단                               | 자동 6단                               | 수동 6단 듀얼 클러치 자동 7단                                                                | 듀얼 클러치 자동 7단                                | 자동 6단                                | 자동 6단                                |
| 구동 형식            | 전륜 구동                                                                        | 전륜 구동                               | 전륜 구동                                                                                    | 전륜 구동                              | 전륜 구동                              | 전륜 구동                                                                                    | 전륜 구동                                           | 전륜 구동                               | 전륜 구동                               |
| 서스펜션 (전/후)     | 맥퍼슨 스트럿/토션 빔                                                            | 맥퍼슨 스트럿/토션 빔                   | 맥퍼슨 스트럿/멀티 링크                                                                      | 맥퍼슨 스트럿/토션 빔                  | 맥퍼슨 스트럿/토션 빔                  | 맥퍼슨 스트럿/토션 빔                                                                        | 맥퍼슨 스트럿/토션 빔                               | 맥퍼슨 스트럿/토션 빔                   | 맥퍼슨 스트럿/토션 빔                   |
| 엔진 형식            | G4FD                                                                             | G4FD                                    | G4FJ                                                                                         | L4FA                                   | L4FA                                   | D4FB                                                                                         | D4FB                                                | G4NH                                    | G4NH                                    |
| 연료                 | 가솔린                                                                           | 가솔린                                  | 가솔린                                                                                       | LPG                                    | LPG                                    | 디젤                                                                                         | 디젤                                                | 가솔린 터보                             | 가솔린 터보                             |
| 배기량 (cc)          | 1,591                                                                            | 1,591                                   | 1,591                                                                                        | 1,591                                  | 1,591                                  | 1,582                                                                                        | 1,582                                               | 1,999                                   | 1,999                                   |
| 최고 출력 (ps/rpm)   | 204/6,300                                                                        | 204/6,300                               | 204/6,000                                                                                    | 120/6,000                              | 120/6,000                              | 136/4,000                                                                                    | 136/4,000                                           | 149/6,200                               | 149/6,200                               |
| 최대 토크 (kg*m/rpm) | 27.0/4,850                                                                       | 27.0/4,850                              | 27.0/1,500~4,500                                                                             | 15.5/4,500                             | 15.5/4,500                             | 26.5/1,500~3,500(수동 6단) 30.6/1,750~2,500(듀얼 클러치 자동 7단)                            | 30.6/1,750~2,500                                    | 18.3/4,500                              | 18.3/4,500                              |
| 연료 탱크 용량 (ℓ)   | 50                                                                               | 50                                      | 50                                                                                           | 53                                     | 53                                     | 50                                                                                           | 50                                                  | 50                                      | 50                                      |
| 요소수 탱크 용량 (ℓ) | -                                                                                | -                                       | -                                                                                            | -                                      | -                                      | -                                                                                            | -                                                   | -                                       | -                                       |
| 공차 중량 (kg)       | 1,220(수동 6단)/ 1,250(자동 6단)                                                 | 1,290(자동 6단)                         | 1,350(수동 6단)/ 1,380(듀얼 클러치 자동 7단)                                                 | 1,270(자동 6단)                        | 1,295(자동 6단)                        | 1,325(수동 6단)/ 1,350(듀얼 클러치 자동 7단)                                                 | 1,380(듀얼 클러치 자동 7단)                         | 1,280(자동 6단)                         | 1,305(자동 6단)                         |
| 연비 (km/ℓ)          | 도심 12.1/고속 16.1/복합 13.7(수동 6단)/ 도심 12.0/고속 16.4/복합 13.7(자동 6단) | 도심 11.7/고속 15.4/복합 13.1(자동 6단) | 도심 10.5/고속 13.1/복합 11.6(수동 6단)/ 도심 10.8/고속 13.7/복합 12.0(듀얼 클러치 자동 7단) | 도심 9.3/고속 12.6/복합 10.6(자동 6단) | 도심 9.1/고속 12.1/복합 10.2(자동 6단) | 도심 16.1/고속 20.7/복합 17.9(수동 6단)/ 도심 16.9/고속 20.4/복합 18.4(듀얼 클러치 자동 7단) | 도심 16.5/고속 19.3/복합 17.7(듀얼 클러치 자동 7단) | 도심 11.1/고속 15.6/복합 12.8(자동 6단) | 도심 10.8/고속 15.0/복합 12.4(자동 6단) |
| Co2 배출량 (g/km)    | 121(수동 6단/자동 6단)                                                           | 126(자동 6단)                           | 142(수동 6단)/ 138(듀얼 클러치 자동 7단)                                                     | 122(자동 6단)                          | 127(자동 6단)                          | 103(수동 6단)/ 100(듀얼 클러치 자동 7단)                                                     | 104(듀얼 클러치 자동 7단)                           | 130(자동 6단)                           | 135(자동 6단)                           |

### 더 뉴 아반떼(2018년9월~2020년4월)

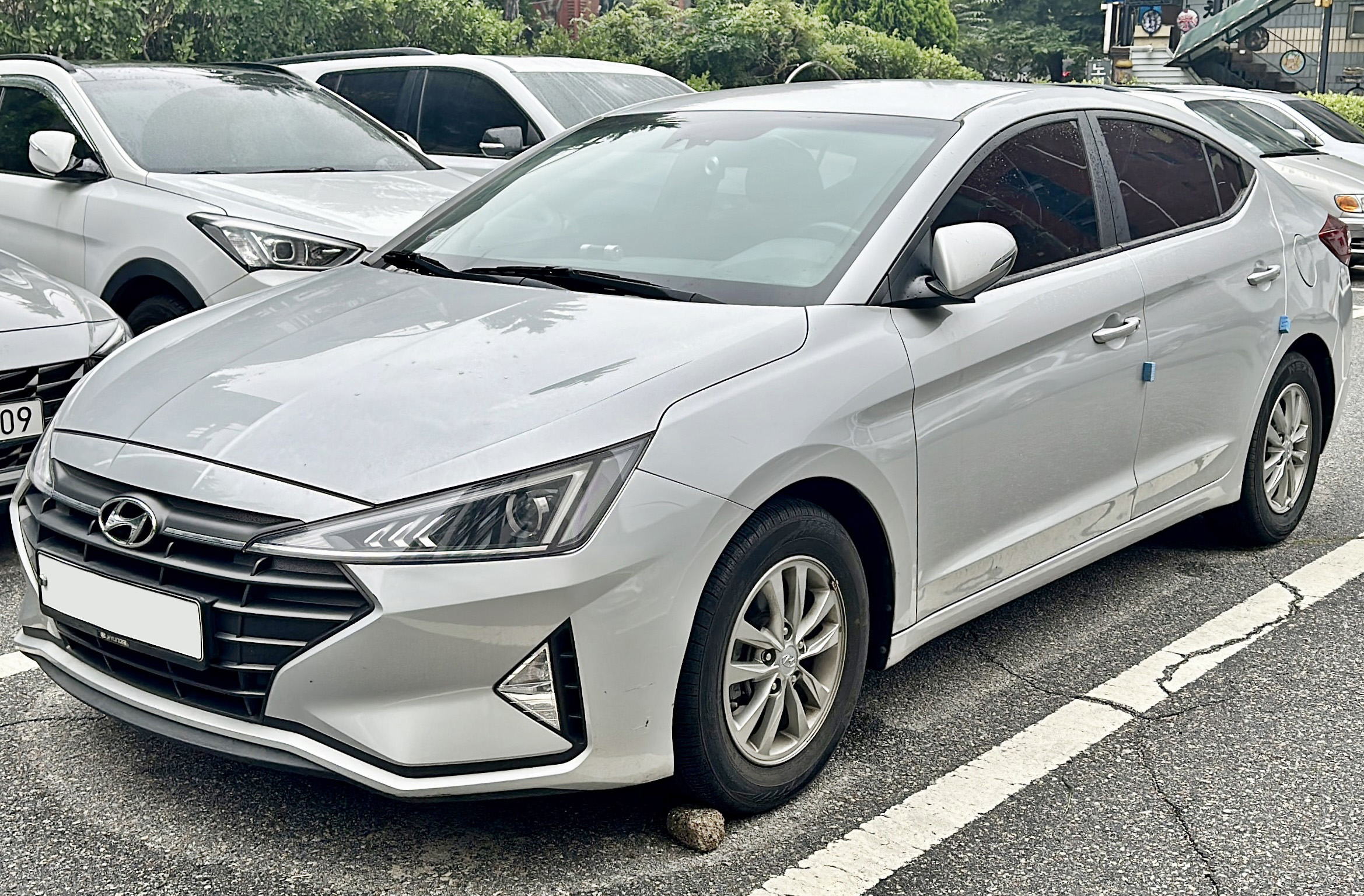
현대 더 뉴 아반떼 정측면

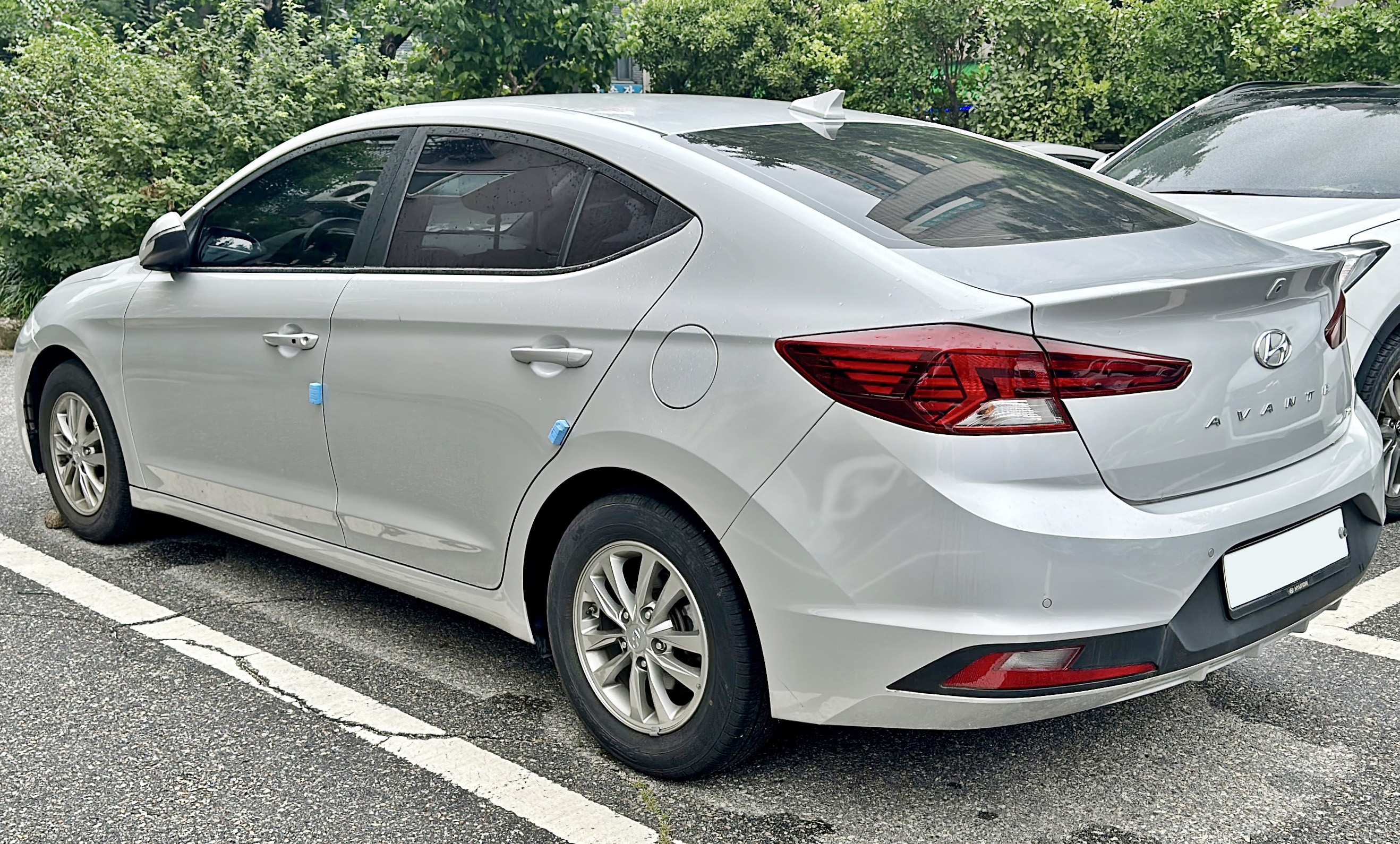
현대 더 뉴 아반떼 후측면

2018년 9월 6일에 출시되었다. 현대자동차의 '르 필 루즈' 란 새로운 디자인 철학이 적용되어, 지면을 스치듯이 낮게 활공하는 제트기에서 영감을 받아 삼각형을 강조한 디자인이 적용되었고, 이에 따라 풀 체인지 수준으로 변경되었다. 전면부는 헥사고날 그릴에서 과감하게 캐스케이딩 그릴이 적용되었다. 또한 헤드램프도 삼각형 모양의 헤드램프로 변경되었고, HID 램프에서 4구 LED 램프로 새롭게 디자인되었다. 그러나 디자인이 호불호가 매우 심하게 갈렸던 데다가, 앞 라이트 모양 때문에 "삼각떼"라는 별명이 붙게 되었다. 안개등이 사라지고, 그 자리에는 이등변삼각형 모양의 방향지시등으로 대체되었다. 후면부는 전체적으로 현대 쏘나타 뉴 라이즈와 비슷해졌으며, 번호판과 후진등이 하단으로 내려가고 후진등 테두리에 검은 유광처리를 해 고급스러움을 강조했다. 또 이전 2세대 J2 아반떼와 같이 번호판이 있던 자리에 'A V A N T E' 이니셜을 새겼다. 실내는 소폭으로 디자인이 개선되었으며, 송풍구 디자인을 바꾸고, 대시보드와 송풍구 주변에 카본을 덧씌웠다. 공조기 디자인이 제네시스 G70와 비슷하게 바뀌었다. 계기판의 모니터도 신형 차종처럼 바뀌었고, 체크무늬로 포인트를 줬다.
자연흡기 가솔린 엔진은 직접분사를 버리고 2세대 K3에서 선보인 123마력 감마 II 스마트스트림 G 1.6 MPI 엔진으로 변경되었으며, 자동변속기는 기존 6단 대신 IVT로 명명한 신형 CVT를 맞물렸다. 단, 감마 LPG 모델은 기존처럼 6단 자동변속기가 적용되며, LPG용 봄베 역시 기존의 원통 형태다. 같은 해 11월 1일에는 204마력 1.6리터 가솔린 터보 엔진을 장착한 스포츠 모델도 페이스리프트를 거쳤다.
디젤 모델은 현대자동차의 정책에 따라 풀 모델 체인지를 몇 달 앞두고 단산됐다.
인도 시장에서는 수요가 점점 떨어지는 준중형차 시장 때문에 이 모델을 끝으로 철수했으며, 현재 세단 모델은 베르나와 아우라만 판매하고 있다. 

#### 제원
| 구분                 | 더 뉴 아반떼 1.6ℓ 감마 II 스마트스트림 G MPi 자연흡기 (15인치 휠)                        | 더 뉴 아반떼 1.6ℓ 감마 II 스마트스트림 G MPi 자연흡기 (16인치 휠) | 더 뉴 아반떼 1.6ℓ 감마 II 스마트스트림 G MPi 자연흡기 (17인치 휠) | 더 뉴 아반떼 1.6ℓ 감마 GDI 터보 (18인치 휠)                                                  | 더 뉴 아반떼 1.6ℓ 감마 LPI (15/16인치 휠) | 더 뉴 아반떼 1.6ℓ U Ⅱ VGT (15/16인치 휠)            | 더 뉴 아반떼 1.6ℓ U Ⅱ VGT (17인치 휠)               |
| -------------------- | ---------------------------------------------------------------------------------------- | ----------------------------------------------------------------- | ----------------------------------------------------------------- | -------------------------------------------------------------------------------------------- | ----------------------------------------- | --------------------------------------------------- | --------------------------------------------------- |
| 전장 (mm)            | 4,620                                                                                    | 4,620                                                             | 4,620                                                             | 4,620                                                                                        | 4,620                                     | 4,620                                               | 4,620                                               |
| 전폭 (mm)            | 1,800                                                                                    | 1,800                                                             | 1,800                                                             | 1,800                                                                                        | 1,800                                     | 1,800                                               | 1,800                                               |
| 전고 (mm)            | 1,440                                                                                    | 1,440                                                             | 1,440                                                             | 1,440                                                                                        | 1,440                                     | 1,440                                               | 1,440                                               |
| 축거 (mm)            | 2,700                                                                                    | 2,700                                                             | 2,700                                                             | 2,700                                                                                        | 2,700                                     | 2,700                                               | 2,700                                               |
| 윤거 (전, mm)        | 1,563(R15) 1,555(R16) 1,549(R17)                                                         | 1,563(R15) 1,555(R16) 1,549(R17)                                  | 1,563(R15) 1,555(R16) 1,549(R17)                                  | 1,549(R18)                                                                                   | 1,563(R15) 1,555(R16)                     | 1,563(R15) 1,555(R16)                               | 1,549(R17)                                          |
| 윤거 (후, mm)        | 1,572(R15) 1,564(R16) 1,558(R17)                                                         | 1,572(R15) 1,564(R16) 1,558(R17)                                  | 1,572(R15) 1,564(R16) 1,558(R17)                                  | 1,558(R18)                                                                                   | 1,572(R15) 1,564(R16)                     | 1,572(R15) 1,564(R16)                               | 1,558(R17)                                          |
| 승차 정원            | 5명                                                                                      | 5명                                                               | 5명                                                               | 5명                                                                                          | 5명                                       | 5명                                                 | 5명                                                 |
| 변속기               | 수동 6단 스마트스트림 IVT                                                                | 스마트스트림 IVT                                                  | 스마트스트림 IVT                                                  | 수동 6단 듀얼 클러치 자동 7단                                                                | 자동 6단                                  | 듀얼 클러치 자동 7단                                | 듀얼 클러치 자동 7단                                |
| 구동 형식            | 전륜구동                                                                                 | 전륜구동                                                          | 전륜구동                                                          | 전륜구동                                                                                     | 전륜구동                                  | 전륜구동                                            | 전륜구동                                            |
| 서스펜션 (전/후)     | 맥퍼슨 스트럿/토션 빔 액슬(CTBA)                                                         | 맥퍼슨 스트럿/토션 빔 액슬(CTBA)                                  | 맥퍼슨 스트럿/토션 빔 액슬(CTBA)                                  | 맥퍼슨 스트럿/멀티 링크                                                                      | 맥퍼슨 스트럿/토션 빔 액슬(CTBA)          | 맥퍼슨 스트럿/토션 빔 액슬(CTBA)                    | 맥퍼슨 스트럿/토션 빔 액슬(CTBA)                    |
| 엔진 형식            | G4FM                                                                                     | G4FM                                                              | G4FM                                                              | G4FJ                                                                                         | L4FA                                      | D4FB                                                | D4FB                                                |
| 연료                 | 가솔린                                                                                   | 가솔린                                                            | 가솔린                                                            | 가솔린                                                                                       | LPG                                       | 디젤                                                | 디젤                                                |
| 배기량 (cc)          | 1,598                                                                                    | 1,598                                                             | 1,598                                                             | 1,591                                                                                        | 1,591                                     | 1,582                                               | 1,582                                               |
| 최고 출력 (ps/rpm)   | 123/6,300                                                                                | 123/6,300                                                         | 123/6,300                                                         | 204/6,000                                                                                    | 120/6,000                                 | 136/4,000                                           | 136/4,000                                           |
| 최대 토크 (kg*m/rpm) | 15.7/4,500                                                                               | 15.7/4,500                                                        | 15.7/4,500                                                        | 27.0/1,500~4,500                                                                             | 15.5/4,500                                | 30.6/1,750~2,500                                    | 30.6/1,750~2,500                                    |
| 연료 탱크 용량 (ℓ)   | 47                                                                                       | 47                                                                | 47                                                                | 47                                                                                           | 53                                        | 47                                                  | 47                                                  |
| 요소수 탱크 용량 (ℓ) | -                                                                                        | -                                                                 | -                                                                 | -                                                                                            | -                                         | -                                                   | -                                                   |
| 공차 중량 (kg)       | 1,230(수동 6단)/ 1,250(스마트스트림 IVT)                                                 | 1,290(스마트스트림 IVT)                                           | 1,280(스마트스트림 IVT)                                           | 1,350(수동 6단)/ 1,380(듀얼 클러치 자동 7단)                                                 | 1,280(자동 6단)                           | 1,355(듀얼 클러치 자동 7단)                         | 1,390(듀얼 클러치 자동 7단)                         |
| 연비 (km/ℓ)          | 도심 12.5/고속 16.2/복합 14.0(수동 6단)/ 도심 13.6/고속 17.7/복합 15.2(스마트스트림 IVT) | 도심 12.8/고속 16.8/복합 14.4(스마트스트림 IVT)                   | 도심 12.6/고속 16.3/복합 14.1(스마트스트림 IVT)                   | 도심 10.5/고속 13.1/복합 11.6(수동 6단)/ 도심 10.8/고속 13.7/복합 12.0(듀얼 클러치 자동 7단) | 도심 9.3/고속 12.6/복합 10.6(자동 6단)    | 도심 16.3/고속 19.9/복합 17.8(듀얼 클러치 자동 7단) | 도심 15.7/고속 19.3/복합 17.2(듀얼 클러치 자동 7단) |
| Co2 배출량 (g/km)    | 119(수동 6단)/ 108(스마트스트림 IVT)                                                     | 115(스마트스트림 IVT)                                             | 118(스마트스트림 IVT)                                             | 142(수동 6단)/ 138(듀얼 클러치 자동 7단)                                                     | 122(자동 6단)                             | 104(듀얼 클러치 자동 7단)                           | 108(듀얼 클러치 자동 7단)                           |

## 7세대(CN7)

### 올 뉴 아반떼 (2020년4월~2023년3월)

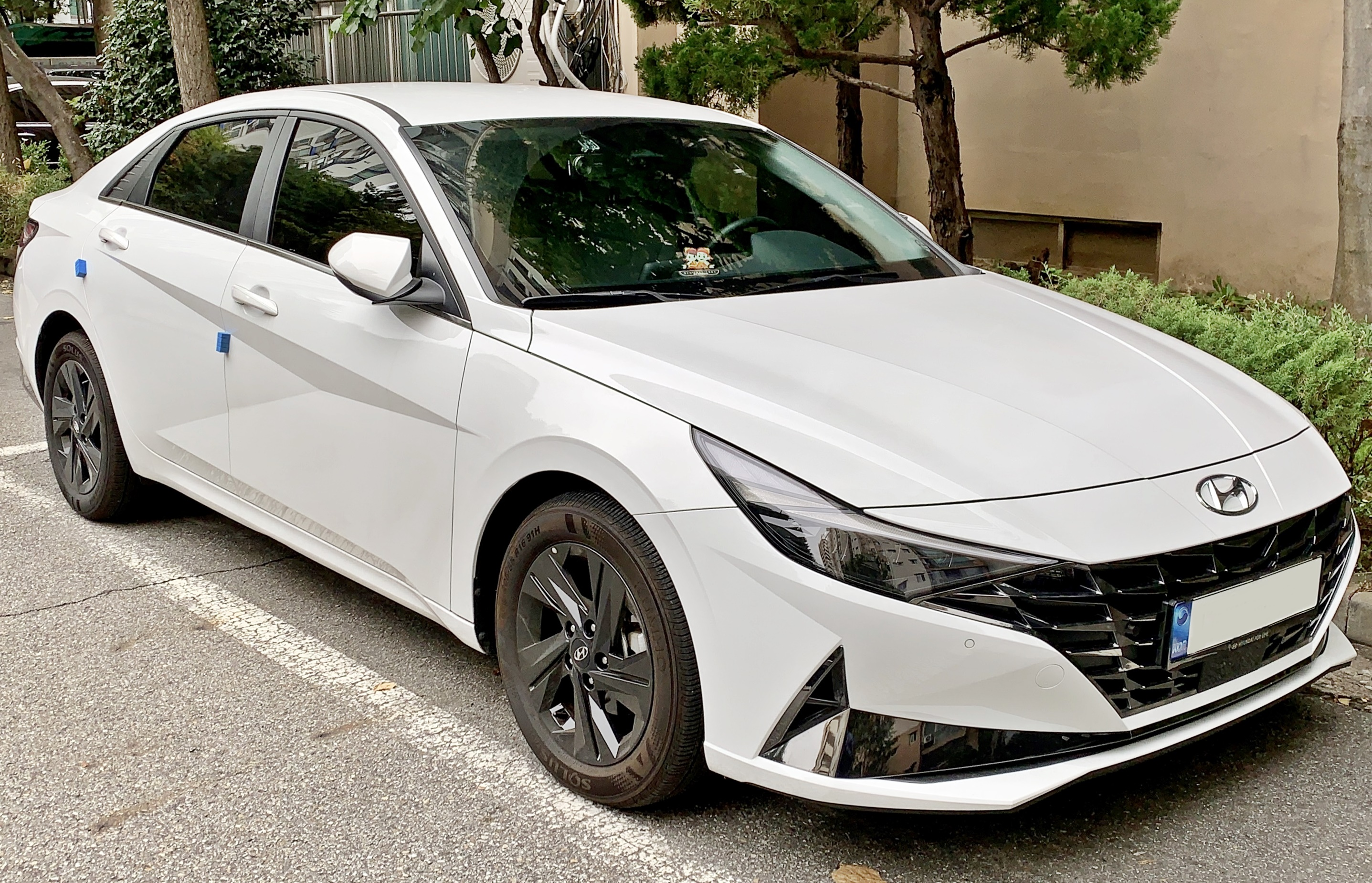
현대 올 뉴 아반떼 정측면

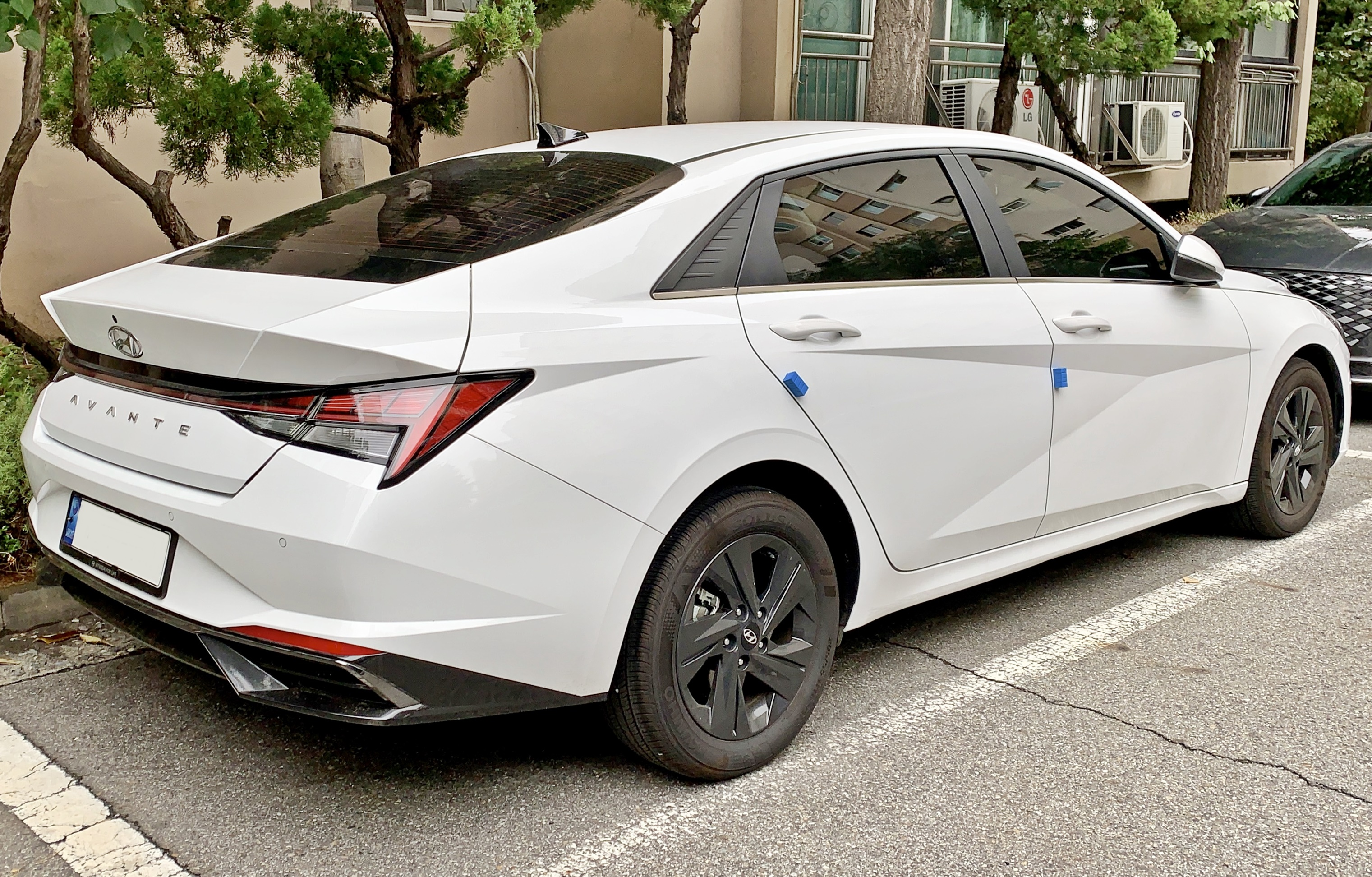
현대 올 뉴 아반떼 후측면

2020년 3월 11일 7세대 아반떼의 티저 이미지가 공개되었으며, 동년 3월 18일 월드 프리미어를 통해 주요 사양을 공개했다. 동년 4월 7일에 주요 사양 및 가격 등을 공개하면서 대한민국에 먼저 출시되었으며, 미국에서는 동년 가을에 출시했다. 현대자동차의 디자인 철학인 '센슈어스 스포티니스'를 강화한 '파라메트릭 라인 1.6 터보에만 남게 됐다.
대한민국 내수에는 123마력 감마 스마트스트림 1.6리터 DOHC 가솔린 MPI 엔진과 120마력 1.6리터 DOHC LPG 엔진이 적용되지만, 미국 등지에서는 스마트스트림 1.6리터 엔진 대신 앳킨슨 사이클 147마력 2.0리터 DOHC 가솔린 MPI 엔진을 이용한다.

#### 제원
| 구분                 | 올 뉴 아반떼 1.6ℓ 감마 II 스마트스트림 G MPi 자연흡기 (15인치 휠)                        | 올 뉴 아반떼 1.6ℓ 감마 II 스마트스트림 G MPi 자연흡기 (16인치 휠) | 올 뉴 아반떼 1.6ℓ 감마 II 스마트스트림 G MPi 자연흡기 (17인치 휠) | 올 뉴 아반떼 1.6ℓ 감마 LPI (15인치 휠) | 올 뉴 아반떼 1.6ℓ 감마 LPI (16인치 휠) | 올 뉴 아반떼 1.6ℓ 감마 LPI (17인치 휠) |
| -------------------- | ---------------------------------------------------------------------------------------- | ----------------------------------------------------------------- | ----------------------------------------------------------------- | -------------------------------------- | -------------------------------------- | -------------------------------------- |
| 전장 (mm)            | 4,650                                                                                    | 4,650                                                             | 4,650                                                             | 4,650                                  | 4,650                                  | 4,650                                  |
| 전폭 (mm)            | 1,825                                                                                    | 1,825                                                             | 1,825                                                             | 1,825                                  | 1,825                                  | 1,825                                  |
| 전고 (mm)            | 1,420                                                                                    | 1,420                                                             | 1,420                                                             | 1,420                                  | 1,420                                  | 1,420                                  |
| 축거 (mm)            | 2,720                                                                                    | 2,720                                                             | 2,720                                                             | 2,720                                  | 2,720                                  | 2,720                                  |
| 윤거 (전, mm)        | 1,593(R15) 1,585(R16) 1,579(R17)                                                         | 1,593(R15) 1,585(R16) 1,579(R17)                                  | 1,593(R15) 1,585(R16) 1,579(R17)                                  | 1,593(R15) 1,585(R16) 1,579(R17)       | 1,593(R15) 1,585(R16) 1,579(R17)       | 1,593(R15) 1,585(R16) 1,579(R17)       |
| 윤거 (후, mm)        | 1,604(R15) 1,596(R16) 1,590(R17)                                                         | 1,604(R15) 1,596(R16) 1,590(R17)                                  | 1,604(R15) 1,596(R16) 1,590(R17)                                  | 1,604(R15) 1,596(R16) 1,590(R17)       | 1,604(R15) 1,596(R16) 1,590(R17)       | 1,604(R15) 1,596(R16) 1,590(R17)       |
| 승차 정원            | 5명                                                                                      | 5명                                                               | 5명                                                               | 5명                                    | 5명                                    | 5명                                    |
| 변속기               | 수동 6단 스마트스트림 IVT                                                                | 스마트스트림 IVT                                                  | 스마트스트림 IVT                                                  | 자동 6단                               | 자동 6단                               | 자동 6단                               |
| 구동 형식            | 전륜구동                                                                                 | 전륜구동                                                          | 전륜구동                                                          | 전륜구동                               | 전륜구동                               | 전륜구동                               |
| 서스펜션 (전/후)     | 맥퍼슨 스트럿/토션 빔 액슬(CTBA)                                                         | 맥퍼슨 스트럿/토션 빔 액슬(CTBA)                                  | 맥퍼슨 스트럿/토션 빔 액슬(CTBA)                                  | 맥퍼슨 스트럿/토션 빔 액슬(CTBA)       | 맥퍼슨 스트럿/토션 빔 액슬(CTBA)       | 맥퍼슨 스트럿/토션 빔 액슬(CTBA)       |
| 엔진 형식            | G4FM                                                                                     | G4FM                                                              | G4FM                                                              | L4FA                                   | L4FA                                   | L4FA                                   |
| 연료                 | 가솔린                                                                                   | 가솔린                                                            | 가솔린                                                            | LPG                                    | LPG                                    | LPG                                    |
| 배기량 (cc)          | 1,598                                                                                    | 1,598                                                             | 1,598                                                             | 1,591                                  | 1,591                                  | 1,591                                  |
| 최고 출력 (ps/rpm)   | 123/6,300                                                                                | 123/6,300                                                         | 123/6,300                                                         | 120/6,000                              | 120/6,000                              | 120/6,000                              |
| 최대 토크 (kg*m/rpm) | 15.7/4,500                                                                               | 15.7/4,500                                                        | 15.7/4,500                                                        | 15.5/4,500                             | 15.5/4,500                             | 15.5/4,500                             |
| 연료 탱크 용량 (ℓ)   | 47                                                                                       | 47                                                                | 47                                                                | 64                                     | 64                                     | 64                                     |
| 요소수 탱크 용량 (ℓ) | -                                                                                        | -                                                                 | -                                                                 | -                                      | -                                      | -                                      |
| 공차 중량 (kg)       | 1,185(수동 6단)/ 1,205(스마트스트림 IVT)                                                 | 1,245(스마트스트림 IVT)                                           | 1,230(스마트스트림 IVT)                                           | 1,220(자동 6단)                        | 1,240(자동 6단)                        | 1,245(자동 6단)                        |
| 연비 (km/ℓ)          | 도심 12.8/고속 16.9/복합 14.4(수동 6단)/ 도심 13.8/고속 17.7/복합 15.4(스마트스트림 IVT) | 도심 13.3/고속 17.3/복합 14.9(스마트스트림 IVT)                   | 도심 13.1/고속 16.6/복합 14.5(스마트스트림 IVT)                   | 도심 9.4/고속 12.5/복합 10.6(자동 6단) | 도심 9.3/고속 12.4/복합 10.5(자동 6단) | 도심 9.2/고속 12.0/복합 10.3(자동 6단) |
| Co2 배출량 (g/km)    | 115(수동 6단)/ 106(스마트스트림 IVT)                                                     | 110(스마트스트림 IVT)                                             | 114(스마트스트림 IVT)                                             | 122(자동 6단)                          | 123(자동 6단)                          | 126(자동 6단)                          |

### 올 뉴 아반떼 하이브리드(2020년8월~2024년6월)
2020년 8월 13일에 선보였다. 2009년에 HD의 LPG 하이브리드를 선보인 이후 11년 만에 출시되었으며, 역대 아반떼 최초의 풀 타입 가솔린 하이브리드 모델이다. 고효율 시스템으로 완성된 하이브리드 파워트레인과 6단 DCT(듀얼 클러치 변속기), 그리고 통합형 리튬 배터리 시스템을 적용해 배터리 중량과 부피를 줄이고 연료 효율은 높였다. 또한, 통합형 배터리를 2열 하부에 위치시켜 2열 및 트렁크 공간을 넉넉하게 확보했다. 통합형 전동 부스터으로 부드러운 제동 성능을, 후륜 멀티링크 서스펜션으로 승차감을 향상시켰다.
아반떼 하이브리드의 출시를 앞두고, 현대자동차에서는 아이오닉의 가솔린 하이브리드(플러그인 포함)를 단산시켰다.
하이브리드용 가솔린 엔진은 아이오닉, 코나, 기아 니로의 1.6리터 카파 엔진을 공용한다.

#### 제원
| 구분                    | 올 뉴 아반떼 하이브리드 1.6ℓ 카파 GDI (16인치 휠)   | 올 뉴 아반떼 하이브리드 1.6ℓ 카파 GDI (17인치 휠)   |
| ----------------------- | --------------------------------------------------- | --------------------------------------------------- |
| 전장 (mm)               | 4,650                                               | 4,650                                               |
| 전폭 (mm)               | 1,825                                               | 1,825                                               |
| 전고 (mm)               | 1,420                                               | 1,420                                               |
| 축거 (mm)               | 2,720                                               | 2,720                                               |
| 윤거 (전, mm)           | 1,585(R16) 1,579(R17)                               | 1,585(R16) 1,579(R17)                               |
| 윤거 (후, mm)           | 1,599(R16) 1,593(R17)                               | 1,599(R16) 1,593(R17)                               |
| 승차 정원               | 5명                                                 | 5명                                                 |
| 변속기                  | 듀얼 클러치 자동 6단                                | 듀얼 클러치 자동 6단                                |
| 구동 형식               | 전륜구동                                            | 전륜구동                                            |
| 서스펜션 (전/후)        | 맥퍼슨 스트럿/멀티 링크                             | 맥퍼슨 스트럿/멀티 링크                             |
| 엔진 형식               | G4LE                                                | G4LE                                                |
| 연료                    | 가솔린+전기                                         | 가솔린+전기                                         |
| 배기량 (cc)             | 1,580                                               | 1,580                                               |
| 최고 출력 (ps/rpm)      | 105/5,700                                           | 105/5,700                                           |
| 최대 토크 (kg*m/rpm)    | 15.0/4,000                                          | 15.0/4,000                                          |
| 모터 최고 출력 (kw/rpm) | 32(43.5ps)/1,798~2,500                              | 32(43.5ps)/1,798~2,500                              |
| 모터 최대 토크 (nm/rpm) | 170(17.3kg*m)/0~1,798                               | 170(17.3kg*m)/0~1,798                               |
| 연료 탱크 용량 (ℓ)      | 42                                                  | 42                                                  |
| 요소수 탱크 용량 (ℓ)    | -                                                   | -                                                   |
| 공차 중량 (kg)          | 1,330(듀얼 클러치 자동 6단)                         | 1,340(듀얼 클러치 자동 6단)                         |
| 연비 (km/ℓ)             | 도심 21.4/고속 20.7/복합 21.1(듀얼 클러치 자동 6단) | 도심 20.3/고속 18.6/복합 19.5(듀얼 클러치 자동 6단) |
| Co2 배출량 (g/km)       | 74(듀얼 클러치 자동 6단)                            | 81(듀얼 클러치 자동 6단)                            |

### 올 뉴 아반떼 N 라인(2020년8월~2023년3월)

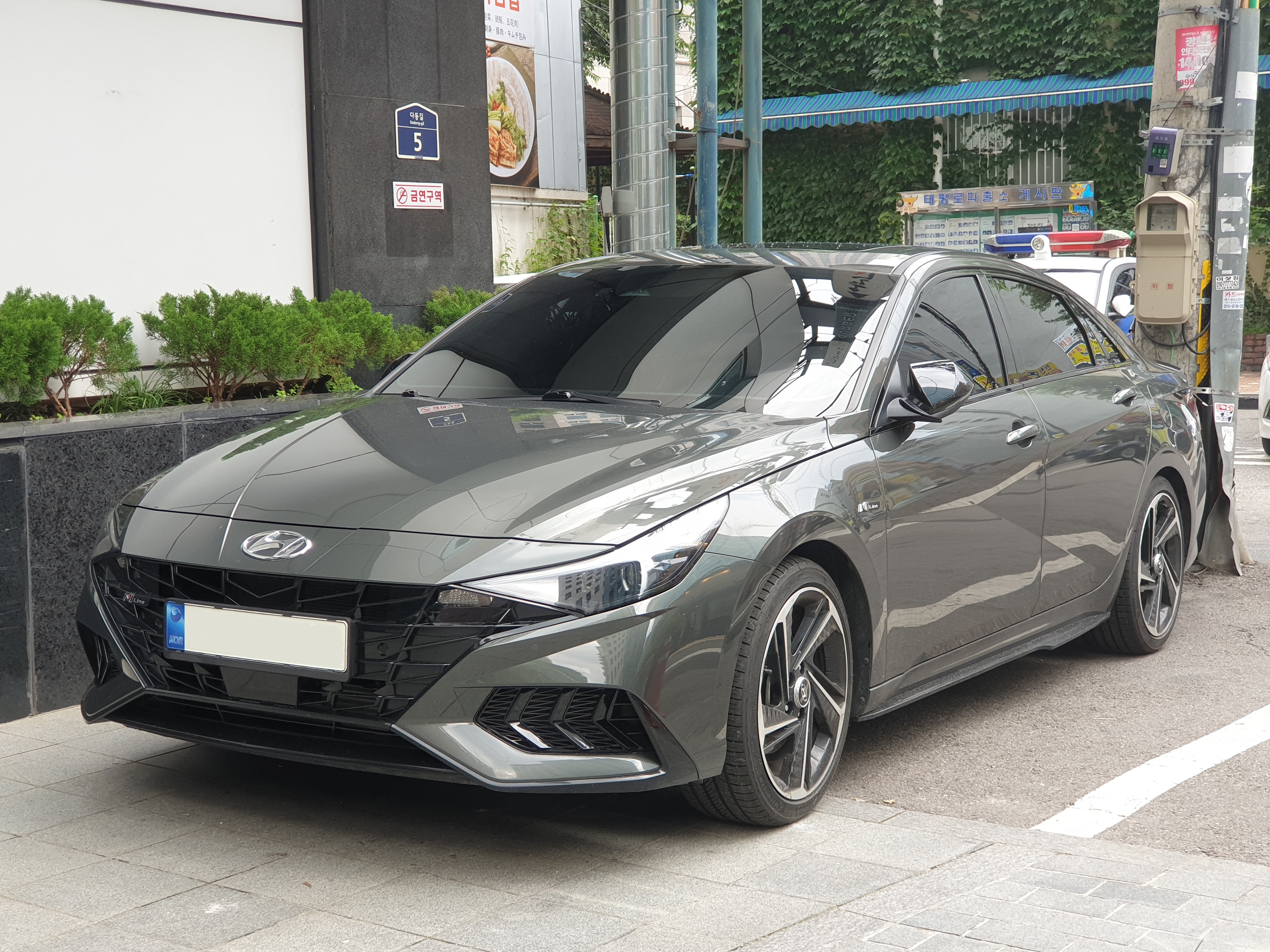
현대 올 뉴 아반떼 N 라인 정측면

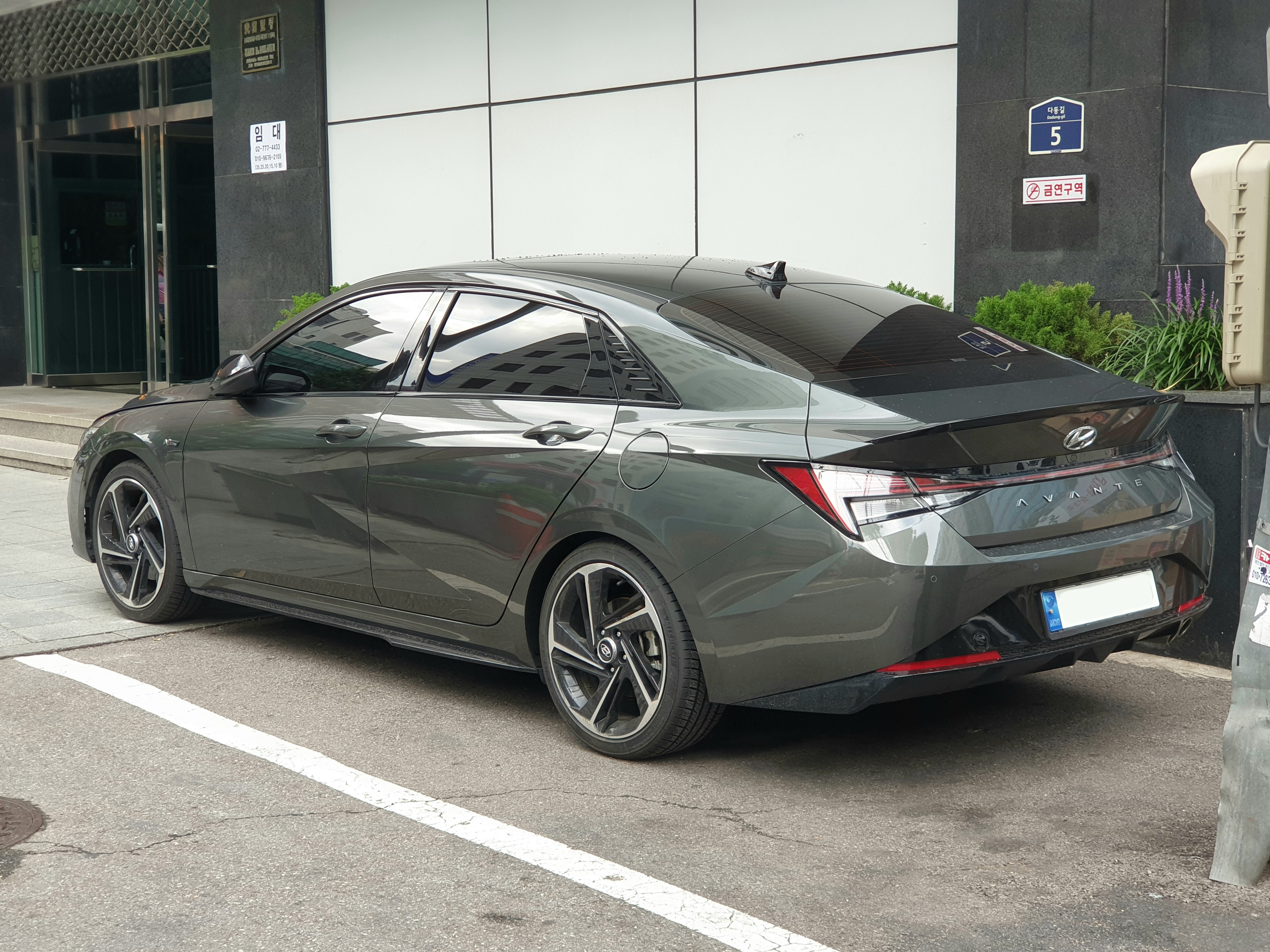
현대 올 뉴 아반떼 N 라인 후측면

고성능 브랜드 ‘N’으로부터 영감을 받은 모델로, 2020년 8월 13일에 선보였다. 204마력 1.6리터 스마트스트림 CVVD 가솔린 싱글터보 엔진, 6단 수동변속기, 건식 7단 DCT(듀얼 클러치 변속기), 후륜 멀티링크 서스펜션, 대용량 디스크 브레이크, N 라인 전용 18인치 전면가공 알로이 휠 등을 적용했다. 외장은 ‘로우 앤 와이드(Low & Wide)’를 디자인 콘셉트로 N 라인 전용 라디에이터 그릴과 N 라인 엠블럼, 에어 인테이크 등으로 꾸며졌다. 측면부는 사이드실과 아웃사이드 미러, 윈도우라인(DLO) 몰딩 등을 통해 차별화된 이미지를 선보였으며, 후면부는 싱글 트윈팁 머플러, 리어 디퓨저 등이 적용되었다. 내장은 레드 스티치 가죽 시트, 가죽 스티어링 휠, 기어노브 등 N 라인 전용 디자인과 메탈 페달 및 풋레스트(발 받침대) 등으로 스포티한 인상을 주었다.
그러나 판매 부진으로 1.6리터 가솔린 터보 엔진은 2023년 3월 페이스리프트 모델의 출시를 앞두고 대한민국 내수에서 제외됐다. 페이스리프트 때 N라인은 별도의 모델 트림이 아닌 드레스업 옵션 형태로 변경됐으며, 싱글터보 및 하이브리드와 달리 후륜에 토션 빔 서스펜션만 적용되었던 1.6리터 자연흡기 일반 사양에 N라인 옵션을 통해 후륜 멀티링크 서스펜션을 적용할 수 있게 됐다. 미국 등지에서는 1.6리터 가솔린 터보 사양을 판매하고 있다.

#### 제원
| 구분                 | 올 뉴 아반떼 N라인 1.6ℓ 감마 II 스마트스트림 G GDI 터보 (18인치 휠)                          |
| -------------------- | -------------------------------------------------------------------------------------------- |
| 전장 (mm)            | 4,675                                                                                        |
| 전폭 (mm)            | 1,825                                                                                        |
| 전고 (mm)            | 1,420                                                                                        |
| 축거 (mm)            | 2,720                                                                                        |
| 윤거 (전, mm)        | 1,566(R18)                                                                                   |
| 윤거 (후, mm)        | 1,581(R18)                                                                                   |
| 승차 정원            | 5명                                                                                          |
| 변속기               | 수동 6단 듀얼 클러치 자동 7단                                                                |
| 구동 형식            | 전륜 구동                                                                                    |
| 서스펜션 (전/후)     | 맥퍼슨 스트럿/멀티 링크                                                                      |
| 엔진 형식            | G4FP                                                                                         |
| 연료                 | 가솔린                                                                                       |
| 배기량 (cc)          | 1,598                                                                                        |
| 최고 출력 (ps/rpm)   | 204/6,000                                                                                    |
| 최대 토크 (kg*m/rpm) | 27.0/1,500~4,500                                                                             |
| 연료 탱크 용량 (ℓ)   | 47                                                                                           |
| 요소수 탱크 용량 (ℓ) | -                                                                                            |
| 공차 중량 (kg)       | 1,310(수동 6단)/ 1,340(듀얼 클러치 자동 7단)                                                 |
| 연비 (km/ℓ)          | 도심 11.1/고속 14.0/복합 12.3(수동 6단)/ 도심 11.5/고속 14.7/복합 12.8(듀얼 클러치 자동 7단) |
| Co2 배출량 (g/km)    | 136(수동 6단)/ 130(듀얼 클러치 자동 7단)                                                     |

### 올 뉴 아반떼 N (2021년7월~2023년3월)
2021년 6월 22일, 티저 이미지가 공개된 후 2021년 7월 14일, 아반떼 N 디지털 월드 프리미어 영상과 함께 출시됐다. 아반떼 N은 2020년 4월 출시한 올 뉴 아반떼의 고성능 모델이며, 다양한 성능 향상 부품들을 적용해 고성능의 특징을 극대화했다. 전면부는 기본차 대비 블랙트림부를 확대하고 범퍼 하단부를 낮게 가로지르는 립 스포일러가 특징이다. 측면부는 앞 범퍼부터 이어지는 N 전용 레드 스트립을 통해 한층 더 낮은 자세를 완성했다. 후면부는 N 전용 윙타입 스포일러를 적용해 사이드 스커트, 리어 디퓨저와 함께 최적의 공력성능을 구현했다. 또한, 역삼각형 타입의 N 전용 리플렉터와 대구경 듀얼 싱글 머플러를 적용했다. 실내는 N 스티어링 휠, N 쉬프터, N 시트, N 도어스커프, 메탈페달 등 N 브랜드 전용 아이템을 적용했다. 
아반떼 N은 플랫파워 세타2 2.0리터 가솔린 싱글터보 엔진에 6단 수동변속기와 8단 습식 DCT가 적용됐으며, 하이옥탄 대응이다. N 코너 카빙 디퍼렌셜, 능동 가변 배기 시스템, 런치 컨트롤 등을 기본 적용됐으며, 8단 습식 DCT를 선택하면 N 그린 쉬프트, N 파워 쉬프트, N 트랙 센스 쉬프트를 적용할 수 있다.
2023년 7월 26일에 페이스리프트 모델이 출시됐다.
2024년 12월에는 TCR 에디션 패키지 옵션을 내놓았다.

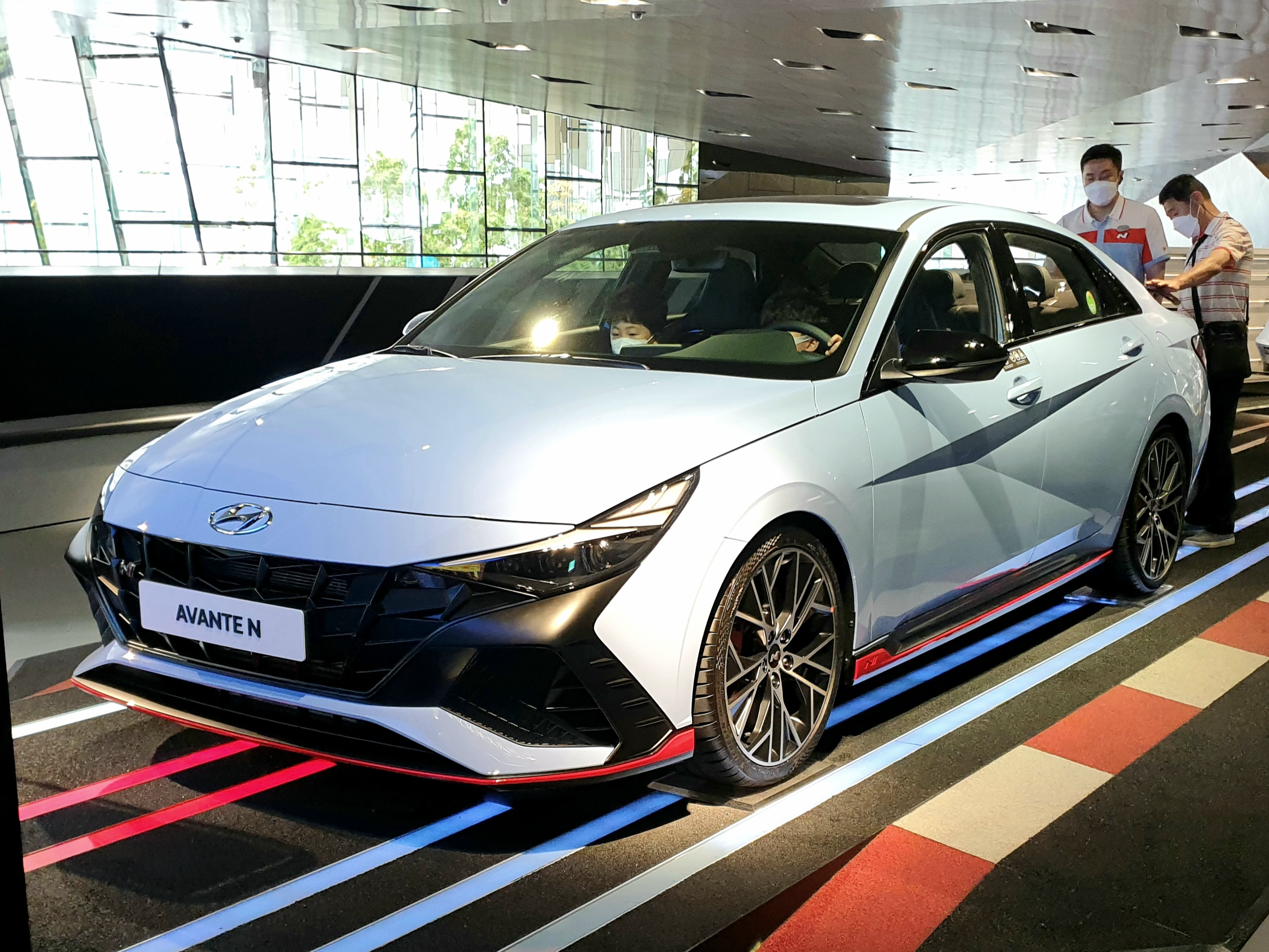
현대 아반떼 N 정측면
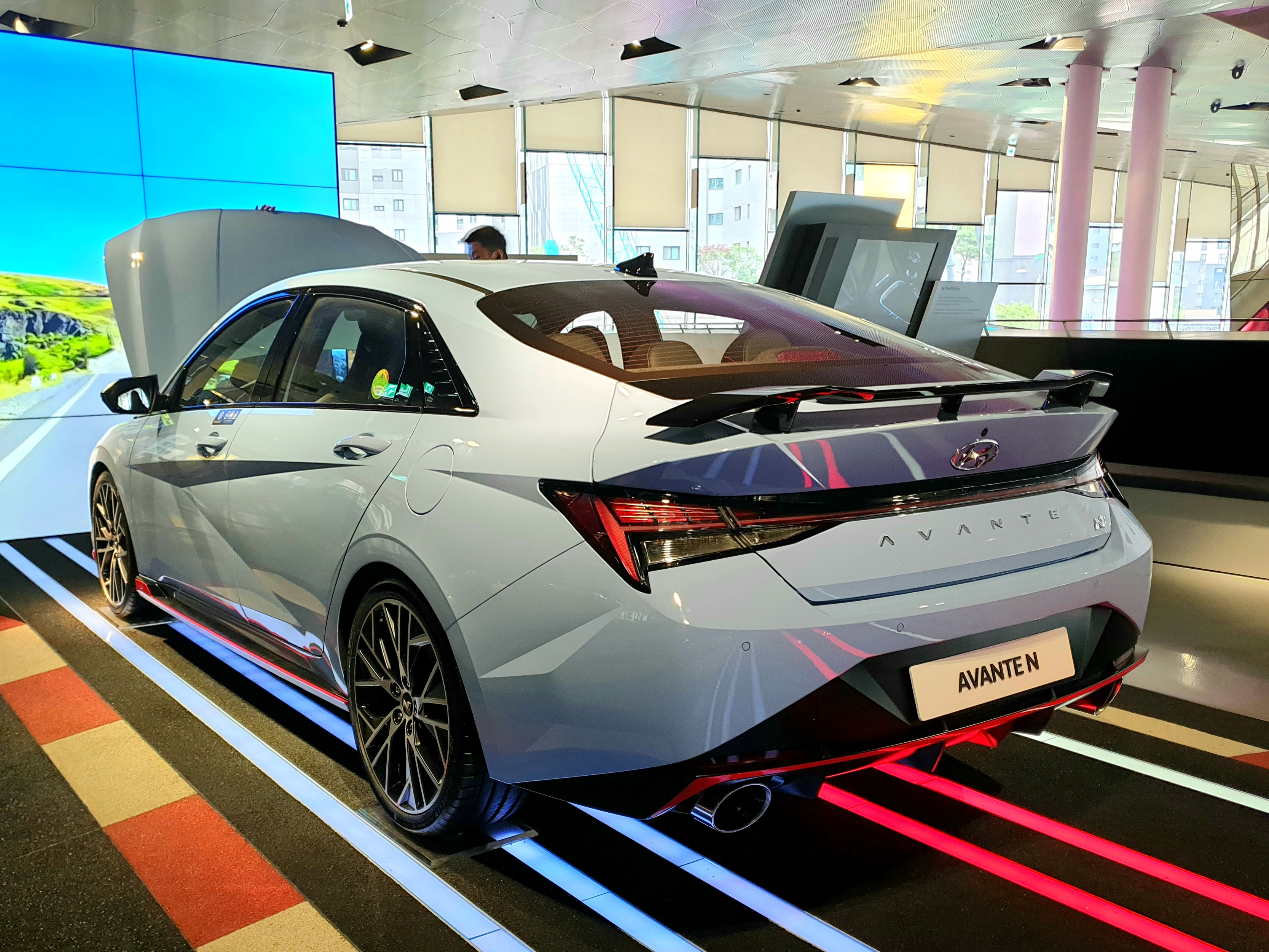
현대 아반떼 N 후측면

#### 제원
| 구분             | 아반떼 N 2.0T-GDI (플랫 파워) |
| ---------------- | ----------------------------- |
| 전장 (mm)        | 4,675                         |
| 전폭 (mm)        | 1,825                         |
| 전고 (mm)        | 1,415                         |
| 축거 (mm)        | 2,720                         |
| 배기량 (cc)      | 1,998                         |
| 최고 출력 (ps)   | 280 (※ NGS 모드 작동 시 290)  |
| 최대 토크 (kg*m) | 40.0                          |

### 더 뉴 아반떼 (2023년3월~2024년6월)

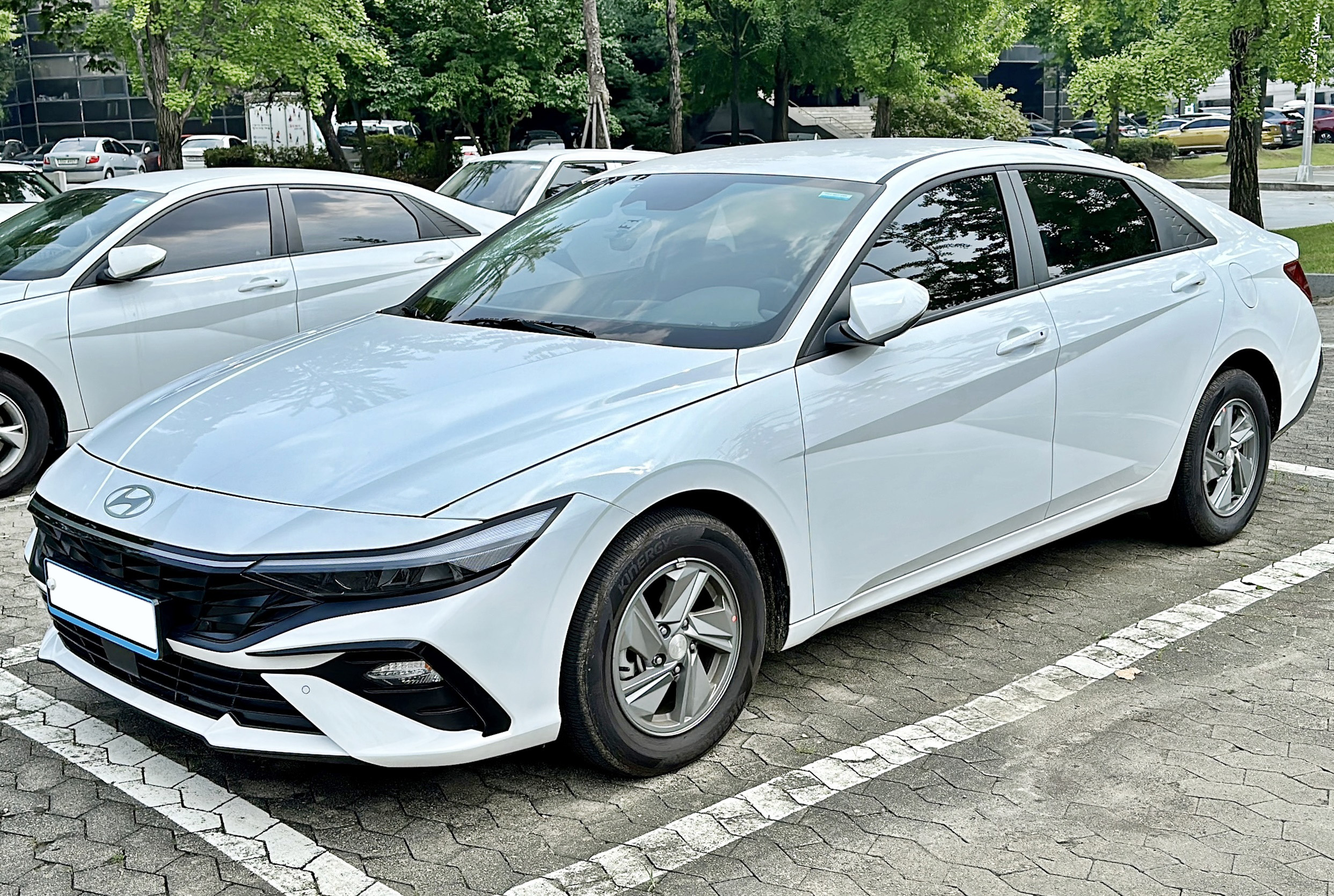
현대 더 뉴 아반떼 정측면

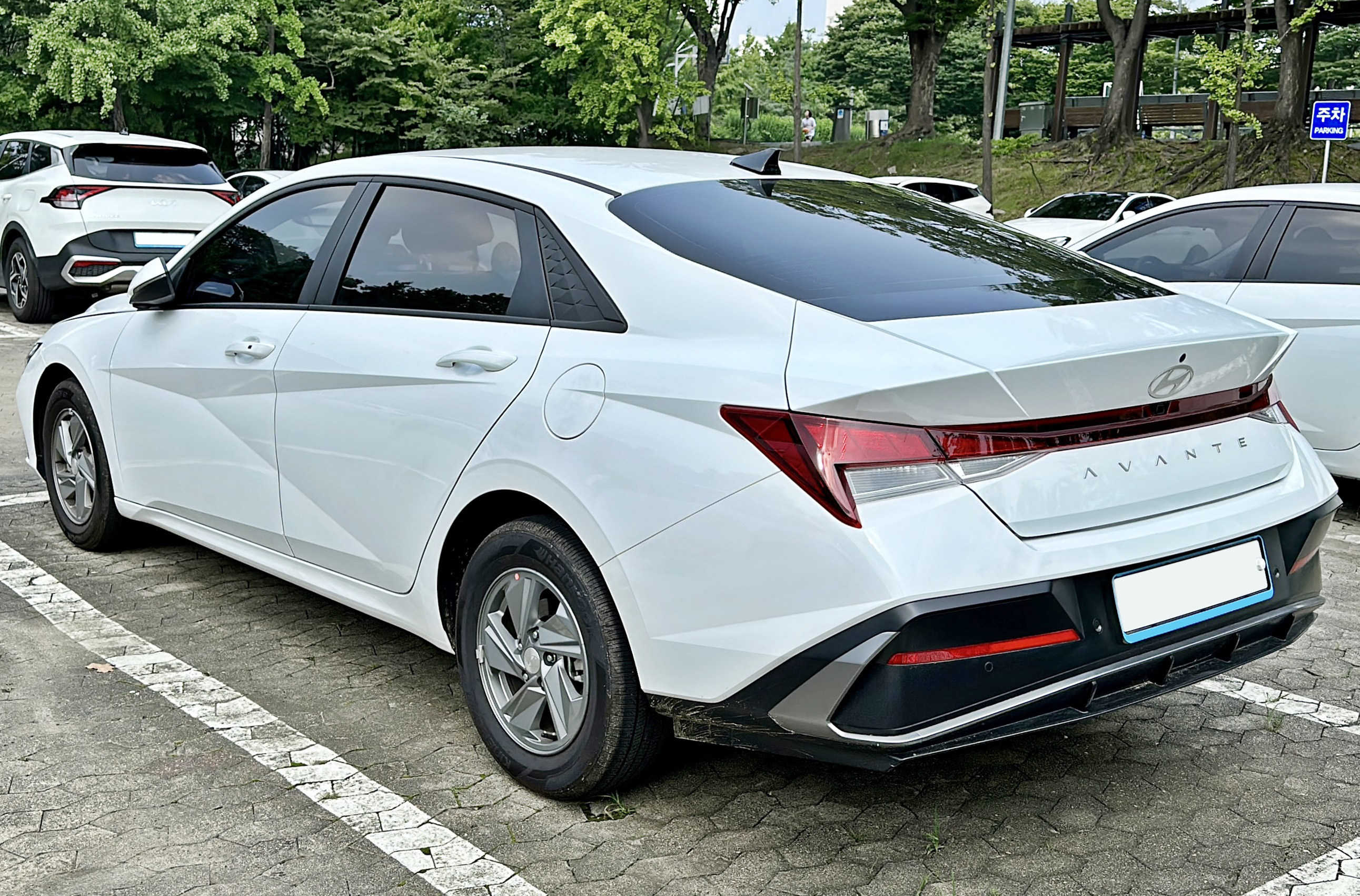
현대 더 뉴 아반떼 후측면

1.6리터 자연흡기 일반/하이브리드는 2023년 3월 13일에 출시되었으며, 2.0리터 가솔린 싱글터보의 페이스리프트 모델은 2023년 7월 26일에 출시했다. 204마력 1.6리터 가솔린 싱글터보 CVVD 엔진은 판매 부진으로 페이스리프트를 앞두고 라인업에서 제외됐다.
페이스리프트를 통해 범퍼나 해드램프 등 외관 디자인이 대폭 변경되었다. 이 밖에도, 휠 디자인, 가니시 등 외관 위주로 변경되며 전장이 4,710mm로 60mm가 연장되었다. 자동변속기는 플로어식을 그대로 유지한다.
페이스리프트 모델부터 N라인은 드레스업 패키지 옵션 개념으로 변경됐고, 1.6리터 자연흡기(일반/하이브리드) 사양에도 N라인 패키지를 옵션으로 적용할 수 있다. 후륜 멀티링크 서스펜션이 기본인 1.6 하이브리드와 달리 토션 빔 후륜 서스펜션만 적용할 수 있었던 123마력 1.6리터 자연흡기 일반 엔진 사양에 N라인 옵션을 적용하면, 후륜 서스펜션이 토션 빔에서 멀티링크로 변경된다.

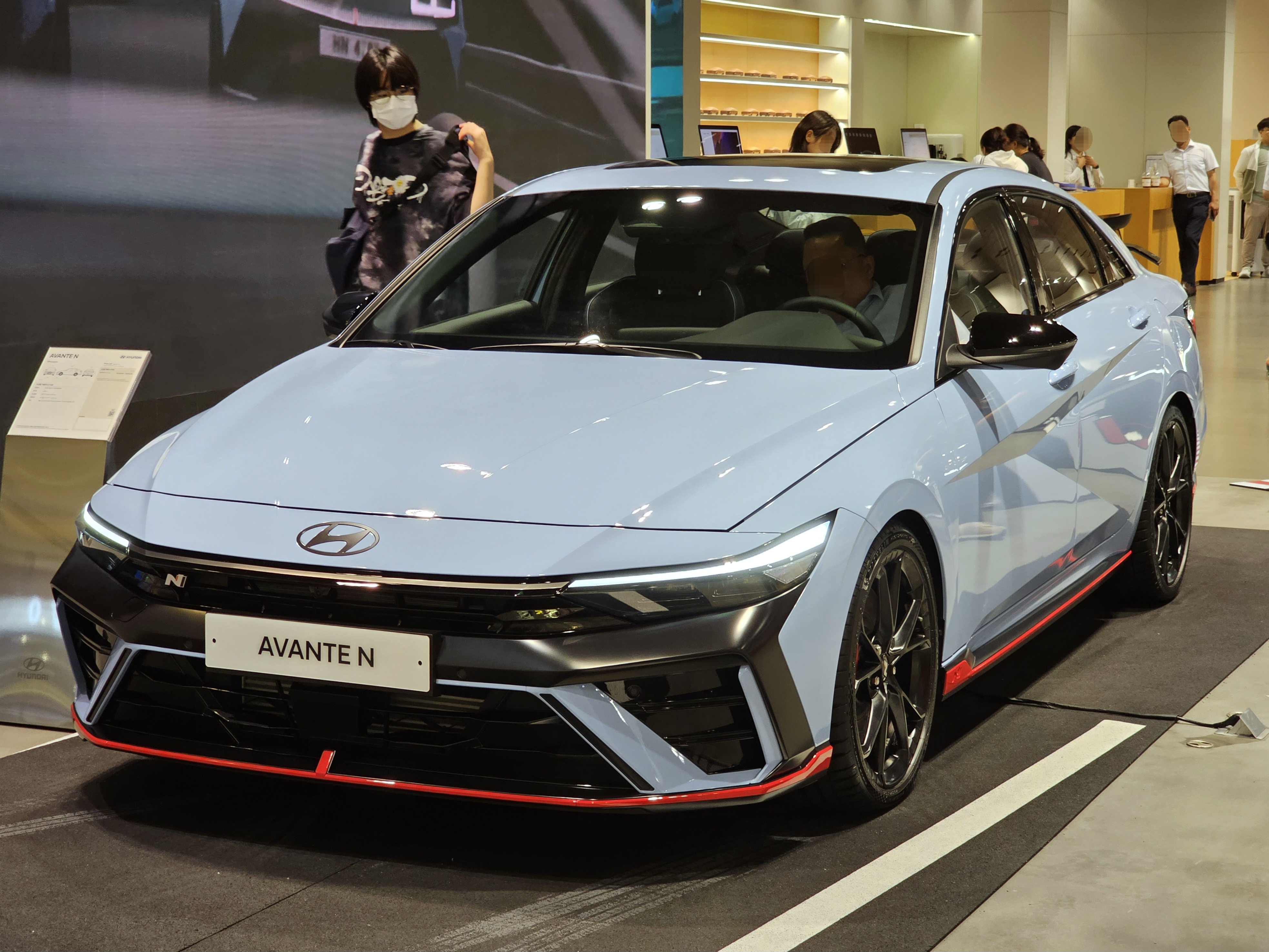
현대 더 뉴 아반떼 N 정측면
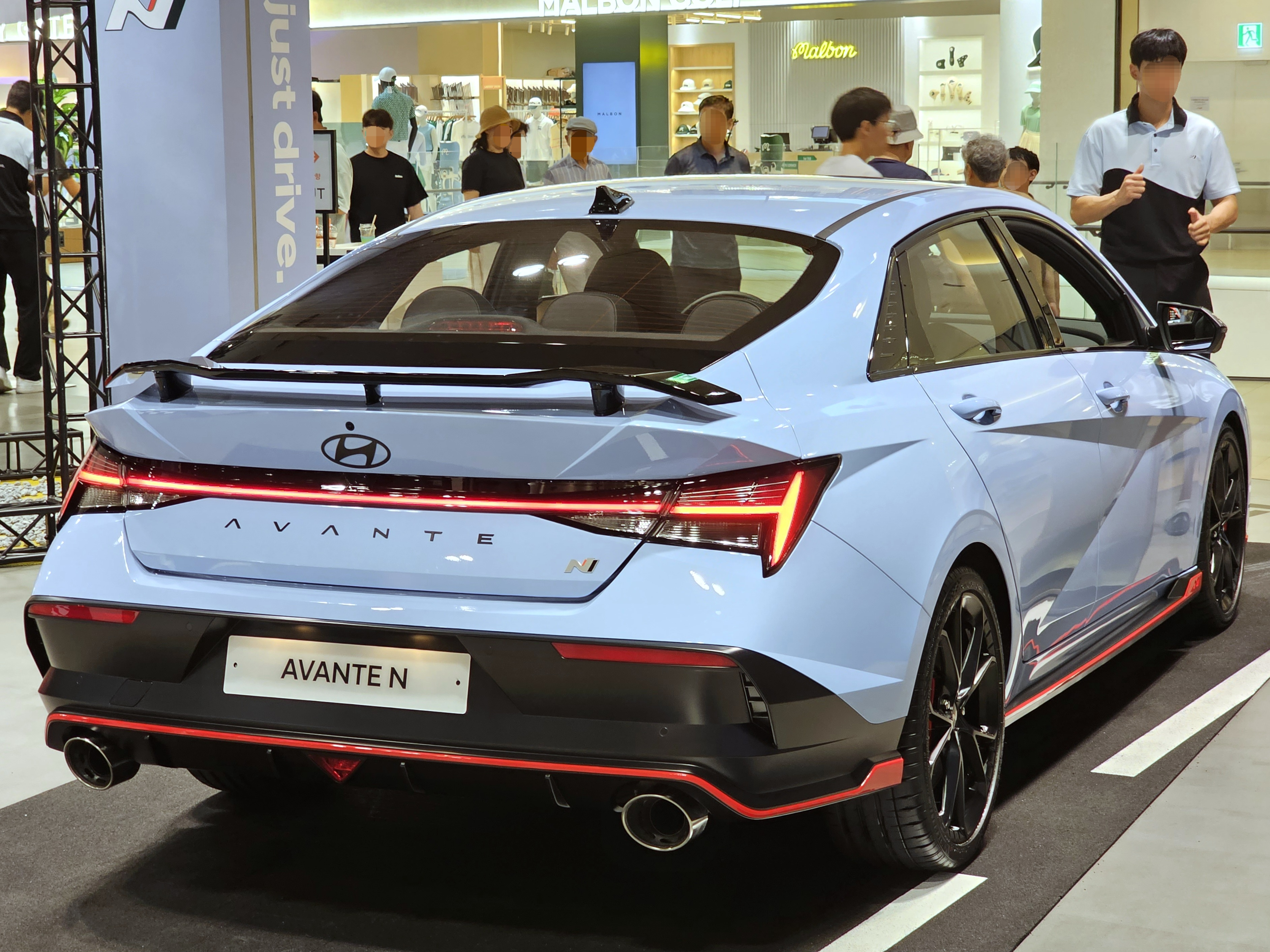
현대 더 뉴 아반떼 N 후측면
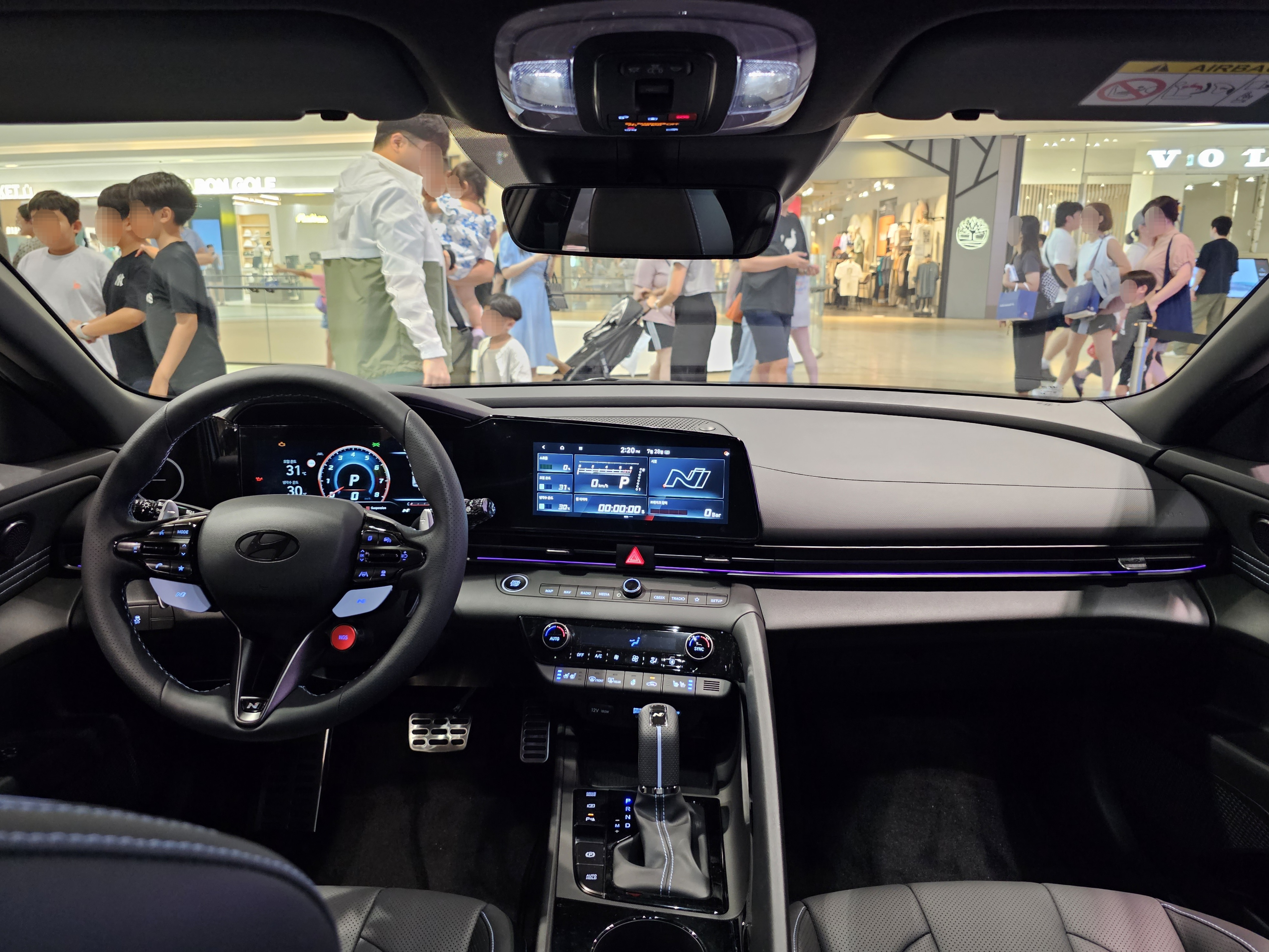
현대 더 뉴 아반떼 N 실내

### 2025 아반떼 (2024년6월~2025년4월)
2024년 6월 20일에 더 뉴 아반떼의 연식 변경 모델인 2025 아반떼를 출시했다. 2025 아반떼는 스티어링 휠 좌측에 위치한 클러스터 사이드 패널에 자석을 활용한 용품을 장착할 수 있도록 개선됐다. 또한 모든 트림에 전자식 룸미러를 기본 적용하고 하이패스, 운전석 세이프티 파워 윈도우, 2열 에어벤트, 실내 소화기를 추가했으며, 외장 색상에 미라지 그린 색상이 추가됐다.
가솔린 1.6 모델은 1,994만 원부터, N라인 가솔린 1.6 모델은 2,446만 원부터 시작한다.
LPi 모델은 2,134만 원부터, 하이브리드 모델은 세제혜택 반영 후 2,485만 원부터 시작한다.

### 2026 아반떼 (2025년4월~ 현재)
2025년 4월 15일에 더 뉴 아반떼의 연식 변경 모델인 2026 아반떼가 출시됐다. 2026 아반떼는 버튼시동&스마트키, 스마트키 원격시동, 웰컴 시스템, 스마트 트렁크, 도어 포켓 라이팅이 기본 적용됐다. 모던 트림에는 고속도로 주행보조, 스마트 크루즈 컨트롤, 내비게이션 기반 스마트 크루즈 컨트롤이 기본 적용됐으며, 인스퍼레이션 트림에는 17인치 알로이 휠&타이어가 기본 적용됐다.
아반떼 하이브리드에는 모던 라이트 트림이 새롭게 추가됐다. 모던 라이트 트림에는 가죽 스티어링 휠, 가죽 변속기 노브, 1열 열선 시트가 적용됐으며, 스마트폰 무선충전 시스템 및 현대 디지털 키 2 터치 사양이 기본 적용됐다.
판매 가격은 가솔린 1.6 모델 스마트 트림 2,034만 원, 모던 트림 2,355만 원, 인스퍼레이션 트림 2,717만 원부터 시작된다.
하이브리드 모델의 판매 가격은 스마트 트림 2,523만 원, 모던 라이트 트림 2,549만 원, 모던 트림 2,789만 원, 인스퍼레이션 트림 3,115만 원부터 시작된다.

## 차명 논란
아반떼라는 차명이 아우디가 스테이션 왜건에 붙이는 아반트와 흡사하다는 지적을 받아 수출시에는 여전히 아반떼의 전신인 엘란트라로 판매되고 있다. 그러나 엘란트라라는 차명 역시 미쓰비시 마그나의 엘란테 트림 레벨, 로터스 엘란과의 이름이 유사하다는 지적 또한 받아 란트라로 수출되기도 하였다. 2000년이 되어서야 대한민국을 제외한 거의 대부분의 국가에서의 차명이 엘란트라로 통일되었다. 4세대(HD)는 베트남과 싱가포르에서 대한민국 내수명과 같은 아반떼로 판매된 적이 있다.
논란과는 별개로 타미야의 모형차 아반떼와도 이름이 동일한데, 이름의 유사성을 이용해 타미야와 직접 콜라보하기도 하였다. 뒷문 유리창에 태극기와 아반떼 차명 레터링이 들어간다.

## 라인업

### J2(2세대)
| 구분   | 아반떼 1.5ℓ 가솔린                                  | 아반떼 1.8ℓ 가솔린 | 아반떼 투어링 1.5ℓ 가솔린 | 아반떼 투어링 1.8ℓ 가솔린 |
| ------ | --------------------------------------------------- | ------------------ | ------------------------- | ------------------------- |
| 아반떼 | GL GLS GLS DLX 스페셜 에디션 Ⅰ 스페셜 에디션 Ⅱ 골드 | GLS DLX 골드       | EL ELS ELS DLX RV 스페셜  | ELS ELS DLX RV 스페셜     |

| 구분         | 올 뉴 아반떼 1.5ℓ 가솔린 | 올 뉴 아반떼 1.5ℓ 가솔린 린번 | 올 뉴 아반떼 1.8ℓ 가솔린 | 올 뉴 아반떼 투어링 1.5ℓ 가솔린 | 올 뉴 아반떼 투어링 1.8ℓ 가솔린 |
| ------------ | ------------------------ | ----------------------------- | ------------------------ | ------------------------------- | ------------------------------- |
| 올 뉴 아반떼 | GLS 에센셜 스페셜 골드   | 에센셜 스페셜 골드            | 골드                     | ELS ELS 스페셜 스페셜 RV        | RV                              |

### XD(3세대)
| 구분      | 아반떼 XD 1.5ℓ 가솔린 | 아반떼 XD 2.0ℓ 가솔린 | 아반떼 XD 5도어 1.5ℓ 가솔린 | 아반떼 XD 5도어 2.0ℓ 가솔린 |
| --------- | --------------------- | --------------------- | --------------------------- | --------------------------- |
| 아반떼 XD | GL GLS 디럭스         | 골드                  | 스포츠                      | 레이싱                      |

| 구분         | 뉴 아반떼 XD 1.5ℓ 디젤 | 뉴 아반떼 XD 1.5ℓ 가솔린 | 뉴 아반떼 XD 1.6ℓ 가솔린 | 뉴 아반떼 XD 2.0ℓ 가솔린 | 뉴 아반떼 XD 5도어 1.5ℓ 가솔린 | 뉴 아반떼 XD 5도어 1.6ℓ 가솔린 | 뉴 아반떼 XD 5도어 2.0ℓ 가솔린 |
| ------------ | ---------------------- | ------------------------ | ------------------------ | ------------------------ | ------------------------------ | ------------------------------ | ------------------------------ |
| 뉴 아반떼 XD | 디럭스 골드            | GL GLS 디럭스 님프 골드  | GL GLS 디럭스 님프 골드  | 골드                     | 스포츠                         | 스포츠                         | 레이싱                         |

### HD(4세대)
| 구분   | 아반떼 하이브리드 1.6ℓ LPG+전기                 | 아반떼 1.6ℓ 디젤                                   | 아반떼 1.6ℓ 가솔린 | 아반떼 2.0ℓ 가솔린         |
| ------ | ----------------------------------------------- | -------------------------------------------------- | --- | -------------------------- |
| 아반떼 | HDe Ⅰ HDe Ⅰ EZ 팩 HDe Ⅱ HDe Ⅲ HDe Ⅲ 어드밴스 팩 | E16 밸류 E16 디럭스 S16 럭셔리 S16 프리미어 S16 탑 | E16 밸류 E16 디럭스 S16 럭셔리 S16 파이브 밀리언 스페셜 S16 럭셔리 어드밴스 팩 S16 월드컵 스페셜 에디션 S16 프리미어 S16 엘레강스 스페셜 S16 탑 X16 프리미어(이후 X16 럭셔리 블랙과 X16 프리미어 블랙으로 나뉨 → X16 블랙 스페셜로 통합) X16 탑 | S20 프리미어 S20 탑 X20 탑 |

### MD(5세대)
| 구분   | 아반떼 1.6ℓ LPG(장애인용)                                     | 아반떼 1.6ℓ LPG(렌터카)          | 아반떼 1.6ℓ 가솔린 | 아반떼 쿠페 2.0ℓ 가솔린 |
| ------ | ------------------------------------------------------------- | -------------------------------- | --- | ----------------------- |
| 아반떼 | M16 디럭스(이후 스타일로 변경) M16 럭셔리(이후 스마트로 변경) | M16 프리미어(이후 모던으로 변경) | M16 디럭스(이후 스타일로 변경) M16 럭셔리(이후 스마트로 변경) M16 블루 세이버(이후 블루 세이버로 변경) 에비뉴 M16 프리미어(이후 모던으로 변경) M16 탑(이후 프리미엄으로 변경) | 스마트 프리미엄         |

| 구분         | 더 뉴 아반떼 1.6ℓ LPG(장애인용) | 더 뉴 아반떼 1.6ℓ LPG(렌터카) | 더 뉴 아반떼 1.6ℓ 디젤 | 더 뉴 아반떼 1.6ℓ 가솔린 |
| ------------ | ------------------------------- | ----------------------------- | --- | --- |
| 더 뉴 아반떼 | 스타일 스마트                   | 모던                          | 스타일 스마트 스마트 튜익스 에디션 Ⅰ 월드컵 에디션 모던 모던 튜익스 에디션 Ⅱ 프리미엄(이후 텐 밀리언 리미티드로 대체) 프리미엄 튜익스 에디션 Ⅱ(이후 텐 밀리언 리미티드 튜익스 에디션 Ⅱ로 대체) | 스타일 스마트 스마트 튜익스 에디션 Ⅰ 월드컵 에디션 모던 모던 튜익스 에디션 Ⅱ 프리미엄(이후 텐 밀리언 리미티드로 대체) 프리미엄 튜익스 에디션 Ⅱ(이후 텐 밀리언 리미티드 튜익스 에디션 Ⅱ로 대체) |

### AD(6세대)
| 구분   | 아반떼 1.6ℓ LPG(장애인용) | 아반떼 1.6ℓ LPG(렌터카) | 아반떼 1.6ℓ 디젤                     | 아반떼 1.6ℓ 가솔린                                                | 아반떼 1.6ℓ 가솔린 터보                       | 아반떼 2.0ℓ 가솔린 |
| ------ | ------------------------- | ----------------------- | ------------------------------------ | ----------------------------------------------------------------- | --------------------------------------------- | ------------------ |
| 아반떼 | 모던                      | 스타일 스마트           | 스타일 스마트 스마트 스페셜 프리미엄 | 스타일 밸류 플러스 스마트 스마트 스페셜 모던 모던 스페셜 프리미엄 | 스포츠 스포츠 익스트림 셀렉션 스포츠 오리지널 | 스마트 프리미엄    |

| 구분         | 더 뉴 아반떼 1.6ℓ LPG | 더 뉴 아반떼 1.6ℓ LPG(장애인용) | 더 뉴 아반떼 1.6ℓ LPG(렌터카) | 더 뉴 아반떼 1.6ℓ 디젤 | 더 뉴 아반떼 1.6ℓ 가솔린                                  | 더 뉴 아반떼 1.6ℓ 가솔린 터보                    |
| ------------ | --------------------- | ------------------------------- | ----------------------------- | ---------------------- | --------------------------------------------------------- | ------------------------------------------------ |
| 더 뉴 아반떼 | 스타일 스마트 모던    | 모던                            | 스타일 스마트                 | 스타일 스마트 프리미엄 | 스타일 스마트 초이스 스마트 베스트 초이스 패키지 프리미엄 | 스포츠 모던 M/T 스포츠 모던 7DCT 스포츠 프리미엄 |

### CN7(7세대)
| 구분         | 올 뉴 아반떼 하이브리드 1.6ℓ 가솔린+전기 | 올 뉴 아반떼 1.6ℓ LPG | 올 뉴 아반떼 1.6ℓ LPG(장애인용) | 올 뉴 아반떼 1.6ℓ LPG(렌터카) | 올 뉴 아반떼 1.6ℓ 가솔린 | 올 뉴 아반떼 N라인 1.6ℓ 가솔린 터보 |
| ------------ | ---------------------------------------- | --------------------- | ------------------------------- | ----------------------------- | ------------------------ | ----------------------------------- |
| 올 뉴 아반떼 | 스마트 모던 인스퍼레이션                 | 스타일 스마트 모던    | 모던                            | 스타일 스마트                 | 스마트 모던 인스퍼레이션 | N 스포츠 인스퍼레이션               |

## 역대 슬로건

### 2세대(J2)
- 고출력 16 밸브 (아반떼)
- 최강의 꿈 (아반떼)
- 새로운 자동차 문화가 온다 (아반떼 투어링)

### 3세대(XD)
- 강자의 신화 (아반떼 XD)
- 사랑합니다 (아반떼 XD)
- Excellent Driving (뉴 아반떼 XD)

### 4세대(HD)
- 앞서가는 자부심 (아반떼)
- 아반떼니까 (아반떼)
- 5million seller (아반떼)
- The next intelligence (아반떼 LPi 하이브리드)
- 또 한번 앞서갑니다 (아반떼)

### 5세대(MD)
- 세상에 없던 중형 Compact (아반떼)
- 세상에 없던 CLASS (아반떼)
- 아반떼를 넘어선 아반떼가 온다 (더 뉴 아반떼)
- OVER THE CLASS (더 뉴 아반떼)

### 6세대(AD)
- SUPER NORMAL (아반떼,아반떼 스포츠)
- 돌아보면 역시 (더 뉴 아반떼)

### 7세대(CN7)
- 세상, 달라졌다. (올 뉴 아반떼)
- The new basics (올 뉴 아반떼)
- 보통내기가 아니다 (더 뉴 아반떼)

## 수상 내역
- 미국 US 뉴스 앤드 월드 리포트 <2025 최고의 고객가치상> - '최고의 하이브리드 승용차' 부문 (아반떼 하이브리드)

## 미디어 속의 아반떼
- 드라마 아스팔트 사나이에서는 뉴 엘란트라와 함께 등장했으며, 미국 판매 사양과 대한민국 판매 사양 모두 등장한다.
- 드라마 웃어라 동해야에서 동해(지창욱 분)가 가진 자동차로 등장하는데, 해당 차량은 4세대 아반떼(은색 1.5ℓ GLS DLX)이다.
- 영화 공공의 적에서 이 형사(안내상 분)의 차량으로 등장하는데, 해당 차량은 2세대 아반떼(흰색 1.5ℓ GLS DLX)이다.
- 영화 광복절 특사에서는 경찰차로 등장하는데, 해당 차량은 3세대 아반떼 XD(1.5ℓ GL)이다.
- 영화 강력3반에서 문봉수 형사(허준호 분)의 차량으로 등장하지만 해당 차량은 2세대 아반떼(파랑색 1.5 GLS DLX)이다.
- 드라마 별난 며느리에서는 차명석 교수(류수영 분)과 동생 차동석(곽희성 분)의 차량으로 등장한다. 해당 차량은 3세대 뉴 아반떼 XD(흰색 1.5ℓ 골드)이다.
- 드라마 피고인에서는 이성규(김민석 분)의 차량으로 등장한다.해당 차량은 3.5세대 뉴 아반떼 xd(은색 1.5ℓ 골드)이다.
- 만화 헬로 카봇에서는 카봇 프론의 자동차가 아반떼로 등장하는데, 해당 차량은 5세대 아반떼(실존하지 않는 노란색)이다. 또한 112 경찰차로도 변신을 한다.
- 만화 터닝메카드 W에서는 메카니멀 로봇인 카울이 자동차 아반떼로 등장하는데, 해당 차량은 5세대 아반떼(파란색)이다.
- 만화 또봇: 대도시의 영웅들에서는 뉴 또봇 Y의 자동차가 아반떼로 등장하는데, 해당 차량은 7세대 아반떼(파란색)이다. 그러나 비율은 어울리지 않는다.
- 예능 시키면 한다! 약간 위험한 방송에서 각종 실험을 할때 차량으로 2세대, 3세대 모델이 등장한 바 있다.

## 결함과 논란
아반떼MD
- 차체강성이 약하고 불안한 하체세팅과 상하 움직임이 심한 물렁한 서스펜션으로 세팅하여 승차감은 좋을지 모르나 고속주행 중 급격한 차선변경시 차 후방이 흔들리는 피쉬테일 현상과 불안한 고속 안정성이 논란이 되었고, 전작 아반떼 HD보다 주행성능이 퇴화했다는 소리가 많았다.

MDPS(속도감응형 전동식 파워스티어링) 결함
- 아반떼HD~AD에 적용된 현재까지 지적되는MDPS, C-MDPS가 적용 돼 장난감 핸들 같은 가벼움과 더불어 직진할 때 지속적으로 보타 해 줘야 하고 핸들 잠김과 같은 결함이 많다. 핸들 돌릴 때 '딸깍딸깍' 소리도 나고 자석현상도 있다.

GDI엔진 결함
- 대부분 팔렸던 현대 감마엔진 1.6 GDI엔진이 10만키로가 지난 시점부터 시동 꺼짐, 노킹,엔진오일 감소 등 엔진결함이 심각하다. GDI엔진은 실린더에 연료를 직접 분사하는 방식으로 고효율, 높은 연비를 얻는 장점이 있지만 연료를 분사하는 과정에서 매우 높은 온도로 폭발하기 때문에 그 온도를 버틸 수 있게 개발해야 했는데 내구성이 약해 높은 온도를 버티지 못하고 실린더에 변형이 와 다양한 엔진 결함을 일으킨다. MD 초기모델에 결함이 가장많아서 각 동호회에 관련 글들이 많다. 국토교통부에서 '감마 1.6 GDI 엔진' 결함을 조사했으나, 리콜이 아닌 무상수리 조치로 마무리 됐다. 엔진 교체를 받으려면 사업소에서 점검받아야 하는데 생각보다 까다롭다.